# Semana Santa en Jerez de la Frontera

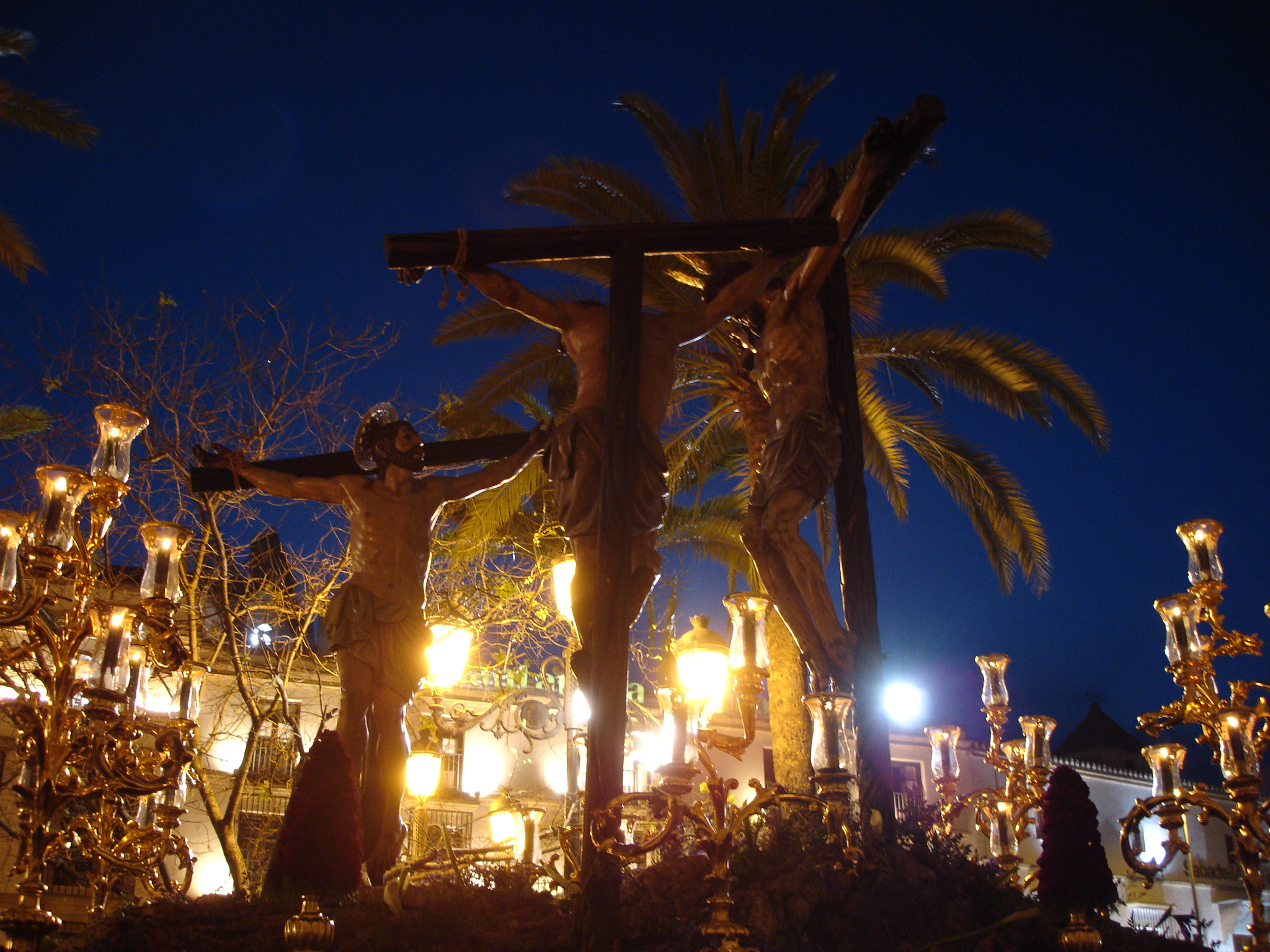
Vera-Cruz

Declarada de Interés Turístico Nacional el 25 de febrero de 1993, y a expensas de ser declarada de Interés Turístico Internacional, la Semana Santa de Jerez de la Frontera es un gran evento de carácter religioso, social y cultural que conmemora la Pasión, Muerte y Resurrección de Cristo. Se celebra anualmente en la semana del primer plenilunio de la primavera  en el municipio de Jerez de la Frontera, principalmente en su núcleo urbano. Constituye una de las grandes fiestas de la primavera de la ciudad junto con la Feria del Caballo, declarada de Interés Turístico Internacional en 1980. Desde el Domingo de Ramos hasta el Domingo de Resurrección, 45 hermandades procesionan hacia la Catedral de la ciudad, mientras que 1 hermandad más procesiona el Sábado de Pasión, sin pasar por ella. Además, la ciudad cuenta también con varias agrupaciones parroquiales que realizan su salida en los días previos a Semana Santa o no procesionan aún.
La Semana Santa de Jerez puede presumir de un rico patrimonio cultural histórico y artístico puesto que los más reconocidos imagineros, tallistas, orfebres y bordadores de los últimos siglos han contribuido a engrandecerla, dejando en ella un legado difícil de igualar. Esta circunstancia, unido al elevado número de hermandades, el más cuantioso tras Sevilla, y junto con la presencia de la típica saeta flamenca, el palo flamenco de la Semana Santa, convierten a esta Semana Santa en una de las más relevantes de Andalucía y España. Cabe destacar que el Flamenco es el bien etnológico andaluz, el bien vinculado a la cultura andaluza, más universal que el 16 de noviembre de 2010 fue declarado por la UNESCO Patrimonio Inmaterial de la Humanidad. Esta cuestión adquiere una mayor relevancia en Jerez puesto que la saeta flamenca es de especial arraigo y esta ciudad es considerada además como una de las cunas del flamenco, siendo Jerez sede del Centro Andaluz de Documentación del Flamenco (CADF) que se encuentra ubicado en el Palacio de Pemartin. Jerez de la Frontera y su Semana Santa también tiene el honor de haber sido la sede del XVIII Encuentro Nacional de Cofradías celebrado en el año 2005, así como de haber formado parte en 2011 de la procesión magna de Madrid que se celebró como colofón a la "Jornada Mundial de la Juventud" (JMJ) convocada por el Papa Benedicto XVI, interviniendo con el paso de Nuestro Padre Jesús de las Misericordias de la Hermandad de la Candelaria, representando la octava estación del Magno Vía Crucis que allí se celebró ante la presencia del Santo Padre.

## Unión de Hermandades
La Unión de Hermandades de Jerez, constituida el lunes 21 de febrero de 1938, es el órgano que aglutina a todas las Hermandades de Penitencia, Sacramentales y Gloria de la ciudad. Desarrolla labores administrativas como las derivadas de la organización de la Semana Santa. El presidente del Consejo de la Unión de Hermandades es elegido cada cuatro años por los hermanos mayores de las distintas hermandades. El actual presidente es José Manuel García Cordero. La U.H.H. tiene su sede en la calle Curtidores. 

## Historia
El origen data del siglo XVI, cuando se crean las primeras hermandades (normalmente por cofradías gremiales auspiciadas por órdenes religiosas) para hacer actos de penitencia y caridad. Aunque el historiador "Padre Fray Esteban Rallón" (1608-1689) documenta procesiones en 1340 en el libro "Historia de Xerez de la Frontera".
A principios del siglo XX el representante de las hermandades del Arciprestazgo de Jerez, por aquel entonces perteneciente a la diócesis de Sevilla, promovió la idea de organizar las estaciones de penitencia con una carrera oficial que permanece hasta nuestros días. Es el 21 de febrero de 1938, cuando se funda la Unión de Hermandades de Jerez, convirtiéndose en el órgano que aglutina a todas las Hermandades de Penitencia, Sacramentales y Gloria de la ciudad. Desarrollando labores administrativas como las derivadas de la organización de la Semana Santa.
En 2000 el obispado jerezano autorizó una procesión magna con 31 pasos de misterio, realizándose el sábado Santo de dicho año jubilar con la celebración de un Santo Entierro Magno. En 2005, Jerez fue sede del Encuentro Nacional de Cofradías,  autorizándose también una procesión extraordinaria en la que salieron los principales titulares de la Semana Santa jerezana como cierre de dicho congreso nacional. En 2011 la Semana Santa de Jerez estuvo representada por el paso del Señor de las Misericordias (Hermandad de la Candelaria) en la procesión magna de Madrid que se celebró como colofón a la "Jornada Mundial de la Juventud" (JMJ) convocada por el Papa Benedicto XVI. Igualmente en el año 2013, se realizó una nueva procesión Magna, en la que se representó un Vía-Lucis Mariano con todos los misterios de la Virgen que existen en la imaginería jerezana.
Desde 1937 hasta 2019 salieron ininterrumpidamente procesiones (sólo interrumpido por la pandemia).

## Carrera Oficial
Se denomina Carrera Oficial al recorrido común que han de hacer todas las hermandades para hacer estación de penitencia a la catedral durante los días de Semana Santa. La actual carrera oficial jerezana es la más extensa de España con 1,3 km de longitud, desde plaza Aladro hasta la catedral. 

### Origen
El origen de la existencia de una carrera oficial en Jerez data del segundo lustro de los años treinta, momento en el que surge la necesidad de organizar los desfiles procesionales, con una carrera oficial, a imagen y semejanza de la Semana Santa de Sevilla, donde ya desde 1604, en tiempos del Cardenal Arzobispo Niño de Guevara, se establecieron unas primeras pautas para su organización. Por aquel entonces, las hermandades sevillanas tenían la obligación de hacer estación de penitencia en la Catedral, mientras que las de Triana en Santa Ana. La Unión de Hermandades de Jerez surge con el fin de “dirigir el espíritu cofradiero de Jerez, sobre bases del más depurado sentir religioso, cuidando al mismo tiempo los aspectos del gusto artístico y orden de los desfiles” y se constituye el lunes 21 de febrero de 1938 en la Sala de archivo de la Iglesia de Santiago con las representaciones de las Hermandades de: Prendimiento, Santo Crucifijo, Desconsuelo, Flagelación, Mayor Dolor, Santo Entierro y Coronación. No asisten a la reunión las hermandades de la Soledad y Las Angustias, y las hermandades del Nazareno y el Cristo de la Expiración que se habían negado de pleno a asistir a la constitución de este organismo.
Es en el año 1939 cuando se establece la Carrera Oficial, obligatoria desde la Rotonda de los Casinos a la Colegial, actual catedral, con el consiguiente itinerario:
José Antonio Primo de Rivera (actual calle Larga) para proseguir por Doctor Ramón y Cajal (hoy, Lancería), Plaza Reyes Católicos (Arenal), Calvo Sotelo, Eduardo Dato (ambas Consistorio), Angostillo de San Dionisio, Plaza Escribanos (de la Asunción), José Luis Díez, Plaza Domecq (Arroyo), Cruces, Aire y la Real E.I.I. Colegial (en la actualidad, Santa Iglesia Catedral).
Esta carrera oficial fue secundada por todas las hermandades, quedando excluida la Hermandad de Jesús Nazareno que realizó su desfile procesional fuera de la carrera oficial, a la que se uniría en los años venideros. Desde entonces, la carrera oficial ha sufrido varias modificaciones hasta llegar a la actual.

### Carrera Oficial de Aladro
La  actual Carrera Oficial (2014)  da comienzo en la Plaza Aladro, siguiendo por Alameda Marqués de Casa Domecq, Alameda Cristina, Larga, Rotonda de los Casinos, Larga, Lancería, plaza del Arenal, Consistorio, plaza de la Yerba, Angostillo de San Dionisio, plaza de la Asunción, José Luis Díez, Santa Isabel, Visitación y Catedral de Nuestro Señor San Salvador, a la que acceden por la denominada puerta lateral de la Visitación y abandonaban por la puerta lateral de la Encarnación. Este itinerario albergaba edificios de especial singularidad, transcendencia, atractivo e indudable valor patrimonial, tales como; El Palacio Domecq, la Iglesia Conventual de Santo Domingo, el Palacio del Marqués de Villamarta, el Gallo Azul, la Antigua Casa del Cabildo, la Iglesia de San Dionisio, o La Catedral, entre otros. Además de emblemáticas calles y plazas, anteriormente mencionadas. Esta carrera oficial jerezana consta de una longitud de 1,3 kilómetros, lo que la convierte en la carrera oficial más extensa de toda Andalucía. 
El 16 de octubre de 2017 el Consejo Local de la Unión de Hermandades presentó una propuesta en la cual se modificaba Carrera Oficial para que diera comienzo en Plaza del Banco, acortándose la longitud de la misma, finalmente esta propuesta fue rechazada en el Pleno Extraordinario de Hermanos Mayores. Esta propuesta generó una gran controversia que traspasó incluso al mundo cofrade de la ciudad, algunos de los críticos con esta propuesta que no prosperó en aquel momento llegaron a tildarla de "ratonera"  debida a las reducidas dimensiones de las calles aledañas a Plaza del Banco y acusaron al Consejo Local de intentar privatizar la Carrera Oficial. 
El 26 de julio de 2018 el pleno de hermanos mayores se inclinó con una exigua mayoría por la llamada propuesta de carrera oficial de Porvera. Esta propuesta daba comienzo en la calle Porvera a la altura de calle Gaitán, para continuar por Puerta de Sevilla, Tornería, Eguilaz, Plaza del Banco, Larga, Lancería, plaza del Arenal, Consistorio, plaza de la Yerba, Angostillo de San Dionisio, plaza de la Asunción, José Luis Díez, Santa Isabel, Visitación y Catedral de Nuestro Señor San Salvador, a la que accedían por la denominada puerta lateral de la Visitación y que abandonaban por la puerta lateral de la Encarnación. Esta propuesta Carrera Oficial contaba con una longitud de 1,4 kilómetros y ganaba 140 palcos. Tras la gran polémica generada con esta propuesta ganadora con una exigua mayoría el consejo desestimó el proyecto aprobado el 26 de julio de 2018, esperando a un mayor consenso.
Con la llegada del nuevo presidente de la Unión de Hermandades se espera la aprobación de un pequeño cambio en el recorrido oficial, cambiando la calle de acceso a la catedral, volviendo a tomar la calle Cruces como se hacía antiguamente, dependiendo todo de las obras de reformas y adecuación de la plaza del Arroyo, uno de los atractivos a recuperar en esta parte de la carrera oficial.

### Orden de Paso y Permutas en Carrera Oficial
El orden de paso establecido para el tránsito de las cofradías por Carrera Oficial es inversamente proporcional a su antigüedad, las más recientes discurren primero. En la "Madrugá" o "Noche de Jesús" el orden de paso es justo el contrario que en el resto de días: discurren en primer lugar las más antiguas.  La finalidad de este criterio, este orden de paso era la búsqueda de la ansiada oscuridad que otorgaba la noche que por aquel entonces era vista por las cofradías como el momento idóneo para la devoción y el recogimiento. Es en los años cuarenta del pasado siglo, con las primeras incorporaciones de nuevas cofradías y siguiendo el anterior criterio, cuando se fija la incorporación al inicio de cada jornada salvo en la Noche de Jesús cuando la incorporación de nuevas hermandades se produce al final, precisamente en busca de la desea oscuridad producida antes del alba.
Hoy en día, este orden de paso establecido es tan sólo teórico ya que existen razones de organización y de horario que alteran este orden en diferentes casos a través de las conocidas permutas de paso entre distintas hermandades de la mima jornada. Estas permutas de paso han sido cada vez más comunes en la Semana Santa jerezana sobre todo a raíz de la incorporación de más y más hermandades a cada uno de los días de la Semana Santa trayendo consigo un aumento de la complejidad de las mismas.

## Imagineros

### SigloXVyXVI
- Anónimo: Santísimo Cristo de la Viga (finales del siglo XV o principios del XVI) de la Hermandad de la Viga.
- Anónimo: Nuestra Señora del Socorro (siglo XVI) de la Hermandad de la Viga.

### SigloXVIIyXVIII
- José de Arce (Flandes,1600 - Sevilla, 1666): Santo Crucifijo de la Salud (siglo XVII) para la Cofradía del Santo Crucifijo.
- Francisco de Villegas (Granada o Alcalá la Real, Jaén 1585?-1660?): Santísimo Cristo de la Humildad y Paciencia (fechada en 1621-22) de la Hermandad de Humildad y Paciencia.
- Anónimo: Santísimo Cristo de la Esperanza (primera mitad del siglo XVII, constancia en 1632, atribuido al círculo de Juan de Mesa) de la Hermandad de la Santa Vera Cruz.
- Jacinto Pimentel (Desconocido, 1605-1676, Cádiz): María Santísima de la Confortación (primera mitad del siglo XVII) de la Hermandad de la Oración en el Huerto.
- Anónimo: Santa María de la Paz y Concordia (segunda mitad del siglo XVIII) adquirida por la Hermandad de la Cena en 1981.

- Pedro Grass y Elías Mer: Santísimo Cristo de la Coronación de Espinas (último tercio del siglo XVII) para la Hermandad de la Coronación.
- Luisa Roldán,"la Roldana" (Sevilla, 1652 [año de bautizo] - 1706, Madrid): Ángel Confortador (atribución) que acompaña a María Santísima de la Confortación de la Hermandad de la Oración en el Huerto.

- Jacome Baccaro: Señor de la Flagelación (1749-50) de la Hermandad de la Amargura, Nuestro Padre Jesús del Consuelo (mediados del siglo XVIII, atribución) Hermandad del Transporte.
- Diego Manuel Felices de Molina, sacerdote: María Santísima del Perpetuo Socorro (finales del siglo XVII, Hermandad del Perdón,
- Círculo de Francesco María Maggio: María Santísima de los Dolores (finales del siglo XVII o principios del XVIII, atribución) cedida en 1941 por la Hermandad de Jesús Nazareno a la Hermandad de las Tres Caídas.
- Ignacio López (Sevilla, 1658 - El Puerto de Santa María, 1718): María Santísima del Desconsuelo (1712), San Juan (1712) y Nuestro Padre y Señor de las Penas (1713) de la Hermandad de los Judíos de San Mateo, Virgen de la Piedad, San Juan y las Tres Marías (1718) de la Hermandad del Santo Entierro, Virgen del Mayor Dolor y San Bartolomé (h.1718) de la Hermandad del Mayor Dolor.
- Francisco Camacho de Mendoza (Jerez de la Frontera, Cádiz 1680-1757): María Santísima de la Amargura (siglo XVIII, atribución) de la Hermandad de la Amargura, Nuestro Padre Jesús del Prendimiento (primera mitad del siglo XVIII, atribución) para la Hermandad del Prendimiento, Cristo de la Lanzada (primera mitad del siglo XVIII, atribución) de la Hermandad de la Lanzada.
- Anónimo: Nuestra Señora de la Esperanza Coronada (primera mitad del siglo XVIII), antigua Virgen de los Dolores de la hermandad extinta del mismo nombre, en 1928 fue adquirida por la Hermandad de la Yedra.
- José Esteve y Bonet (Valencia, 1741-1802) Santísimo Cristo de la Defensión (1795) de la Hermandad de la Defensión.

### SigloXIX
- Anónimo, escuela valenciana: María Santísima del Desamparo (siglo XIX) de la Hermandad del Prendimiento, fue adquirida en 1920 y remodelada por Sebastián Santos Rojas en 1964. María Santísima de Gracia y Esperanza (antigua titular del Prendimiento, adquirida en 1894) de la Hermandad de la Lanzada

- Juan de Astorga: Nuestra Señora Reina de los Ángeles (primera mitad del siglo XIX, atribución) de la Hermandad de la Sagrada Mortaja. Nuestra señora de Loreto (primera mitad del siglo XIX, atribución)
- Pablo Rosich Serra: Virgen del Traspaso (siglo XIX, atribución) para la Hermandad de Jesús Nazareno
- Restauración De Nuestra Señora De Las Angustias Más Conocida Como La De "Los Siete Cuchillos"

### SigloXX
- Alfonso Gaabino: Rostro tallado en madera de Nuestra Señora de las Angustias (1925) para la Hermandad de Nuestra Señora de las Angustias.

- Antonio Castillo Lastrucci (Sevilla, 1882-1967): María Santísima de la Encarnación (1929) para la Hermandad del Santo Crucifijo, Canastilla del Misterio de "El Cachorro" (1929) realizada para la Hermandad de "El Cachorro" de Sevilla. En 1974 fue adquirido por la Hermandad de la Cena de Jerez, San Juan Evangelista (1938) para la Hermandad de la Oración en el Huerto, actualmente no procesiona, Santísimo Cristo de la Buena Muerte (1958) y María Santísima del Dulce Nombre (1964) para la Hermandad de la Buena Muerte, primitiva imagen de Nuestro Padre Jesús de las Misericordias (1957) y Santa Mujer Verónica (1957) para la Hermandad de la Candelaria.

- Ramón Chaveli Carreres (Alcira, Valencia, 1879 - 1947): Santísimo Cristo del Amor (1939) para la Hermandad del Cristo del Amor, "Los Judíos de San Mateo" : “El Bizco de San Mateo” y “El Verruga” (1939), niño "El golfillo” y tres soldados romanos (1940)  para la Hermandad de los Judíos de San Mateo, Nuestro Padre de la Vía-Crucis (1940) para la Hermandad de las Cinco Llagas, Nuestro Padre Jesús de la Salud en sus Tres Caídas (1940) para la Hermandad de las Tres Caídas, nuevo cuerpo para Nuestra Señora de las Angustias (1940) y nuevo cristo yacente (1942) para la Hermandad de Nuestra Señora de las Angustias, dos sayones, Poncio Pilatos y dos soldados (1941) para la Hermandad de la Amargura.
- Anónimo: María Santísima de la Esperanza de la Hermandad de Hermandad de las Cinco Llagas.
- Carlos Monteverde Herrero (Sevilla): Nuestra Señora del Amor y Sacrificio (1941) para Hermandad de Nuestra Señora del Amor y Sacrificio.
- Juan Luis Vassallo Parodi (Cádiz, 1908-1986): Conjunto escultórico de Nuestro Padre Jesús Orando en el Huerto y el Ángel Confortador que le acompaña (1943) para la Hermandad de la Oración en el Huerto y Santísimo Cristo de la Expiración (1950) para la Hermandad de la Expiración.
- Carmelo Vicent Suria (Carpesa, Valencia, 1890-1957): Nuestro Padre Jesús de la Sentencia (1948) para la Hermandad de la Yedra.
- José Rivera García (Umbrete, Sevilla, 1905-1982): María Santísima de la Paz en su Mayor Aflicción (1950, fecha de adquisición) de la Hermandad de la Coronación.
- Tomás Chaveli Gibert (Jerez de la frontera, Cádiz, 1912-1976): Santísimo Cristo Rey en su Entrada Triunfal en Jerusalén (1950) para la Hermandad de la Estrella/La Borriquita.
- Luis Ortega Brú (San Roque, Cádiz, 1916-1982): Misterio del Sagrado Descendimiento de Nuestro Señor Jesucristo (1950-57) para la Hermandad de la Soledad,  Paso de misterio de la Cena, no en su totalidad. El Señor de la Cena (1967), San Mateo, San Bartolomé (sustituido posteriormente), Santiago el Menor, Santiago el Mayor, San Pedro, San Juan y Judas Iscariote (cuatro de 1969 y tres de 1975) para la Hermandad de la Cena.
- Sebastián Santos Rojas (Higuera de la Sierra, Huelva, 1895-1977): Nuestra Madre de Dios de la Misericordia (1956) para la Hermandad del Transporte, Nuestra Señora de la Estrella (1962, fecha de adquisición) para la Hermandad de la Estrella/La Borriquita.
- Antonio Eslava Rubio (Carmona, Sevilla 1909 - ibídem, 1983): Santa María Magdalena (1957) para la Hermandad del Amor, Cristo de la Caridad (1962) para la Hermandad de Santa Marta, imágenes de Santa Marta, Santa María Magdalena, San José de Arimatea y Nicodemo (1962) para la Hermandad de Santa Marta,  imágenes de Santa María Cleofás y Santa María Salome (1963) para la Hermandad de Santa Marta, Virgen de Penas y Lágrimas y San Juan (1969) para la Hermandad de Santa Marta, Nuestro Padre Jesús Cautivo (1969) de la Hermandad del Amor, Nuestra Señora de las Lágrimas (1969, sustituyendo a la anterior del siglo XVII) de la Hermandad de la Santa Vera Cruz
- Francisco Pinto Berraquero (Jerez de la Frontera, Cádiz, 1924-2004): Madre de Dios del Patrocinio (1959) para la Hermandad de Santa Marta, Santísimo Cristo del Perdón (1962) para la Hermandad del Perdón, nueva imagen de Nuestro Padre Jesús de las Misericordias (1977) para la Hermandad de la Candelaria, cuatro sayones (1984) "Jairo, el herrero", "Cepa" y "Cananeo" para la Hermandad de las Viñas.
- Manuel Prieto Fernández (Jerez de la Frontera, Cádiz): María Santísima de la Concepción Coronada, Coronada Canónicamente el 8 de diciembre de 2004, para la Hermandad de las Viñas, María Santísima de la Candelaria (1969) para la Hermandad de la Candelaria.
- Luis Álvarez Duarte (Sevilla, 1949-2019): María Santísima de la O (1971) para la Hermandad de la Defensión, Sanedritas, soldado romano y centurión (1975) para la Hermandad de la Coronación.
- Juan Antonio González Ventura (Lora del Río, 1954): Nuestro Padre Jesús de la Redención (1984) y María Santísima Madre de la Iglesia (bendecida en 1996) de la Hermandad de la Redención.
- Pedro Ramírez Pazos (Jerez de la Frontera): María Santísima del Consuelo (1986) y Nuestro Señor del Amparo (2003) de la Hermandad del Consuelo.
- Luis González Rey (Cádiz, 1965): Resucitado (1989) para la Hermandad del Resucitado, Santísimo Cristo de la Exaltación (1991) María Magdalena (1992)  y romano (1998), sustituido en 2013, para el paso de misterio de la Hermandad de las Viñas.
- Manuel Ortega Alonso: Stmo. Cristo de la Clemencia en la traición de Judas (1993) y Judas Iscariote (1993) para la Hermandad de la Clemencia.
- Manuel Téllez Berraquero: Nuestro Padre Jesús de la Paz (1998) y su misterio del Desprecio del Pueblo: Caifás, judío ofreciendo la Cruz a Jesús, un esclavo revistiendo al Maestro, un soldado romano escoltando la escena, Poncio Pilatos y un centurión romano en conversación con anterior, todas ellas estrenadas el Sábado de Pasión del año 2008 para Hermandad de la Paz de Fátima.
- Salvador Madroñal Valle (Dos Hermanas, Sevilla): María Santísima de la Salud y Esperanza (1999) de la Hermandad de la Clemencia.
- Manuel Ramos Corona (Sevilla, 1966) Ntro. Padre Jesús en su Soberano Poder ante Caifás (1999), Caifás (2003), guardia judío, Malco, Anás y José de Arimatea (2006) para la Hermandad del Soberano Poder.

### SigloXXI
- Miguel Bejarano Moreno (Sevilla,1967): Nuestro Padre Jesús en su Sagrada Mortaja (2001) para la Hermandad de la Sagrada Mortaja.

- Antonio Jesús Dubé Herdugo (Sevilla, 1976): Nuestro Padre Jesús de la Pasión (2002), Angustia de María Madre de la Iglesia (2010) e Imágenes secundarias (2014-17) para el paso de misterio para la Hermandad de Pasión.

- Hermanos Ortega Alonso: Tomás, Judas Tadeo, Simón, Felipe y Andrés (2003) para la Hermandad de la Cena,  San Juan, San Pedro, Santiago, sanedrita y guardia del Templo (2005-06) para la Hermandad de la Clemencia.

- José Antonio Navarro Arteaga (Sevilla, 1966) Imágenes secundarias del Paso de Misterio de Nuestro Padre Jesús de la Sentencia (2005) para la Hermandad de la Yedra, Nuestro Señor Jesús Nazareno en Su Entrega (2008), María Santísima Reina de los Ángeles (2014), Hijas de Jerusalén: mujer hebrea arrodillada buscando la mirada del Señor (2014) y mujer hebrea de pie buscando la mirada del Señor (2015), soldado romano y centurión a caballo (2018), Dimas y Gestas [23] (2019) para la Hermandad de la Entrega de Guadalcacín.
- Elías Rodríguez Picón (Rociana del Condado, Huelva, 1974): María Santísima Refugio de los Pecadores (2007) para la Hermandad de la Paz de Fátima, Santísimo Cristo de la Sed (2010) y María Santísima del Amparo (2014) para la Hermandad de la Sed.

- Fernando Aguado (Sevilla, 1979): María de Cleofás (2008), José de Arimatea (2009), Soldado romano (2011) y último Soldado romano (2013) que completa el conjunto escultórico del paso de misterio de la Hermandad de las Viñas, Nuestro Padre Jesús de la Salud (2012) para la Hermandad de la Salud de San Rafael, San Pedro (2017) para la Hermandad de la Estrella/La Borriquita.
- Alejandro Oliveras de Perea (Jerez de la Frontera, 1978): Santísimo Cristo de la Salvación (2008) y María Santísima de las Bienaventuranzas (2013) para la Hermandad de la Salvación.
- Ángel Pantoja Carrasco (El Puerto de Santa María, 1979): María Santísima del Silencio (2009) para la Hermandad de la Misión.
- Francisco Romero Zafra (La Victoria, Córdoba, 1956): María Santísima de las Mercedes (2011) para la Hermandad del Soberano Poder.
- Fernando Murciano Abad (Sevilla, 1973): Nuestro Padre Jesús de la Misión Redentora (2011) y Nuestra Madre y Señora del Encuentro (2018) para la Hermandad de la Misión.
- Ana Rey y Ángel Pantoja (Cádiz, 1981) y (El Puerto de Santa María, 1979): Nuestro Señor de Bondad y Misericordia (2013) y María Santísima Salud de los Enfermos, Reina de Todos los Santos (2022, obra de Ana Rey) para la Hermandad de Bondad y Misericordia.
- José María Leal Bernáldez (Sevilla, 1978): Nuestro Padre Jesús de la Paz (2016) para la Agrupación Parroquial Paz de Cuartillos.

## Tallistas

### Manuel Guzmán Bejarano
Si hay un gran tallista de pasos y retablos en el siglo XX, que brille con luz propia, y que además haya dado forma a la Semana Santa actual, ese es sin duda Manuel Guzmán Bejarano (Sevilla, 1921-2002). Este sevilano de Triana se formó con Luis Jiménez o con el gran imaginero Antonio Castillo Lastrucci. Sólo mencionar que este artista es el autor de pasos de misterio como el Tres Caídas de la Hermandad de la Esperanza de Triana, el Soberano Poder de la Hermandad de San Gonzalo o Monte-Sion de la capital andaluza y la Sagrada Lanzada de Huelva, esto nos da una ligera aproximación de su enorme talento. Su obra se encuentra repartida por gran parte de la geografía andaluza e incluso fuera de ella, con obras realizadas para Madrid, Elche o Murcia. En Jerez maravilló por su trabajo para hermandades como La Soledad, La Vera-Cruz, Las Angustias, La Lanzada o La Hermandad de la Oración en el Huerto, siendo este último trabajo valedor. del Primer Premio Nacional de Talla en 1967 concedido por la Escuela de Bellas Artes de Sevilla por el soberbio paso que realizó para esta última hermandad.
- 1957-58 Canastilla del Descendimiento de Jerez, tallado, dorado y policromado en los talleres de Luis Jiménez Espinosa y Manuel Guzmán Bejarano. Su realización comenzó en 1957 y se terminó para la Semana Santa de 1958. En el año 2002 la canastilla y respiradero de este paso de misterio han sido restaurados en cuanto a su dorado en los talleres de Manuel Guzmán Bejarano.[26]

- 1961 Paso del Santísimo Cristo de la Esperanza, de la Hermandad de la Vera Cruz, realizado junto a Luis Jiménez Espinosa.

- 1962 - 1982 Canastilla del único paso de la Hermandad de Nuestra Señora de las Angustias (desde su ejecución hasta el dorado completo).

- 1967 Paso de Nuestro Padre Jesús Orando en el Huerto de Jerez, galardonado con el primer premio a nivel nacional por su talla.

- 1968, Canastilla de Ntro. Padre Jesús de las Penas de la Hermandad de los Judíos de San Mateo. El Paso Antiguo de la Hermandad que data del año 1940 (Juan Berraquero), se le entregó a Manuel Guzmán Bejarano como parte de pago del valor del actual.[27]

- 1978 - 1984 Paso de Misterio de la Hermandad del Prendimiento.

- 1978 Palio Virgen de los Remedios de la Hermandad del Amor..

- 1982 - 1985 Paso de Misterio de la Hermandad de la Coronación de Espinas.

- 1986 Paso de Misterio de la Hermandad de la Lanzada.

- 1989 Canastilla de Nuestro Padre Jesús de las Misericordias, de la Hermandad de la Candelaria.

- 1993 Nuevos candelabros para el misterio de La Amargura.

- 2001 Cruz de Guía, de madera tallada y dorada, para la Hermandad de La Amargura.

## Agrupaciones Parroquiales
Existen Agrupaciones Parroquiales que realizan su salida en las vísperas a la Semana Santa. Estas Agrupaciones son tanto de la ciudad como de pedanías (ver siguiente apartado):
- Agrupación Parroquial del Sagrado Corazón de Jesús, Ntro. Padre Jesús de la Humildad en su Expolio, Ntra. Sra. del Rocío en sus Misterios Gloriosos y Dolorosos y Beato Fray Leopoldo de Alpandeire (Humildad de Barbadillo). Es erigida como Agrupación Parroquial el 19 de febrero de 2022, siendo bendecida la imagen del Señor de la Humildad el 12 de marzo del mismo año tras una misa de campaña oficiada por Don José Rico Pavés en el Bulevar que hoy lleva por nombre Nuestro Padre Jesús de la Humildad. Procesionó por primera vez el Sábado de Pasión de 2022 realizando estación de penitencia en la parroquia de Nuestra Señora de Fátima. Esta Agrupación se encuentra a la espera del comienzo de las obras de su sede canónica, la parroquia de Nuestra Señora del Rocío. Su sede provisional se sitúa en la calle Hernán Pérez Maldonado, 27.
- Agrupación Parroquial de Nuestro Padre Jesús de las Lágrimas Despojado de sus Vestiduras y San Juan de Ávila (Despojado). Tiene su sede en la parroquia de San Juan de Ávila, en el Distrito Norte. Representará el momento en que Jesús, en el Monte Calvario es despojado de sus vestiduras, momentos previos a la crucifixión. "«Cuando llegaron al lugar llamado Gólgota, que quiere decir “La Calavera”, le dieron a beber vino mezclado con hiel; él lo probó, pero no quiso beberlo. Después de crucificarlo, se repartieron su ropa echándola a suertes y luego se sentaron a custodiarlo»." (San Mateo 27, 33 – 36).

## Semana Santa en el Jerez Rural
- Hermandad del Santísimo Sacramento y Cofradía de Nazarenos de Nuestro Señor Jesús Nazareno en su Entrega, María Santísima Reina de los Ángeles y San Francisco de Asís, de Guadalcacín. Tiene su sede en la parroquia de San Enrique y Santa Teresa de la pedanía de Guadalcacín. El Sábado de Pasión del año 2022 llegó al centro de Jerez, un hecho histórico que repetirán los próximos años tras el visto bueno del Obispo.
- Hermandad del Cristo de la Piedad y Nuestra Señora de los Dolores, de la Barca de la Florida.
- Agrupación Parroquial de Nuestro Padre Jesús de la Paz, Nuestra Señora del Rocío y San Bruno (Paz de Cuartillos) Su sede canónica se encuentra en la capilla de Santa María de la Paz, ubicada en la barriada rural de Cuartillos a 7,5 km del Jerez urbano y a unos 11 km del centro de la ciudad. El 11 de enero de 2015 es erigida como agrupación parroquial. Nuestro Padre Jesús de la Paz es obra del imaginero sevillano José María Leal Bernáldez de 2016. Representará a Jesús camino del Gólgota rodeado por soldados romanos. Procesiona el sábado anterior al Sábado de Pasión, día previo al pregón.
- Agrupación Parroquial de Nuestro Padre Jesús Cautivo y Nuestra Señora del Carmen en sus Misterios Dolorosos (Cautivo del Portal). Su sede canónica se encuentra en la capilla de Nuestra Señora del Portal, ubicada en la Pedanía de El Portal a unos 4 km del Jerez urbano y a unos 6 km del centro de la ciudad. Es erigida como agrupación parroquial en 2013. El autor de la imagen del Señor es Gabriel Piñero en 2014. Representa el momento en que Jesús es maniatado en Getsemaní. Procesiona el Sábado de Pasión.[28] El pasado mes de octubre de 2022 tuvo lugar la bendición de su dolorosa, Nuestra Señora del Carmen en sus Misterios Dolorosos, culminada con una procesión extraordinaria por la barriada.
- Agrupación Parroquial del Señor del Amor, de Estella del Marqués.
- Agrupación Parroquial Cristo de la Esperanza y Nuestro Padre Jesús del Prendimiento, de Torrecera.
- Agrupación Parroquial Cristo del Desamparo, de El Torno.
- Agrupación Parroquial del Cristo del Perdón y Unión, de Nueva Jarilla.
- Agrupación Parroquial Cristo del Mayor Amor, de San Isidro del Guadalete.

## Las Vísperas

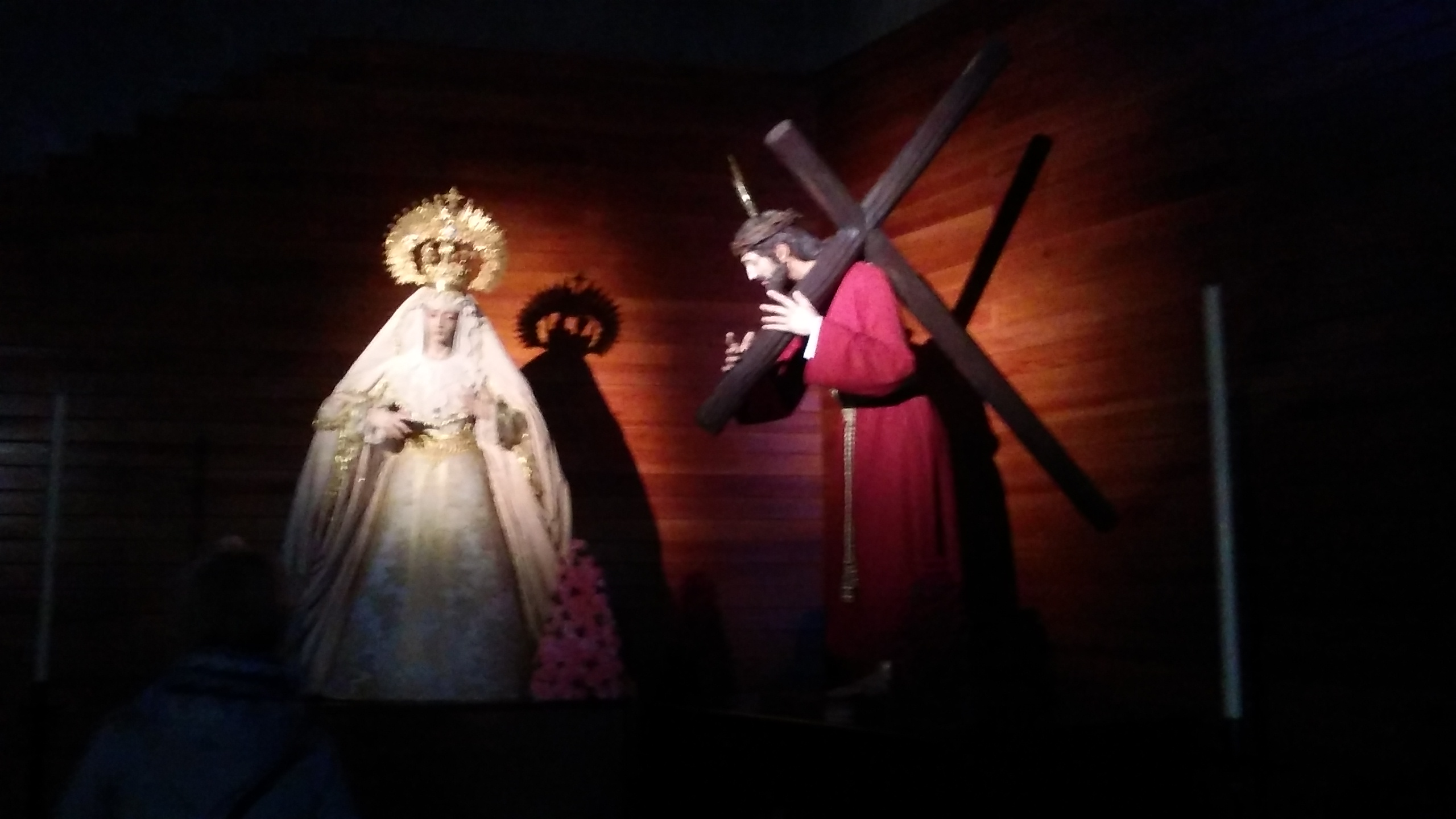
Imágenes de La Salvación

En las jornadas de vísperas hay una incesante corriente de inquietudes cofrades en Jerez de la Frontera, que se perpetúan desde la década de 1970, cuando el Viernes de Dolores comenzaron a salir innumerables procesiones informales llevadas a cabo por niños de colegios, agrupaciones de vecinos o grupos de amigos, que acabaron convirtiéndose en asociaciones juveniles, asociaciones culturales o incluso asociaciones de fieles, llegando algunas de ellas a convertirse en el germen de las futuras  hermandades jóvenes de la localidad. Estas asociaciones juveniles, asociaciones culturales y asociaciones de fieles son tan cuantiosas que no se puede tener una contabilización exacta de cuantas existen actualmente en Jerez, si bien algunas de ellas son la asociación juvenil de Puente Cedrón y la Asociación Cultural Nuestro Padre Jesús de la Merced, que hacen su salida procesional el sábado de vísperas, así como otras que realizan su salida procesional el Viernes de Dolores, como la asociación juvenil de la Aceptación, la de Ntro. Padre de Pasión y Humildad, Jesús de la Humildad, Jesús de las Lágrimas, Jesús del Sufrimiento, Jesús de la Fe, Jesús de la Paz y Humildad, Asociación cultural el Sacrificio, Asociación juvenil Virgen de los Dolores, Ntro. Padre Jesús de Nazaret, Desamparo y Abandono, Jesús del Consuelo,  y tantas otras que no llegamos a enumerar. Cabe indicar que todas estas asociaciones civiles no se rigen por ningún derecho canónico y no están bajo la tutela de la diócesis.  
En otro orden de congregaciones y ya bajo el auspicio del obispado existen las 'Agrupaciones Parroquiales, que en otros lugares reciben el nombre de pro-hermandades, entre las que se encuentran la Agrupación Parroquial de Ntro. Padre Jesús de la Paz de Cuartillos que hace su desfile procesional el sábado de vísperas. La Agrupación Parroquial del Señor del Amor de Estella del Marqués que realiza estación de penitencia el Viernes de Dolores. El sábado de Pasión lo hacen la Agrupación Parroquial del Cautivo del Portal, la de Ntro. Padre Jesús del Prendimiento de Torrecera, y la de Ntro. Padre Jesús de la Humildad de Barbadillo.

Existen también hermandades que procesionan durante los días previos a la Semana Santa, tanto en el Jerez urbano como en la cercana pedanía de Guadalcacín, que son las denominadas: hermandades de vísperas. Las hermandades de vísperas generalmente son nuevas hermandades que, por su juventud, no transitan por Carrera Oficial ni hacen estación de penitencia en la Catedral. Para que puedan hacerlo e incorporarse así a la nómina de hermandades que transitan por Carrera Oficial para realizar estación de penitencia a la Catedral durante Semana Santa, es necesario que cumplan con una "norma"  establecida durante el episcopado de José Mazuelos Pérez, obispo de Jerez entre 2009 y 2020, que consiste, en que dichas hermandades jerezanas de nuevo cuño realicen estación de penitencia durante un mínimo de cinco 5 años como hermandades de penitencia. Una vez que hayan cumplido con este "criterio" no escrito, pueden presentar una instancia en la Delegación de Hermandades y Cofradías del Obispado de Asidonia-Jerez para solicitar así su incorporación. Esta petición puede ser aceptada o rechazada por parte de dicha delegación esgrimiendo, en caso de rechazo, los motivos de forma razonada. Una vez obtenido el visto bueno para su incorporación por parte de esta delegación diocesana corresponde al Consejo Local de la Unión de Hermandades, como organismo competente, ubicar a estas nuevas hermandades en una de las jornadas de la Semana Santa. En ocasiones, dicha incorporación no es posible por una cuestión organizativa o simplemente porque la excesiva lejanía de su sede canónica de la catedral lo hace inviable.

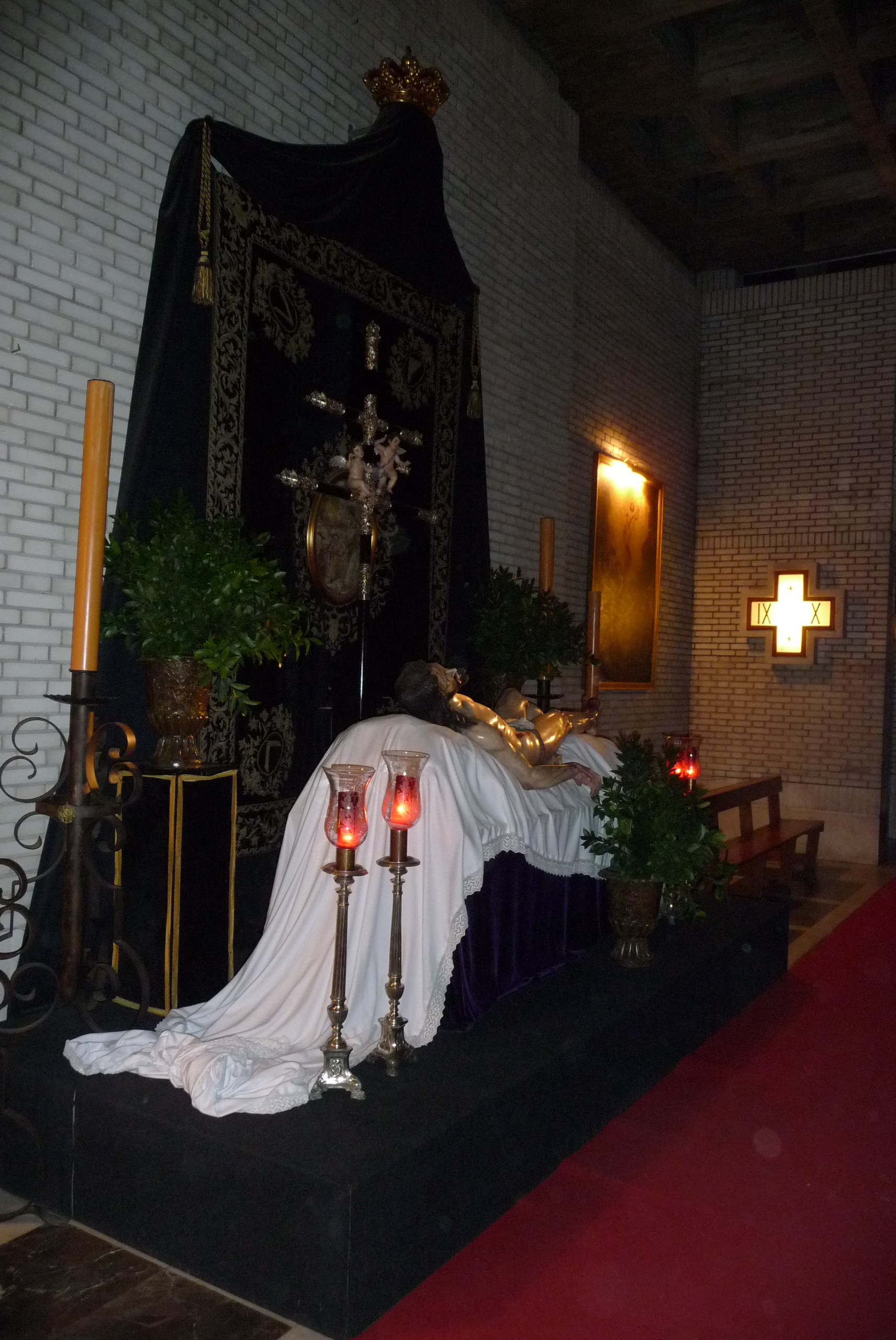
Señor de la Mortaja

La finalidad de estas jornadas de vísperas es principalmente que las nuevas hermandades cuenten con un periodo de maduración que les permita aumentar sus enseres, su patrimonio, su arraigo en su feligresía, su cortejo procesional, etc. De este modo, estas jornadas si no se van creando nuevas hermandades que las sigan nutriendo están abocadas a su desaparición salvo que el grado de saturación de las jornadas de la Semana Santa o la lejanía de la sede canónica de estas hermandades de la catedral lo impida. Las últimas hermandades en abandonar estas jornadas de vísperas han sido la Hermandad de la Salud de San Rafael y la Hermandad de la Sed, que procesionaron por última vez el Sábado de Pasión de 2018, ya desde 2019 lo hacen en sus respectivas jornadas de Semana Santa. Las Hermandades de Bondad y Misericordia, Salvación y La Misión lo hicieron por última vez el Jueves de Pasión y Sábado de Pasión de 2019 al ser suspendida la edición de 2020 por la pandemia de la covid19. En la Semana Santa de 2022 se incorporaron a la nómina de hermandades que realizan estación de penitencia en la Santa Iglesia Catedral. 
En la capital andaluza, en Sevilla, se está barajando la posibilidad de que las hermandades de vísperas puedan acudir a la Catedral hispalense el Sábado de Pasión para realizar estación de penitencia transitando por Carrera Oficial debido a la saturación que sufren todas las jornadas de la Semana Santa sevillana y a la dificultad organizativa que existe para dar un encaje a estas "nuevas" hermandades.  En Jerez, dicha posibilidad ha sido ya descartada principalmente por el rechazo que ha generado esta iniciativa por parte de la mayoría de las hermandades afectadas debido principalmente a que el encaje de estas hermandades en la nómina de las hermandades de Semana Santa es perfectamente posible al no existir ese grado de saturación ni esa dificultad organizativa.

### Sábado de Pasión

#### Hermandad de la Entrega de Guadalcacín

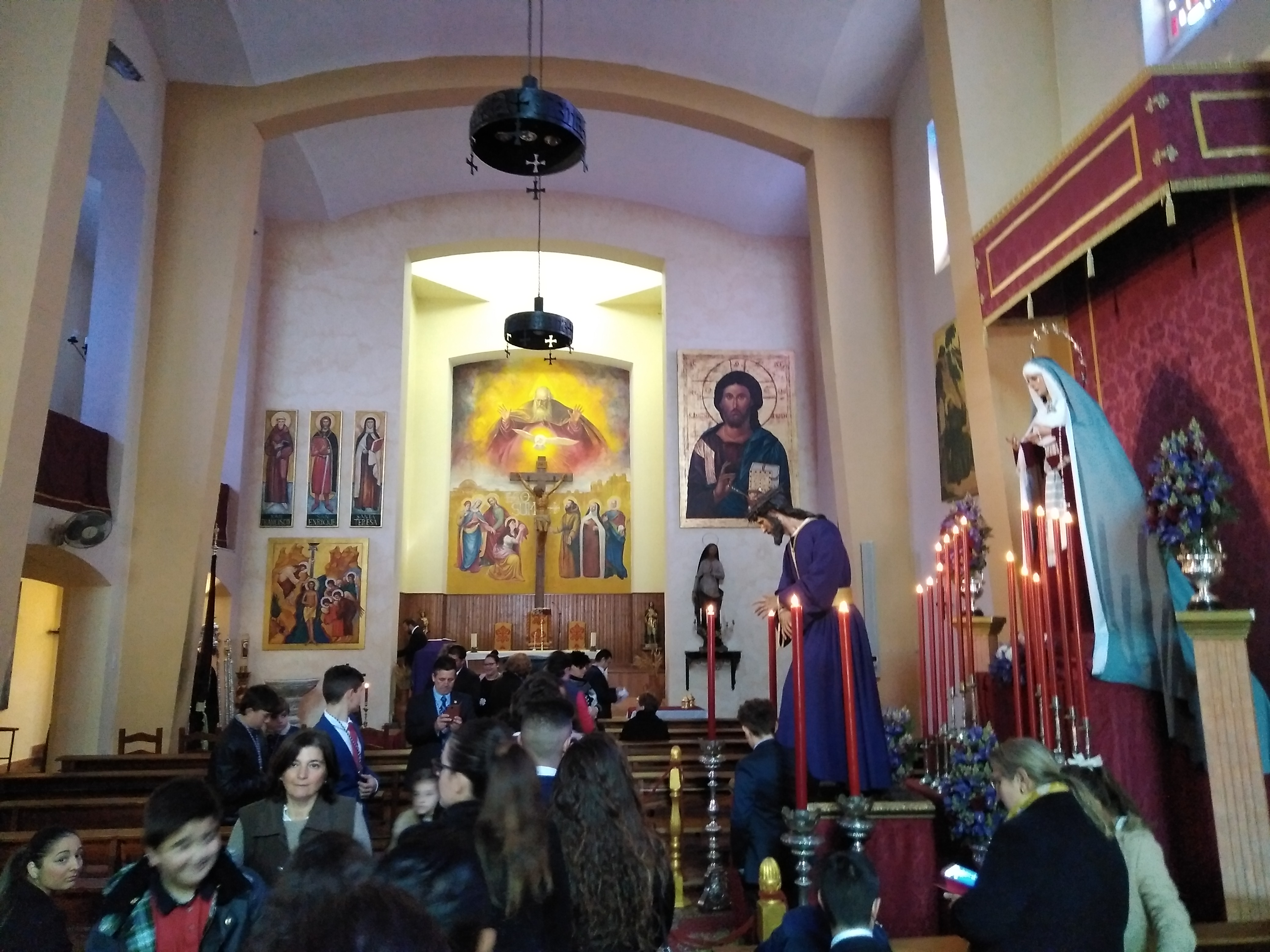
La Entrega

- Hermandad del Santísimo Sacramento y Cofradía de Nazarenos de Nuestro Señor Jesús Nazareno en Su Entrega, María Santísima Reina de los Ángeles y San Francisco de Asís (Entrega de Guadalcacín). Su sede se encuentra en la parroquia de San Enrique y Santa Teresa, ubicada en la pedanía de Guadalcacín, al norte de la ciudad.  Nuestro Señor Jesús Nazareno en Su Entrega (2008), María Santísima Reina de los Ángeles (2014) como el resto del conjunto escultórico (2014-2019) del paso de misterio son obra del imaginero sevillano José Antonio Navarro Arteaga. Representa el momento en el que el Señor hace encuentro con las Hijas de Jerusalén. El 16 de abril de 2011 es erigida como hermandad y cofradía de nazarenos. Con motivo de su décimo (10.º) aniversario la Hermandad, don José Mazuelos aprobó que en 2021 realizara estación de penitencia en la Capilla de San Juan de Letrán a modo de prueba con la mirada puesta en una posible incorporación futura en la nómina de hermandades de Semana Santa[33] siempre y cuando la situación sanitaria derivada de la covid19 lo permitiera. Esta situación no se dio, la Semana Santa de 2021 en las calles volvió a suspenderse y en Jerez se esperaba la llegada de un nuevo obispo, don José Rico Pavés, que más tarde aprobaría la prórroga de esta concesión, llegando la Hermandad al centro histórico de Jerez en la tarde del Sábado de Pasión 2022. El lunes 19 diciembre del mismo año, tras una reunión del obispo con la nueva junta de gobierno de la hermandad, se da el visto bueno para la vuelta de La Entrega al centro.

## Hermandades de Semana Santa
Artículo Principal: Anexo:Procesiones de la Semana Santa en Jerez de la Frontera
De las 46 hermandades que hay en Jerez de la Frontera, 45 procesionan durante los días de Semana Santa, desde el Domingo de Ramos hasta el Domingo de Resurrección y una, la Hermandad de la Entrega, lo hace el Sábado de Pasión. Con excepción de la Hermandad de la Entrega y la Hermandad del Resucitado, todas ellas, transcurren por carrera oficial para realizar estación de penitencia a la Catedral. 
Desde tiempos inmemoriales las cofradías han preferido realizar sus desfiles procesionales durante la noche en busca de una anhelada oscuridad que invitara a la devoción y al recogimiento. El orden histórico o tradicional de las hermandades para cada una de las jornadas, con excepción de la "Madrugada", es que las cofradías vayan ordenadas de forma inversa a la fecha cronológica de su creación. De esta manera, las más recientes ocuparían las primeras posiciones de la  jornada dejando por tanto a las más antiguas las últimas posiciones. En la "Madrugá" o "Noche de Jesús" el orden es el contrario; las hermandades más antiguas ocuparían las primeras posiciones en busca de la deseada oscuridad. La incorporación de una nueva hermandad se realizaría por tanto al inicio de cada una de las jornadas salvo en la "Noche de Jesús" cuya incorporación quedaría fijada para el final. Este orden histórico o tradicional surge en los primeros años de la posguerra con el surgimiento de nuevas hermandades cuando había escasamente una o dos hermandades por día. Siempre se ha mantenido la premisa que la hermandad que abra el Domingo de Ramos y la Semana Santa sea la Hermandad de la Borriquita. Con el paso de los años y el aumento de corporaciones este orden histórico o tradicional ha pasado a un segundo plano, no siendo en absoluto excepcional la existencia de permutas de paso por Carrera Oficial con la finalidad de beneficiarse mutuamente y mejorar así la organización y estructuración de la jornada.

### Domingo de Ramos

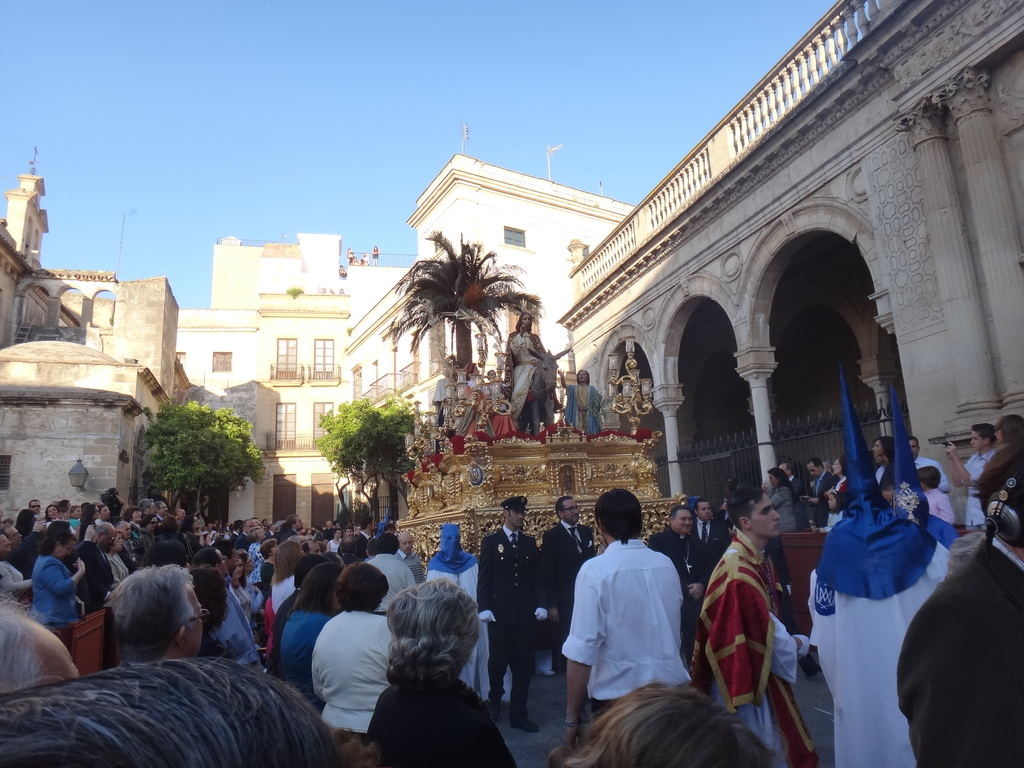
La Borriquita

#### Hermandad de la Borriquita
Hermandad de la Borriquita con la Banda de Cornetas y Tambores ‘Nuestra Señora de la Asunción’ de la localidad jienense de Jódar
- Ilustre y Lasaliana Hermandad y Cofradía del Santísimo Cristo Rey en su Entrada Triunfal en Jerusalén, Nuestra Señora de la Estrella y San Juan Bautista de la Salle (La Borriquita). Fundada en 1949, tiene su sede en la Capilla del Colegio San José. Cristo Rey en su Entrada Triunfal en Jerusalén es obra de Tomás Chaveli Gibert, hijo del también imaginero Ramón Chaveli Carreres, quién la donó a la Hermandad en su condición de hermano fundador de la misma y miembro de la Comisión Organizadora de la Corporación. Se bendijo el 19 de marzo de 1950, procesionando por vez primera el Domingo de Ramos de 1951.  Representa a Jesús entrando en Jerusalén a lomos de una borriquita, siendo aclamado por el pueblo entre palmas y olivos. En 1961, la Junta de Gobierno se plantea por vez primera la adquisición de la imagen de la Virgen. Tras visitar los talleres de varios escultores, la Comisión de hermanos encargada de esta tarea encuentra en el taller del imaginero onubense Sebastián Santos Rojas la talla de una Dolorosa que habría de convertirse en Nuestra Señora de la Estrella. Motivos de carácter sentimental originaron la inicial resistencia del artista a desprenderse de la talla, a lo que finalmente accedió tras numerosos ruegos y negociaciones. Finalmente, el 28 de marzo de 1962 la imagen llega a Jerez, realizándose su bendición el 27 de mayo del mismo año por el obispo vicario José María Cirarda Lachiondo. No obstante, Nuestra Señora de la Estrella no procesionaría bajo palio hasta el Domingo de Ramos de 1969.

#### Hermandad de Pasión

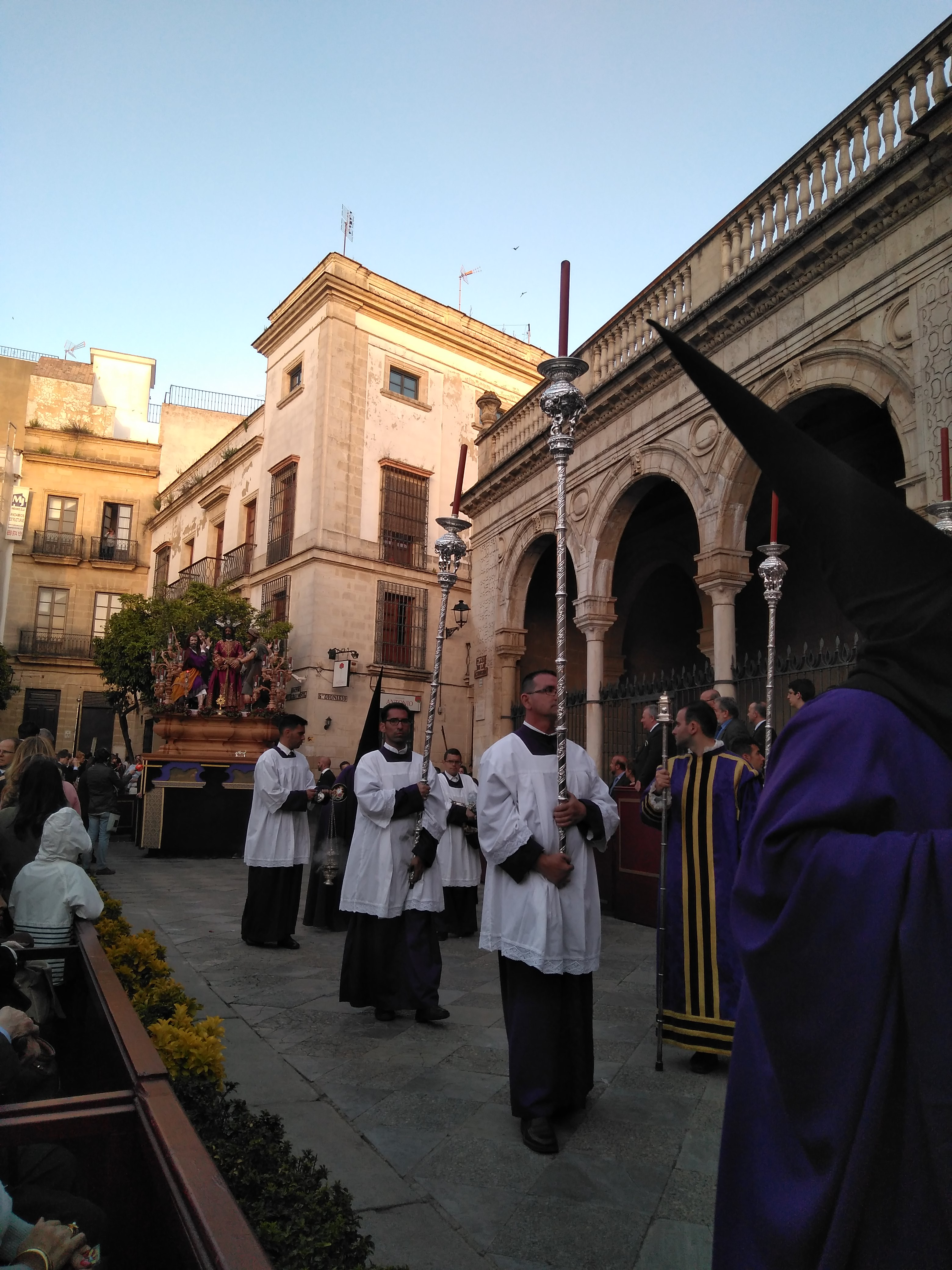
La Pasión

- Hermandad y Cofradía de Nazarenos de Nuestro Señor de la Pasión, Negaciones y Lágrimas de San Pedro, María Santísima de la Angustia, Madre de la Iglesia y Santa Ángela de la Cruz (Pasión). Fundada en 2002 y erigida canónicamente el 31 de marzo de 2012 como hermandad y cofradía de nazarenos. Su sede se encuentra en el Centro Pastoral Santa Ángela de la Cruz, en la parroquia de los Dolores. Tanto la imagen del Señor de la Pasión como de la Virgen María Santísima de la Angustia, que no procesiona, son obras del escultor Antonio Jesús Dubé Herdugo. Representa a Jesús cautivo y maniatado, escuchando a San Pedro, negando haberle conocido. El 9 de abril de 2017, Domingo de Ramos, efectuó por primera vez estación de penitencia a la Santa Iglesia Catedral de Nuestro Señor San Salvador de Jerez de la Frontera.

#### Hermandad del Perdón

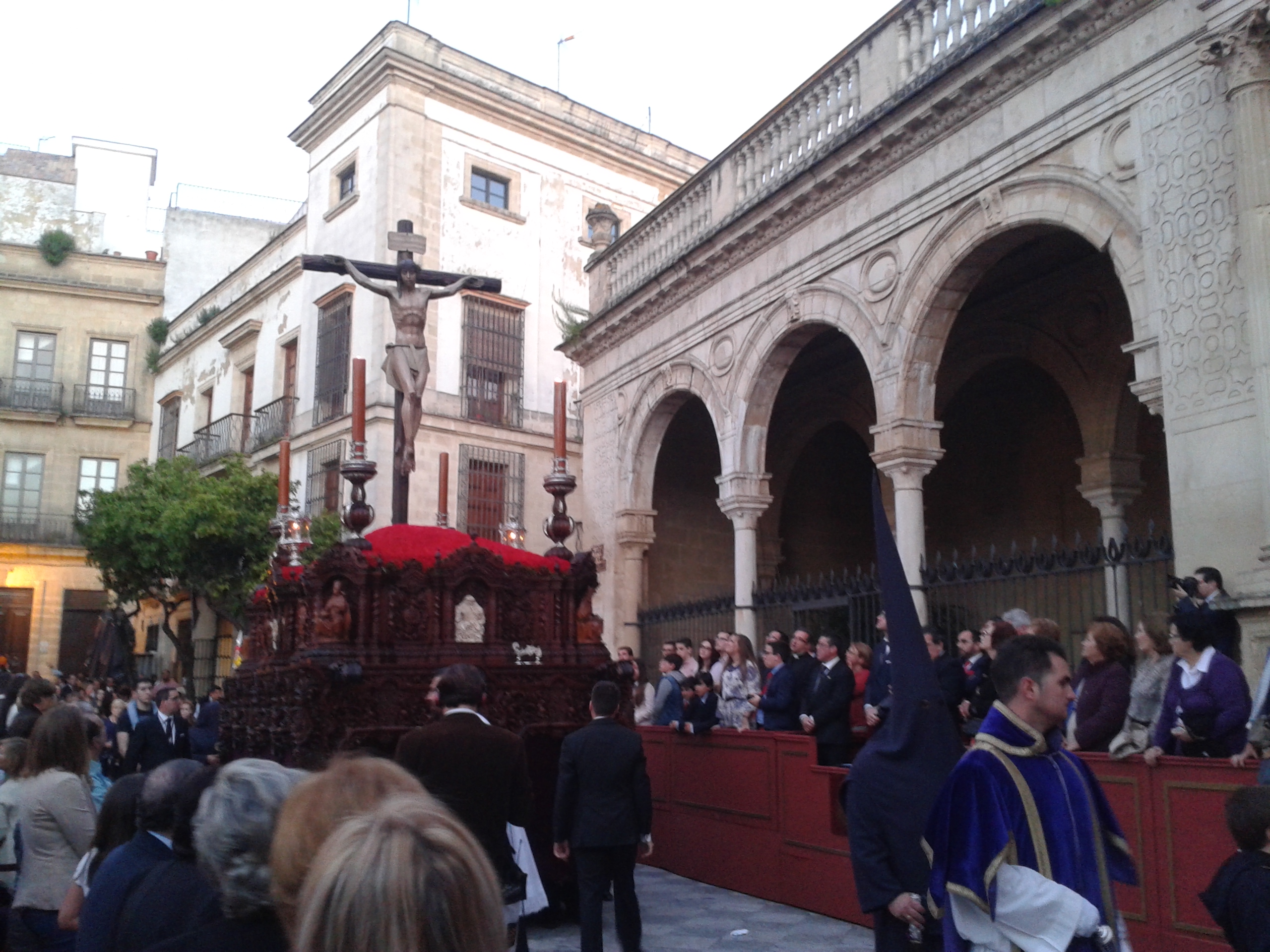
Cristo del Perdón

- Piadosa Hermandad y Cofradía de Nazarenos del Santísimo Cristo del Perdón, María Santísima del Perpetuo Socorro y San José Obrero (El Perdón). Fundada en 1963, su sede canónica se encuentra en la Ermita de Guía, en los extramuros de la ciudad.  La talla del Santísimo Cristo del Perdón fue realizada por el imaginero jerezano Francisco Pinto Berraquero en 1966. Representa cuando Jesús crucificado entre dos malhechores perdonaba a Dimas, diciendo: <<De verdad te digo, que hoy estarás conmigo en el paraíso>>. La Virgen es anónima del siglo XVII, atribuida a Jácome Bácaro.

#### Hermandad del Transporte

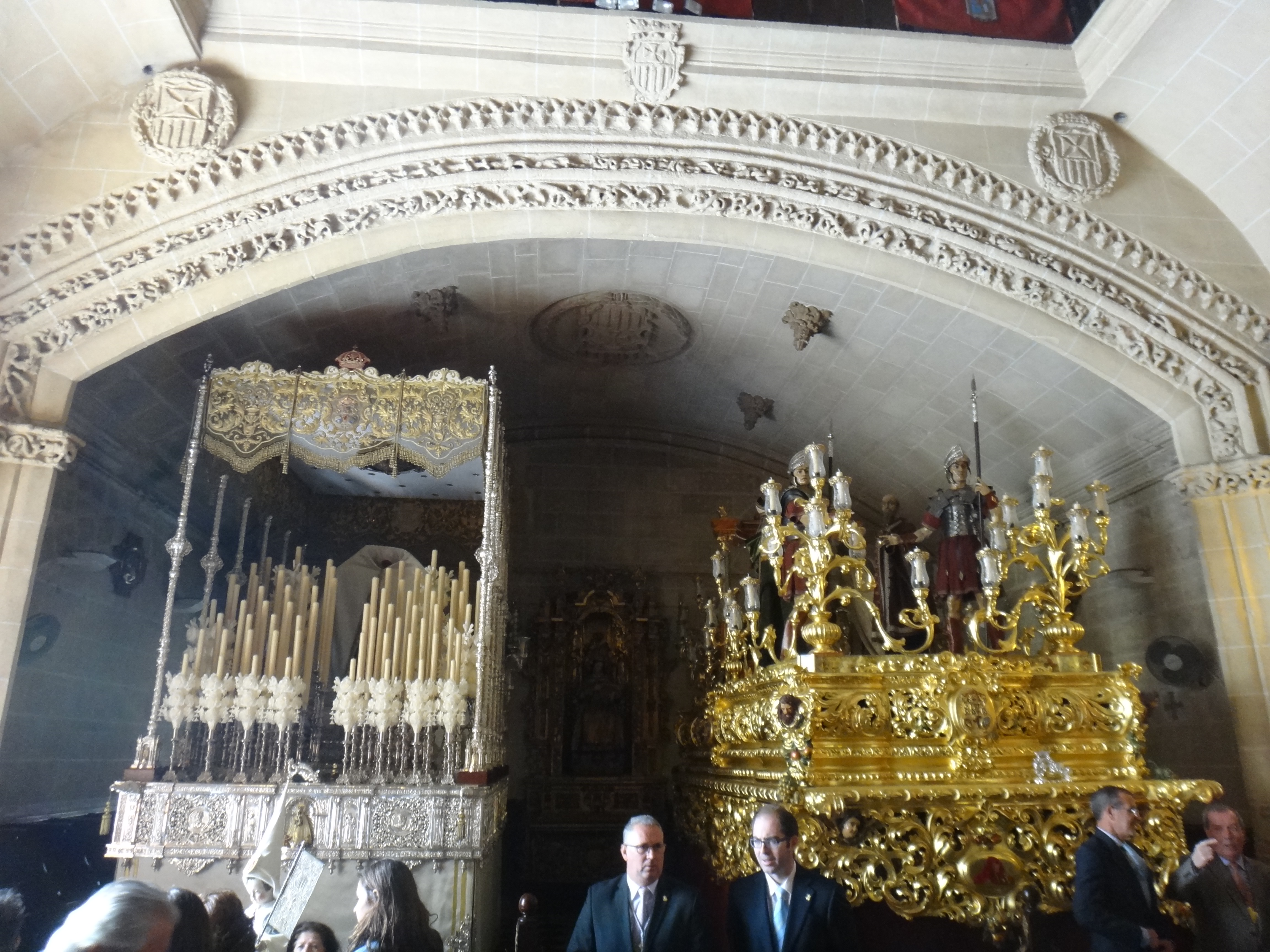
Pasos del Transporte

- Real, Fervorosa y Piadosa Hermandad y Cofradía de Nazarenos de Nuestro Padre Jesús del Consuelo en el Desprecio de Herodes, Nuestra Madre de Dios de la Misericordia y San Cristóbal Mártir (El Transporte). Fundada en 1954, su sede canónica se encuentra en la Basílica de la Merced. Los primeros estatutos de la Hermandad fueron aprobados el 19 de octubre de 1954, bajo el patronazgo de San Cristóbal Mártir, debido a la relación de la hermandad con el gremio de los transportistas, gremio gracias al cual evoluciona durante los primeros años. Nuestro Padre Jesús del Consuelo en el Desprecio de Herodes es obra anónima del siglo XVII o mediados del siglo XVIII atribuida históricamente a Pedro Roldán "El viejo", aunque últimamente se señala como más acertada la atribución a la escuela genovesa afincada en Cádiz, en la órbita de Jacome Baccaro. En el paso de misterio se representa el momento de la Pasión en el cual Jesús es trasladado hasta Herodes, y este lo desprecia, ante los escribas, los sumos sacerdotes, y los romanos. Francisco y Lutgardo Pinto tallaron el paso de misterio, de estilo Barroco sevillano y con la canastilla muy baja. El resto de las figuras que aparecen en el paso del Misterio son tallas realizadas por el imaginero jerezano Francisco Pinto Berraquero realizadas entre 1955 y 1956. La primera salida procesional se realizó únicamente con el paso de misterio el 3 de abril de 1955, Domingo de Ramos. La dolorosa titular de esta corporación es obra de Sebastián Santos Rojas en 1956. El paso de palio fue realizado por Manuel Seco Velasco. Nuestra Madre de Dios de la Misericordia hace estación de penitencia, por primera vez en su paso de Palio, en la Semana Santa del año 1957.

#### Hermandad de la Coronación

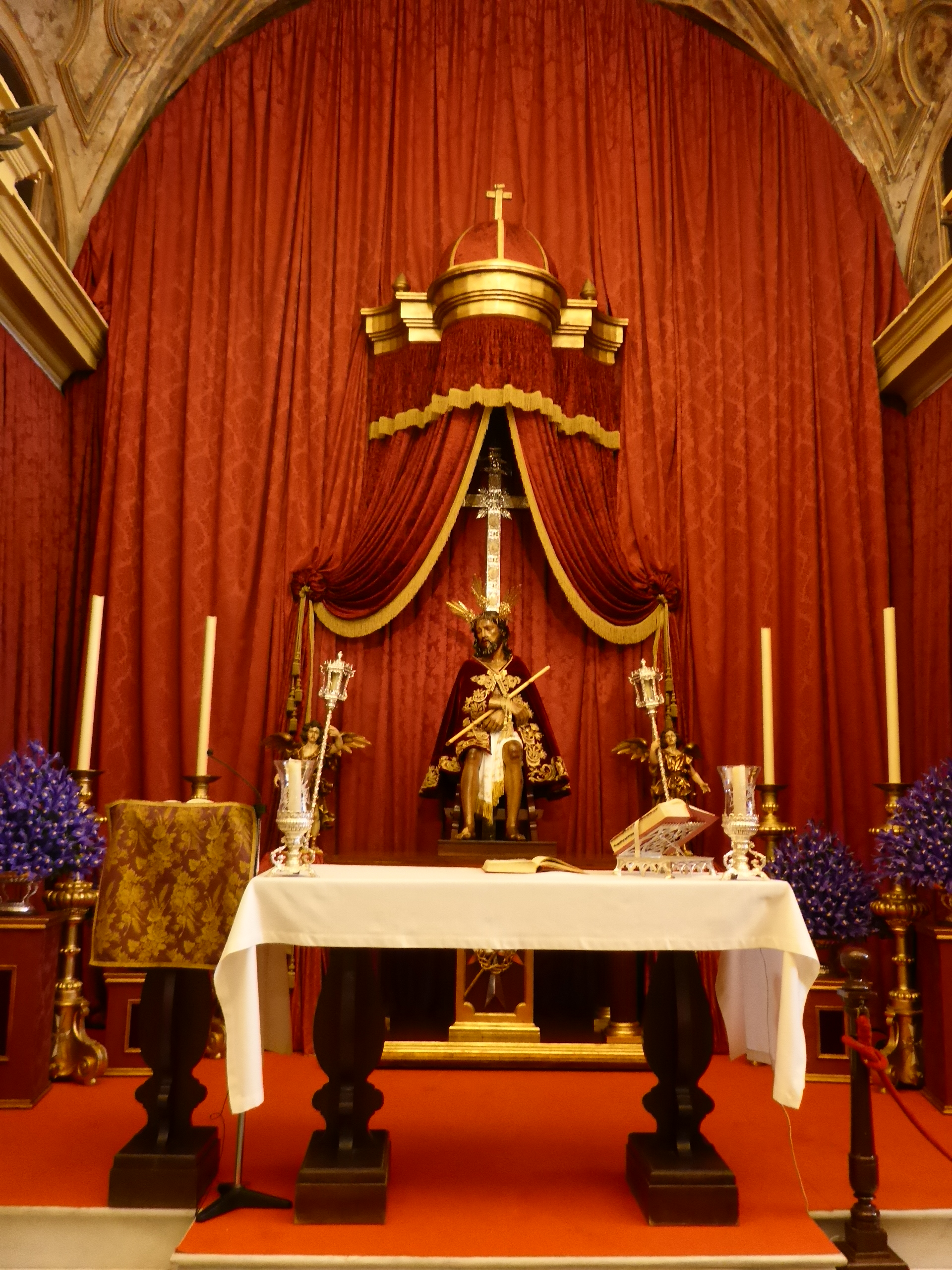
Crsto de La Coronación

- Muy Ilustre, Antigua y Venerable Hermandad del Santísimo Cristo de la Coronación de Espinas, María Santísima de la Paz en su Mayor Aflicción y San Juan Bautista (La Coronación).  Fundada en 1615. Tiene su sede canónica en la Capilla del Refugio de Nuestra Señora de los Desamparados. El Santísimo Cristo de la Coronación de Espinas casi con toda seguridad es obra de Pedro Grass y Elías Mer, dada la existencia de un documento del 19 de abril de 1665, en el que la Hermandad encarga la realización de una talla "de Jesucristo sentado en una peana afirmando en los pies con precisión y contento y satisfacción de los dichos hermanos mayores que son o fueren de la dicha cofradía". El contrato, que se firma ante notario, encarga esta obra a Pedro Gras de nación alemán y Elías Mer de nación flamenco. En dicho documento no sólo se encarga la imagen de Cristo, sino todo un misterio "y tres de tres judíos y la del santo Cristo toda de madera y las de los judíos cabezas pescuezos y medios brazos y manos pies y piernas hasta las rodillas que los dos de los dos judíos uno ha de estar coronando a Jesucristo y el otro ayudándole con una mano y con la otra dándole la caña y el tercero ha de estar barrenando una cruz". De forma que este es, posiblemente, el primer paso de misterio que se hace en Jerez.Suponiendo que la talla actual no correspondiese con esta documentación, ya que ha llegado hasta nosotros sin firma de autor ni documento alguno en su interior que lo avale, los expertos la datan en el último tercio del siglo XVII, lo que de todas formas la convierte en una de las más antiguas imágenes de las que procesionan en Jerez. En el paso de Misterio, Jesús aparece sentado sobre un taburete, con la corona de espinas rodeando su cabeza, con las manos atadas por delante, sujetando una caña (aunque, en algunas ocasiones, no porta Cristo la caña, sino que lo hace uno de los sanedritas que lo increpan y que aparecen en el paso de Misterio). Un soldado romano aparece a la espalda de Cristo, incrustándole la corona de espinas en las sienes, ayudándose para este propósito de un palo. Tanto las esculturas de los sanedritas que aparecen increpando a Cristo en el paso de Misterio, como el soldado romano y el centurión son tallas modernas, realizadas por el imaginero sevillano Luis Álvarez Duarte, en el año 1975. El paso, obra de Manuel Guzmán Bejarano, es de estilo barroco y tallado entre los años 1982 y 1985. La imagen de María Santísima de la Paz en su Mayor Aflicción fue realizada por el artista José Rivera García, nacido en Umbrete (Sevilla) en 1905 y fallecido en 1982. María Santísima de la Paz en su Mayor Aflicción fue adquirida por la Hermandad en 1950 a un anticuario sevillano. Se le añadió la advocación de Nuestra Señora de la Mayor Aflicción en 1986. El paso de palio en sí fue diseñado por el orfebre sevillano afincado en Jerez Emilio Landa Carrasco y realizado casi en su totalidad por él.Nuestra Señora de las Angustias

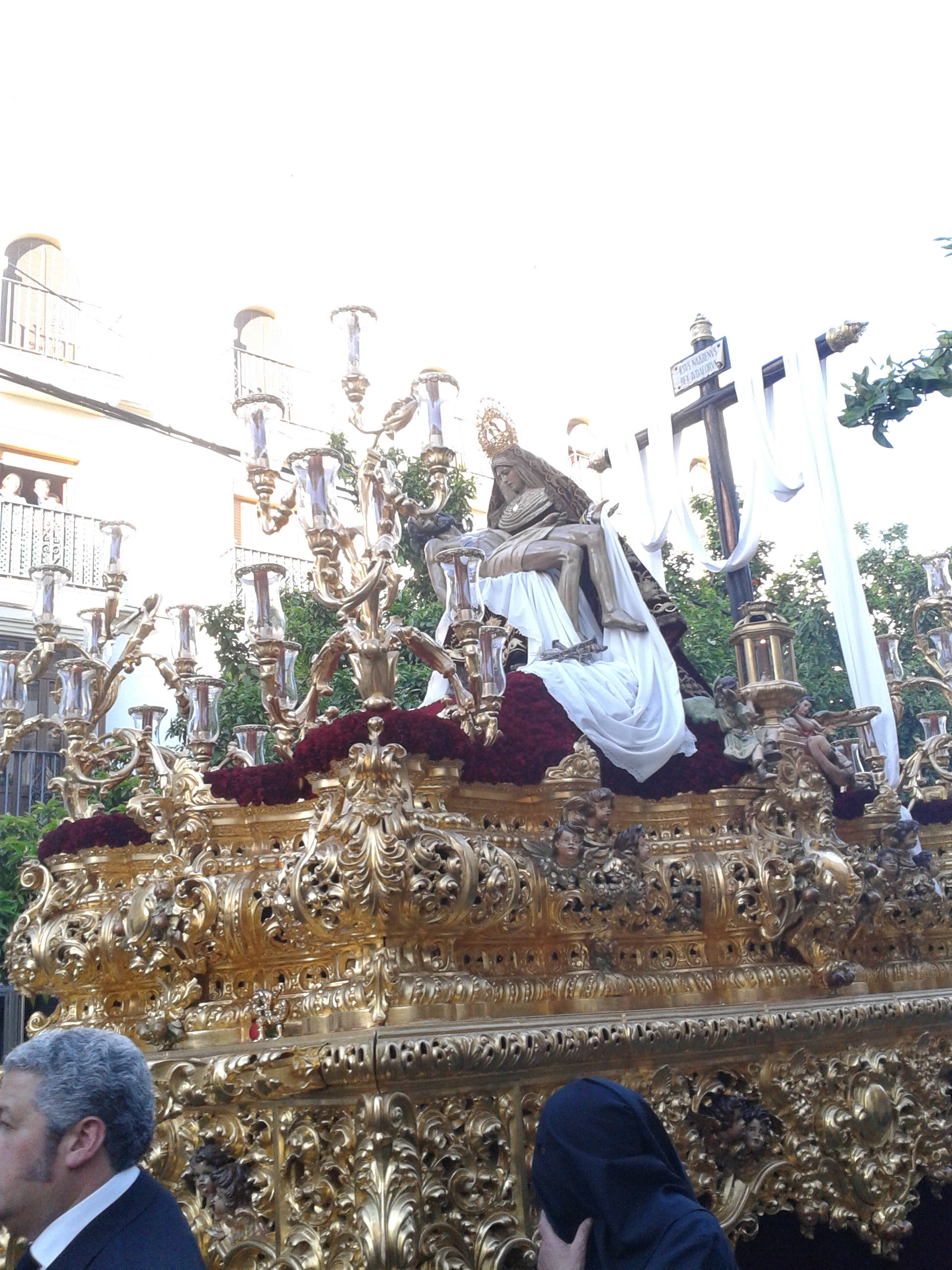
Nuestra Señora de las Angustias

#### Hermandad de las Angustias
- Antigua y Venerable Hermandad de Nuestra Señora de las Angustias (Las Angustias). Fundada en 1578, su sede canónica es la Capilla propia del mismo título. Representa a María cogiendo en brazos el cuerpo yacente de su hijo Jesús. La iconografía representa la estampa clásica de la Piedad: María con Su Hijo muerto en el regazo. La imagen titular primitiva de Nuestra Señora de las Angustias era de barro cocido, datando de mediados del siglo XVIII, estando Cristo depositado a los pies de su Madre. En 1925, Alfonso Gabino realizó un nuevo rostro tallado en madera. En 1940, Ramón Chaveli Carreres le construye un nuevo cuerpo. La imagen del Señor es también obra de Chaveli en 1942. El Cristo antiguo (siglo XVII), talla barroca de madera de autor desconocido, fue restaurado en 2001 por Agustín Pina Calle, y se conserva en la Casa de Hermandad. El único Paso de la Cofradía es de estilo barroco sevillano, de madera tallada y dorada, y fue realizado por el tallista sevillano Manuel Guzmán Bejarano entre 1969 y 1970. Su diseño fue galardonado con el primer premio anual de artesanía que se celebra en la capital hispalense. El dorado del paso lo inició Manuel Guzmán Bejarano, acabándolo Manuel Daza, en 1982.

### Lunes Santo

#### Hermandad de la Sed

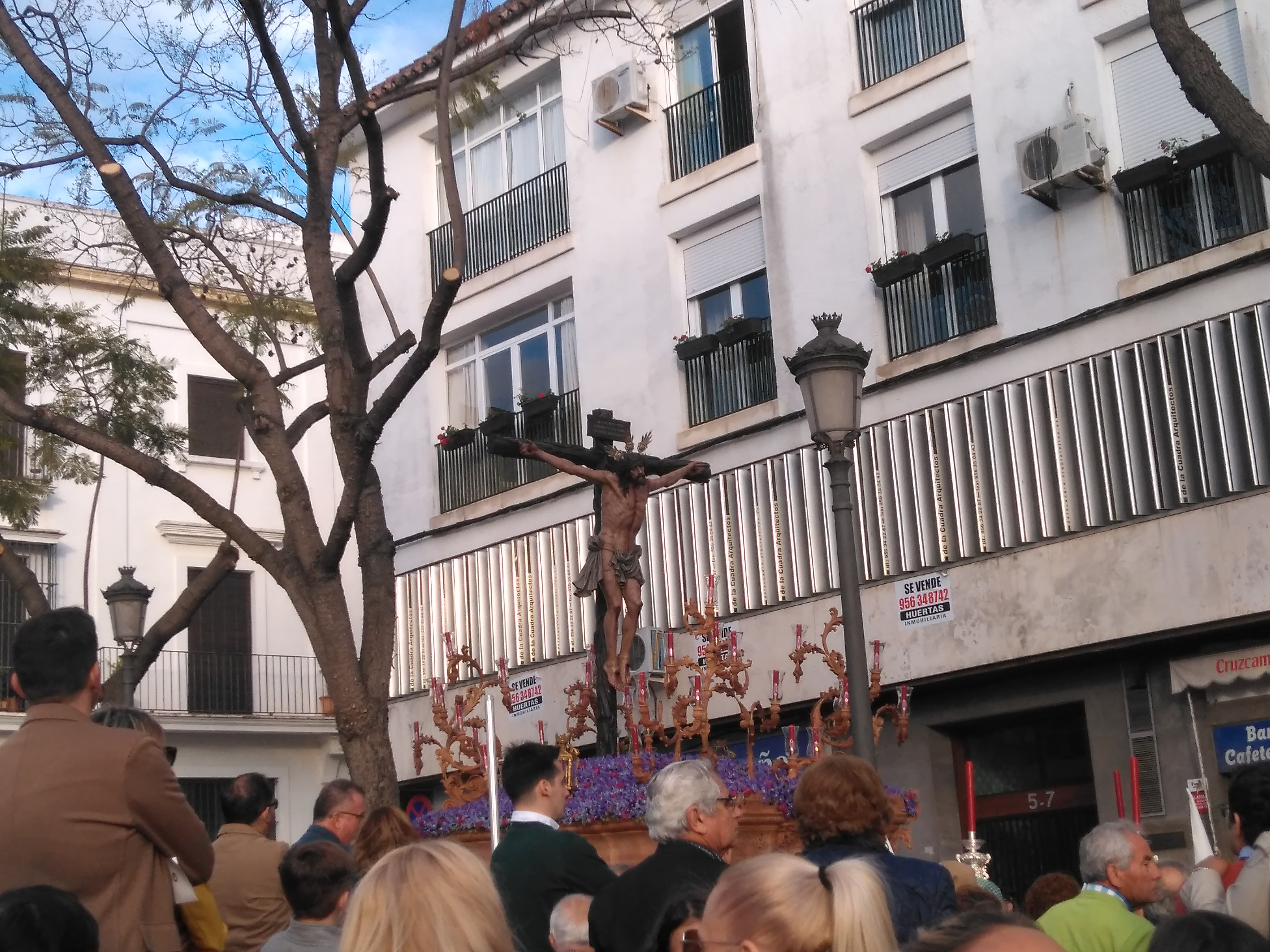
Cristo de la Sed (Jerez de la Frontera)

- Hermandad Sacramental de la Santísima Trinidad Trono de Misericordia y Cofradía de Nazarenos del Santísimo Cristo de la Sed, Amparo de María Santísima y Santa Teresa de Calcuta (La Sed). El día 29 de octubre de 2006 se constituye la agrupación parroquial, siendo reconocida por la autoridad eclesiástica el 8 de diciembre de ese mismo año. El 12 de enero de 2013 fue erigida hermandad de penitencia por el Obispo de Jerez, D. José Mazuelos Pérez en la Santa Iglesia Catedral. Tiene como sede la parroquia de San Juan Grande y Nuestra Señora de la Candelaria en el barrio de Puertas del Sur del Distrito Sur. El Santísimo Cristo de la Sed es una obra realizada por el escultor-imaginero onubense Elías Rodríguez Picón. Representa a Cristo crucificado en el momento de pedir agua, diciendo 'Tengo sed'. El  21 de marzo de 2018 la Delegación de Hermandades y Cofradías del Obispado de Asidonia-Jerez comunicó a la Hermandad de la Sed, junto con la Hermandad de la Salud de San Rafael, sus respectivas incorporaciones a la nómina de hermandades que procesionan durante Semana Santa, permitiendo por tanto, que a partir de 2019, ambas hermandades transiten por carrera oficial para hacer estación de penitencia a la Santa Iglesia Catedral. El Consejo de la Unión de Hermandades es el competente para ubicar a las nuevas hermandades en una jornada de Semana Santa[35] asignando el 24 de abril de 2018 a la Hermandad de la Sed la jornada de Lunes Santo y a la Hermandad de la Salud de San Rafael la jornada del Martes Santo.[36]

#### Hermandad de la Paz de Fátima

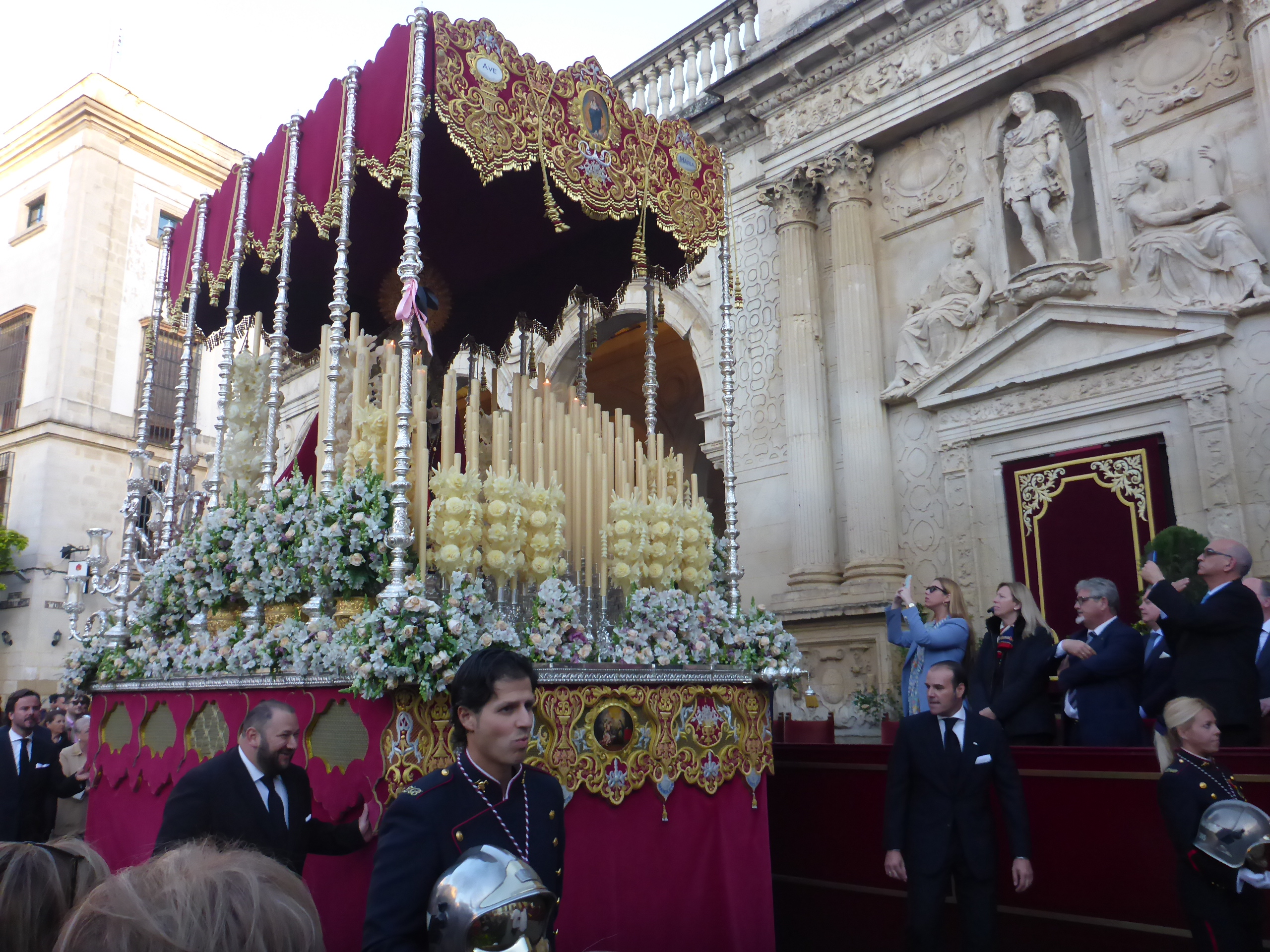
María Santísima del Refugio de pecadores

- Hermandad de la Santa Cruz y Cofradía de Nazarenos de Nuestro Padre Jesús de la Paz en el Desprecio del Pueblo, María Santísima del Refugio de Pecadores, Nuestra Señora de Fátima y Bendito Patriarca San José (Paz de Fátima). Constituida el 30 de abril de 1999 como asociación parroquial y erigida canónicamente como hermandad y cofradía de nazarenos el 8 de diciembre de 2006.  Tiene su sede canónica en la Parroquia de Nuestra Señora de Fátima. La talla del Señor de la Paz es obra de Manuel Téllez Berraquero, realizada en madera de cedro en el año 1999, teniendo una altura de 1,96 metros. Las imágenes que forman la escena iconográfica del Desprecio del Pueblo son la de Caifás, un judío ofreciendo la Cruz a Jesús, un esclavo revistiendo al Maestro, un soldado romano escoltando la escena, Poncio Pilatos y un centurión romano en conversación con este. Todas son obra del imaginero Manuel Téllez Berraquero y estrenadas en el año 2008. El paso de misterio es obra del maestro tallista Antonio Ibáñez. El paso de misterio representa el momento pasional en el que Jesús es despreciado por el pueblo una vez dictada su sentencia y siendo vestido con un manto de color púrpura antes de la entrega de la cruz. La imagen es obra del escultor natural de Rociana del Condado (Huelva) Elías Rodríguez Picón, siendo adquirida por la hermandad mediante cuestación popular en el año 2007. El 18 de abril de 2011, Lunes Santo, la hermandad efectuó su primera estación de penitencia con paso de misterio y paso de misterio al completo a la Santa Iglesia Catedral.[37]

#### Hermandad de la Candelaria

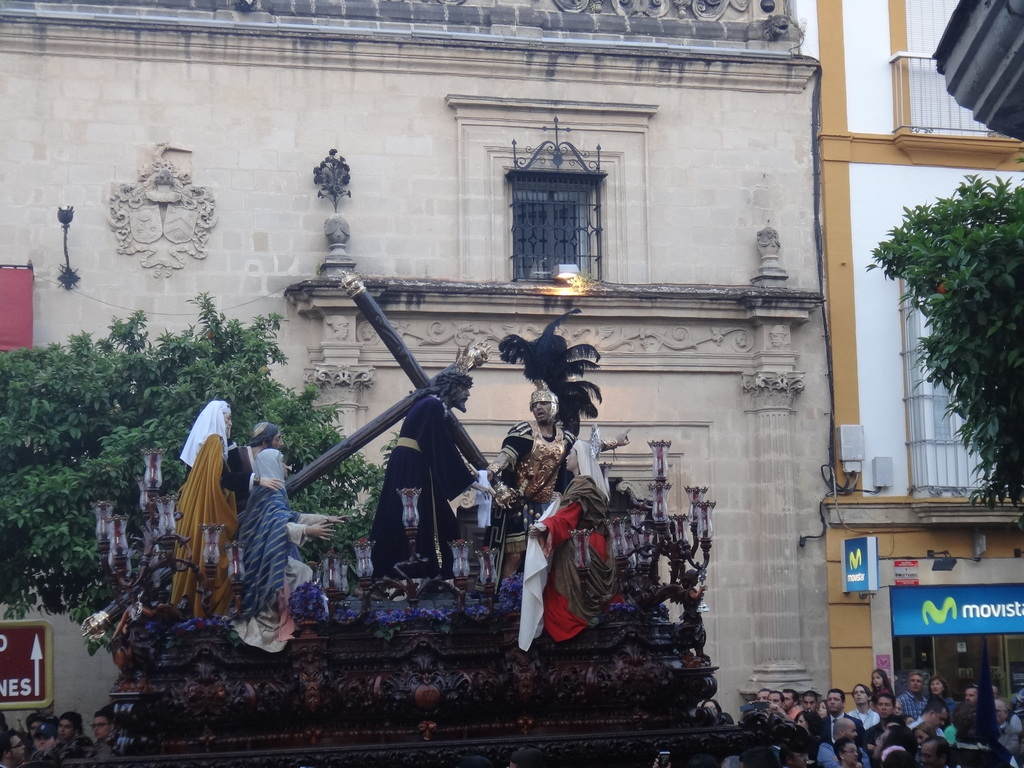
Jesús de las Misericordias

- Hermandad Sacramental y Cofradía de Nazarenos de Nuestro Padre Jesús de las Misericordias, Nuestra Señora de la Candelaria y Santa Mujer Verónica (La Candelaria). Fundada en 1955, tiene sede canónica en la Parroquia de Santa Ana enclavada en la barriada José Antonio Girón, popularmente conocida como La Plata en el Distrito Oeste de la ciudad. Es la Semana Santa de 1958 realiza su primera salida procesional el Lunes Santo, portando la primitiva imagen de Nuestro Padre Jesús de las Misericordias, acompañado por la Santa Mujer Verónica, ambas imágenes, obras del escultor sevillano Antonio Castillo Lastrucci. En 1977 Francisco Pinto Berraquero realiza la actual talla de Nuestro Padre Jesús de las Misericordias ya que la de Castillo fue invadida por xilófagos (polilla y carcoma) así que hubo que destruirla y realizar una nueva. El paso de misterio, recrea la sexta estación del Vía Crucis, momento en que la Santa Mujer Verónica empaña el rostro de Jesús dejándolo impreso en el paño. Mientras, el centurión romano Quinto Cornelio, que porta en la mano la sentencia que condena a Jesús a morir en la cruz, le indica el camino a seguir y Simón de Cirene ayuda a Jesús a portar la cruz por detrás. También aparecen dos mujeres de Jerusalén llorando. La canastilla del paso de misterio es obra de Manuel Guzmán Bejarano de 1989. María Santísima de la Candelaria es obra del imaginero jerezano Manuel Prieto Fernández de 1969 haciendo su primera estación de penitencia en la Semana Santa de ese mismo año.[38]Esta Hermandad tiene el honor de haber participado en el Santo Vía Crucis Magno celebrado en Madrid en 2011 ante el Santo Padre Benedicto XVI, dentro del programa de actos del JMJ Madrid 2011, participando con el paso de Jesús de la Misericordia y la mujer Verónica.

#### Hermandad de la Cena

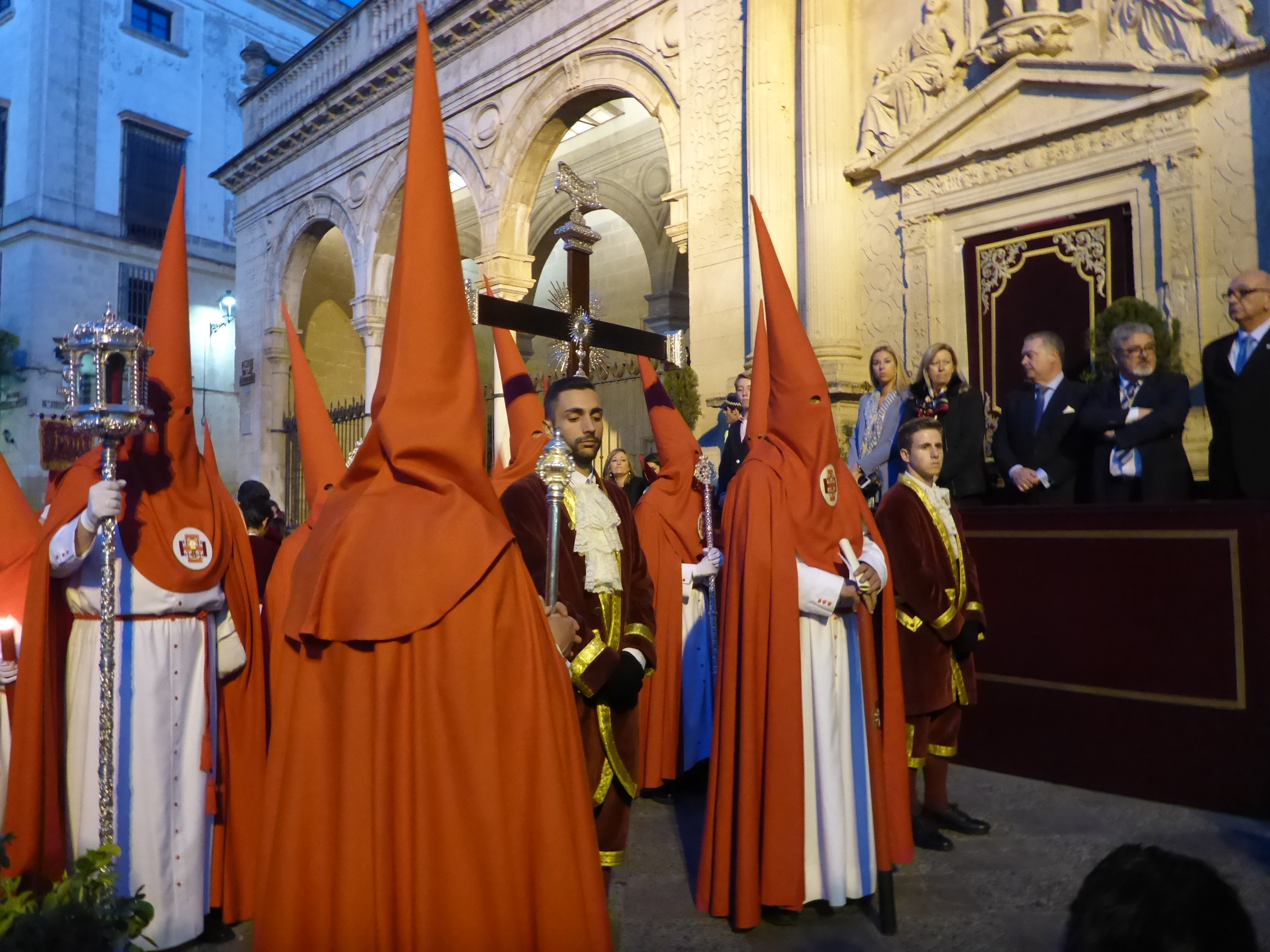
Cruz de Guía de la Cena

- Real, Antigua y Fervorosa Hermandad del Santísimo Sacramento, Sagrada Cena de Nuestro Señor Jesucristo y Santa María de la Paz (La Cena). Fundada en 1541 y reorganizada en 1953, su sede canónica es la Iglesia de San Marcos, en pleno Jerez de intramuros. Su primitiva imagen titular es obra Francisco Pinto Berraquero de la que con gran certeza sólo parece quedar el busto[39] procesionando por primera vez en 1955. La misma fue sustituida posteriormente por una imagen transformada de San Cayetano, y ésta, en 1967, por la actual obra del imaginero sanroqueño Luis Ortega Brú. Entre 1969 y 1975 se incorporan los Apóstoles; San Pedro, San Juan, San Bartolomé, Santiago el Mayor, San Mateo, Santiago el Menor y Judas Iscariote obras también de Ortega Brú. En 2003, completan el conjunto escultórico Santo Tomás, San Andrés, San Felipe, San Judás Tadeo obras de Manuel Ortega Alonso, sobrino de Ortega Brú, y San Simón, obra de Ángel Ortega León, hijo de Manuel Ortega Alonso. Representa a Jesús partiendo cenando por última vez con los apóstoles e instituyendo la Eucaristía. El paso actual perteneció a la Hermandad del Cachorro de Sevilla. Fue diseñado por Juan Pérez Calvo y tallado por Francisco Carrero. Se estrenó en el año 1929 y en el 1974 fue adquirido por la Hermandad de la Sagrada Cena de Jerez[40] Entre 1955 y 1963 estuvo procesionando en la jornada del Jueves Santo. En 1964 cambió de jornada de salida para procesionar en la tarde del Martes Santo. Desde principios de los años setenta del pasado siglo hasta la actualidad lo hace en la jornada del Lunes Santo. Santa María de la Paz y Concordia en su Misterio Doloroso es obra de talla anónima de finales del siglo XVII, que procede de las Madres Capuchinas de El Puerto de Santa María y donada a la Hermandad en 1981 por Don José Soto Palas.[41]  En 1982 realiza su primera salida procesional.[42]

#### Hermandad de Amor y Sacrificio

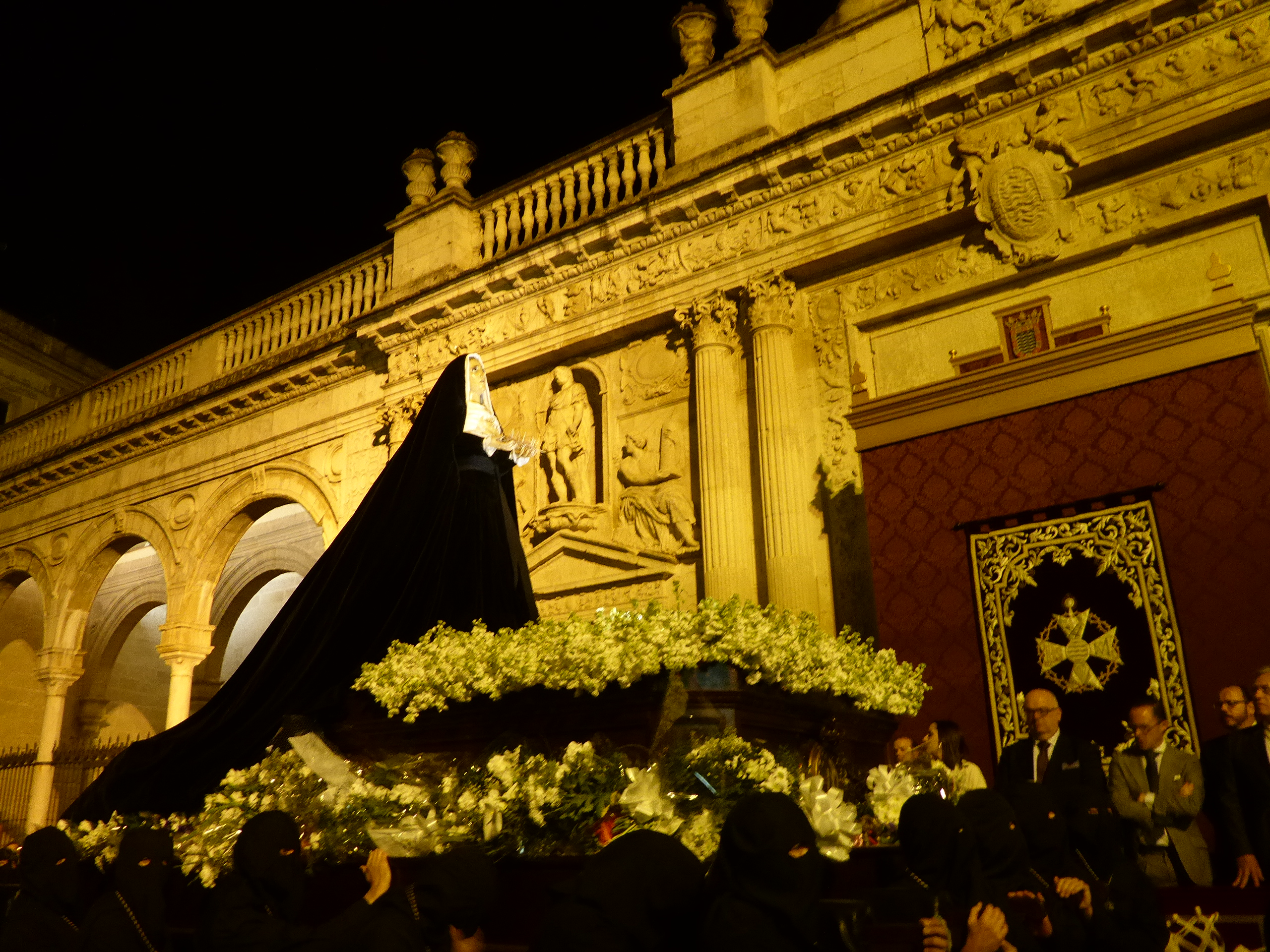
Amor y Sacrificio

- Piadosa Hermandad de Nuestra Señora del Amor y Sacrificio (Amor y Sacrificio). Tiene sede canónica en la Parroquia de Madre de Dios. Representa a María cogiendo la corona de Espinas y rezando. María no sabe todavía, aunque sueña y casi intuye, que muy pronto volverá a ver a Jesús.

#### Hermandad de la Viga

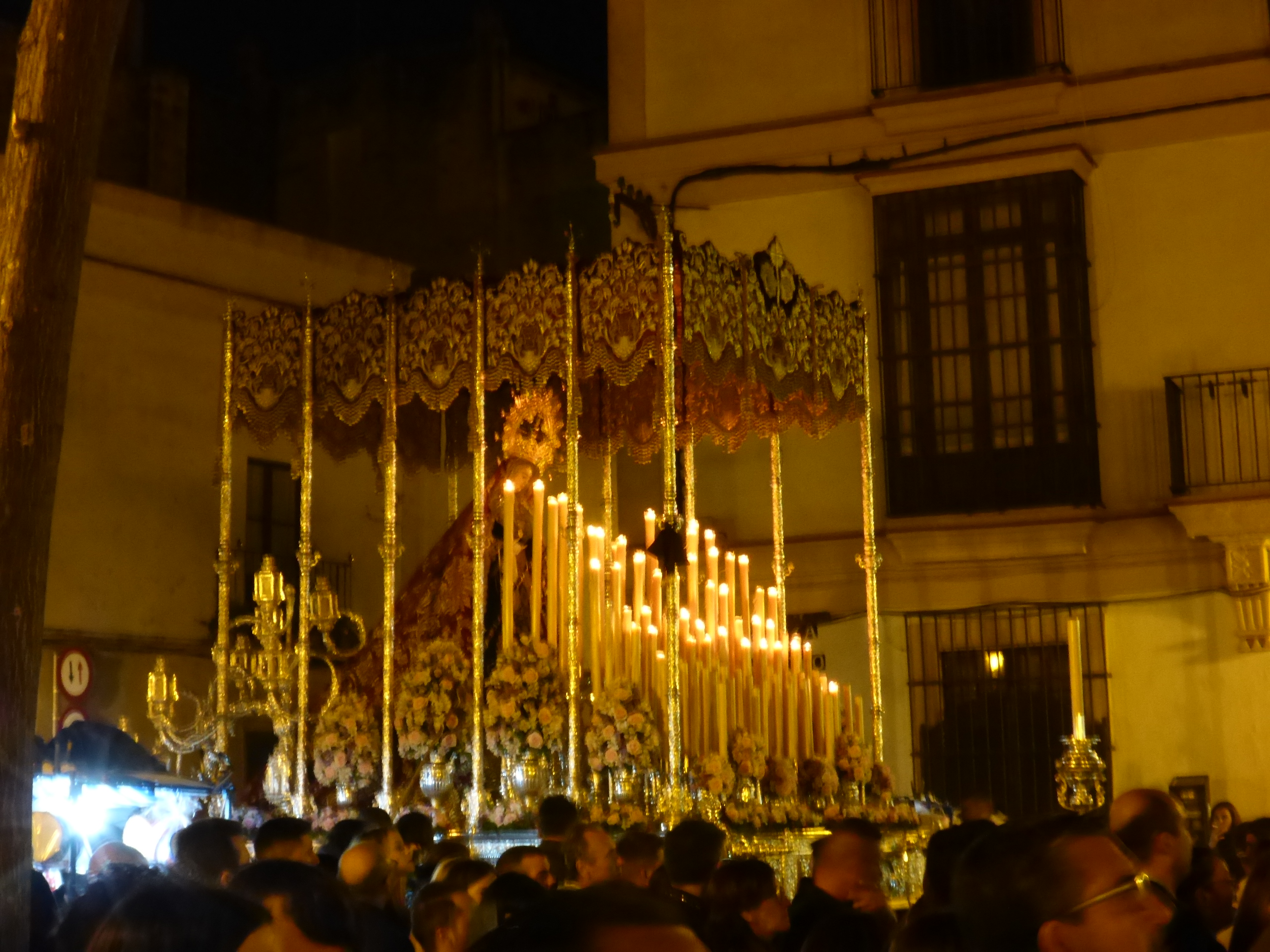
Dolora de La Viga

- Antigua y Fervorosa Hermandad y Cofradía de Nazarenos del Santísimo Cristo de la Viga, Nuestro Señor San Salvador y Nuestra Señora del Socorro (La Viga). Tras el palio de la Virgen del Socorro, la Banda de Música de la Asociación Cultural "Maestro Agripino Lozano" de San Fernando (Cádiz). El Cristo no lleva acompañamiento musical. La sede canónica es la Catedral. Representa a Jesús crucificado, momentos antes de ser descendido.

### Martes Santo

#### Hermandad de Bondad y Misericordia

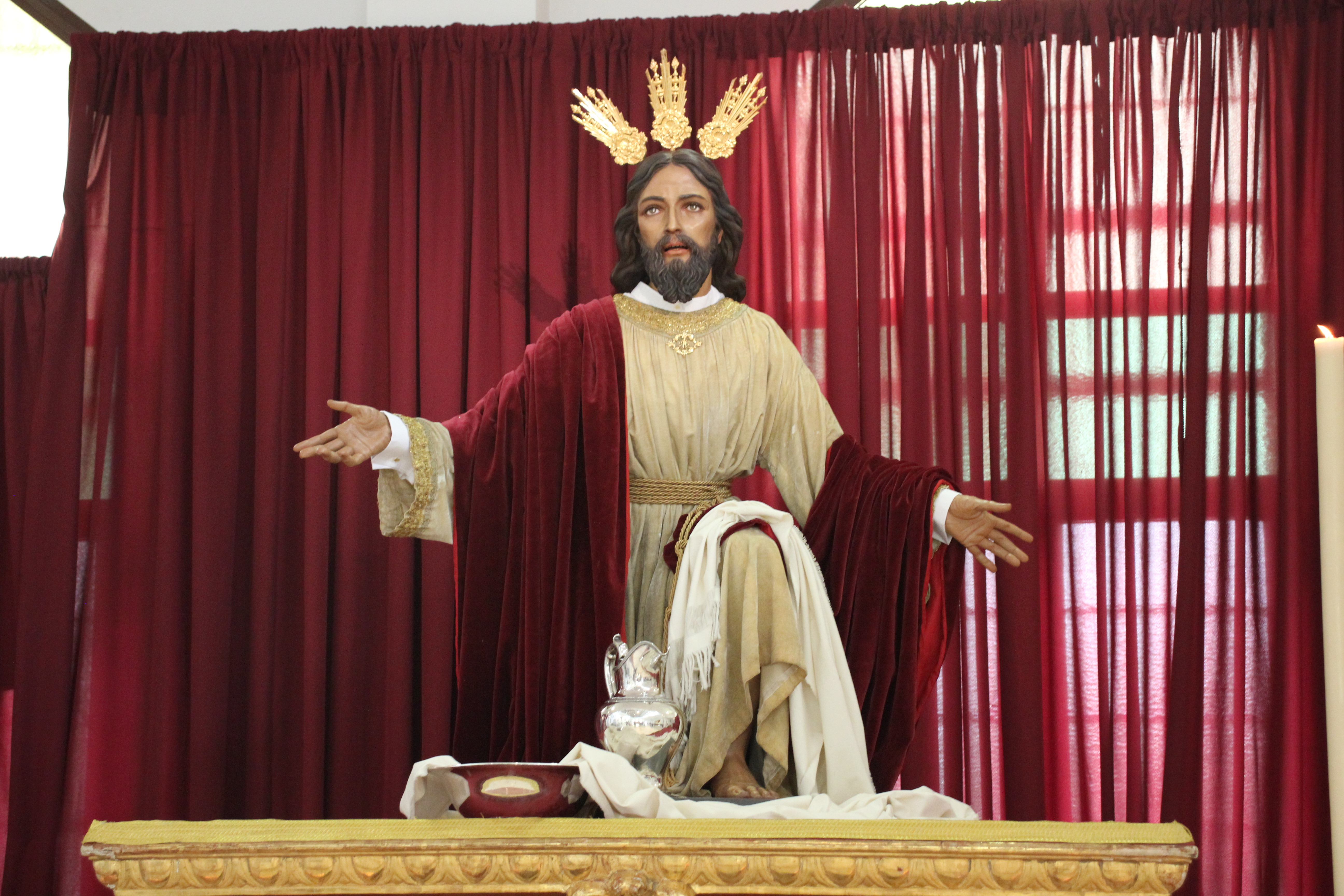
Cristo de Bondad y Misericordia

- Hospitalaria Hermandad y Cofradía de Nazarenos de Nuestro Señor de Bondad y Misericordia en el Sagrado Lavatorio de Pies a sus Discípulos, María Santísima Salud de los Enfermos, Reina de Todos los Santos, San Juan Grande y San Juan de Dios (Bondad y Misericordia). Su sede canónica se encuentra en la Parroquia San Juan de Dios, en el barrio del mismo nombre del Distrito Oeste de la ciudad.[43] Nuestro Señor de Bondad y Misericordia es una talla de la imaginera gaditana Ana Rey Martínez y el imaginero portuense Ángel Pantoja Carrasco del año 2013. En un futuro estará compuesto por la totalidad de los apóstoles junto a la imagen del Señor, todas ellas obras de los escultores Ana Rey y Ángel Pantoja. Representa el momento en el que Jesús se postra ante el mayor de sus discípulos, Pedro, con el fin de lavarle los pies. Es en ese mismo instante cuando "«Pedro le dijo: No me lavarás los pies jamás. Jesús le respondió: Si no te lavare, no tendrás parte conmigo»." (Juan 13, 8 – 10). El 20 de marzo de 2014 es erigida Hermandad y Cofradía de Nazarenos. Se esperaba el estreno del nuevo paso, en bruto, el Jueves de Pasión de la Semana Santa de 2019,[44] finalmente este no tuvo lugar por la pandemia de la Covid19. El 1 de julio de 2020 la Hermandad hizo publica su incorporación en la nómina de hermandades de Semana Santa que hacen Estación de Penitencia a la Santa Iglesia Catedral.[45] María Santísima Salud de los Enfermos, Reina de Todos los Santos es la titular mariana de la hermandad. Fue ejecutada por Ana Rey en 2010 en un principio para la Hermandad de las Aguas de Cádiz, pero finalmente la autora de la talla la donó a la hermandad jerezana en 2020.

#### Hermandad de la Salvación

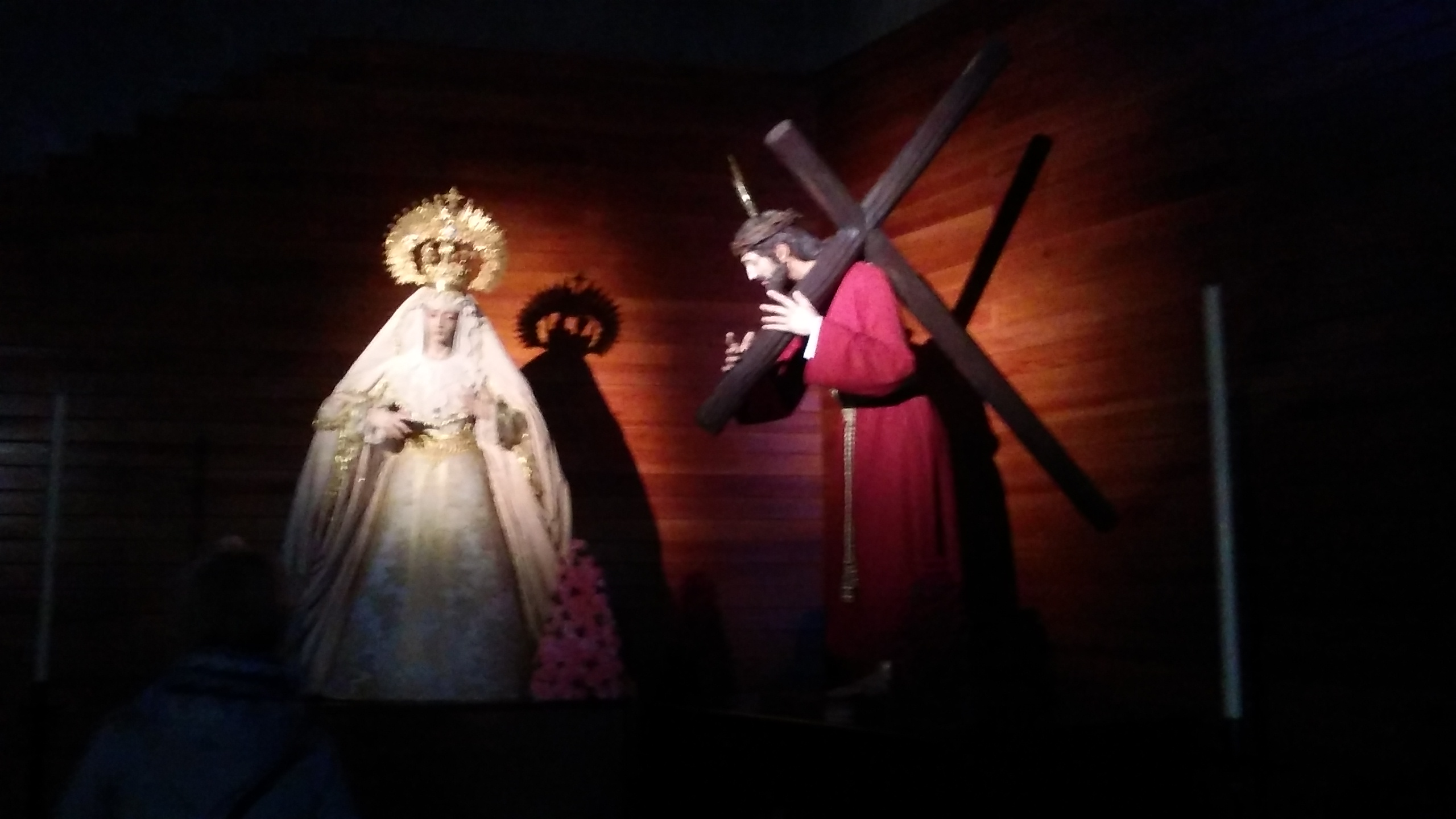
Titulares de La Salvación

- Hermandad y Cofradía de Nazarenos del Santísmo Cristo de la Salvación y María Santísima de las Bienaventuranzas (Salvación). Tiene como sede la Parroquia de Nuestra Señora del Perpetuo Socorro, en el barrio de Las Torres del Distrito Oeste.  Manuel Alejandro Oliveras de Perea es el a autor de Santísimo Cristo de la Salvación y María Santísima de las Bienaventuranzas. Representa a Jesús minutos antes de abandonar la casa de Pilatos cargando ya con la cruz iniciando el camino al Gólgota. El 9 de noviembre de 2013 es erigida Hermandad y Cofradía de Nazarenos. El 3 de julio de 2020 en Cabildo General Extraordinario se aprobó la propuesta de incorporación a la nómina de hermandades de Semana Santa que van a Carrera Oficial para realizar Estación de Penitencia en la Santa Iglesia Catedral[46] tras recibir el aval el 10 de junio de 2020 del obispo emérito, José Mazuelos Pérez.[47]

#### Hermandad de la Clemencia

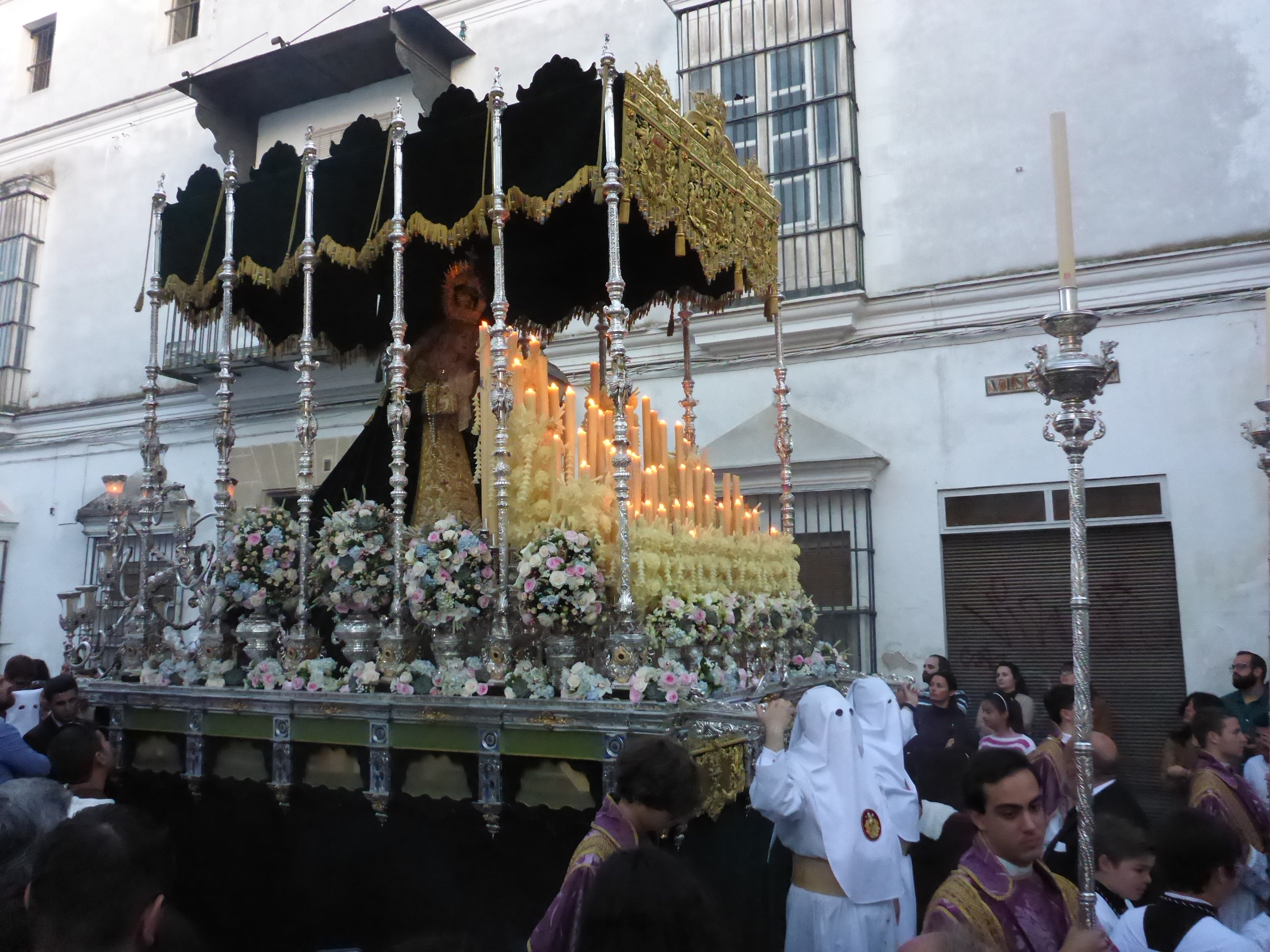
María Santísima de la Salud y Esperanza

- Hermandad del Santísimo Sacramento del Altar y Cofradía de Nazarenos del Stmo. Cristo de la Clemencia en la traición de Judas, María Santísima de la Salud y Esperanza, Madre de la Iglesia, San Benito Abad y San Juan Pablo II (La Clemencia). Erigida como agrupación parroquial en 1993 por el Obispo de Jerez, D. Rafael Bellido Caro y como hermandad de penitencia el 3 de diciembre de 1998 por el mismo obispo diocesano, su sede canónica es la Parroquia de San Benito, enclavada en el populoso barrio del mismo nombre del Distrito Oeste. El Santísimo Cristo de la Clemencia y Judas son obras de Manuel Ortega Alonso, sobrino de Luis Ortega Brú, realizadas en el taller de Madrid en 1993. Judas, San Juan, San Pedro, Santiago, un soldado de la guardia judía y un miembro del Sanedrín son obras Manuel Ortega Alonso y sus hermanos en el taller de San Roque (Cádiz) en los años 2005-2006. El paso de misterio representa el momento iconográfico de la traición de Judás, quien entrega a Jesús, su maestro, con un beso. En la escena se encuentran San Pedro, Santiago, San Juan, un soldado de la guardia judía y un miembro del Sanedrín. Desde 1999 hasta el año 2004 recorre las calles de su feligresía realizando estación de penitencia en la parroquia de Nuestra Señora del Pilar en la recién creada jornada de Sábado de Pasión, es el Martes Santo de 2005 cuando realiza por primera vez estación de penitencia en la Catedral. El Sábado Santo del año 2000 participa en la Procesión Magna con motivo del Año Jubilar. María Santísima de Salud y Esperanza es obra del imaginero sevillano Salvador Madroñal en el año 1999. Durante varios años la imagen estuvo depositada en la casa de un hermano hasta el 12 de marzo del 2005 que fue bendecida por D. Francisco González Cornejo en San Benito.  El 11 de abril de 2017, Martes Santo, realizó estación de penitencia por vez primera el palio María Santísima de Salud y Esperanza, obra de Pedro Palenciano.[48]

#### Hermandad de la Salud de San Rafael

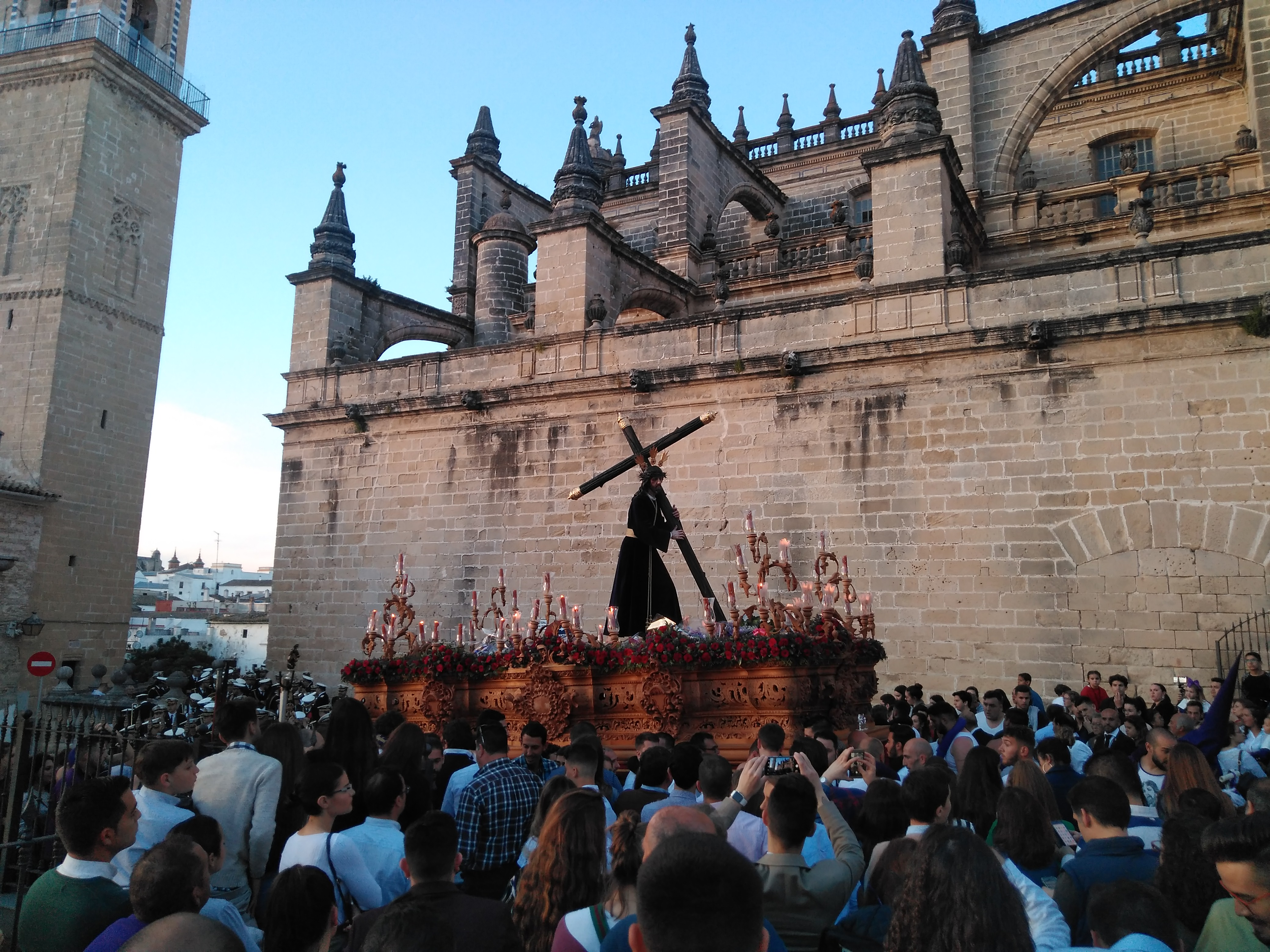
Hermandad de la Salud

- Hermandad y Cofradía de Nazarenos de Nuestro Padre Jesús de la Salud, Nuestra Señora de las Aguas y Arcángeles San Rafael y San Gabriel (Salud de San Rafael). Erigida como agrupación parroquial el 19 de junio de 2006 por el Obispo de Jerez, D. Juan del Río Martín y como hermandad de penitencia el 12 de enero de 2013 por el Obispo, D. José Mazuelos Pérez.Tiene como sede la Parroquia de San Rafael y San Gabriel, en el barrio de Federico Mayo, también conocido como "El Chicle", del Distrito Sur. Nuestro padre Jesús de la Salud es obra del escultor-imaginero sevillano, Fernando Aguado, que también será el encargado de la realización del resto del conjunto escultórico.[49] Representa a Cristo en el momento de la entrega de la cruz, justo antes de iniciar el camino al Gólgota. El 21 de marzo de 2018 la Delegación de Hermandades y Cofradías del Obispado de Asidonia-Jerez comunicó a la Hermandad de la Salud de San Rafael, junto con Hermandad de la Sed, sus respectivas incorporaciones a la nómina de hermandades que procesionan durante Semana Santa, permitiendo por tanto, que a partir de 2019, ambas hermandades transiten por carrera oficial para hacer estación de penitencia a la Santa Iglesia Catedral. El Consejo de la Unión de Hermandades es el competente para ubicar a las nuevas hermandades en una jornada de Semana Santa[50] asignando el 24 de abril de 2018 a la Hermandad de la Sed la jornada de Lunes Santo y a la Hermandad de la Salud de San Rafael la jornada del Martes Santo.[36]

#### Hermandad de la Defensión

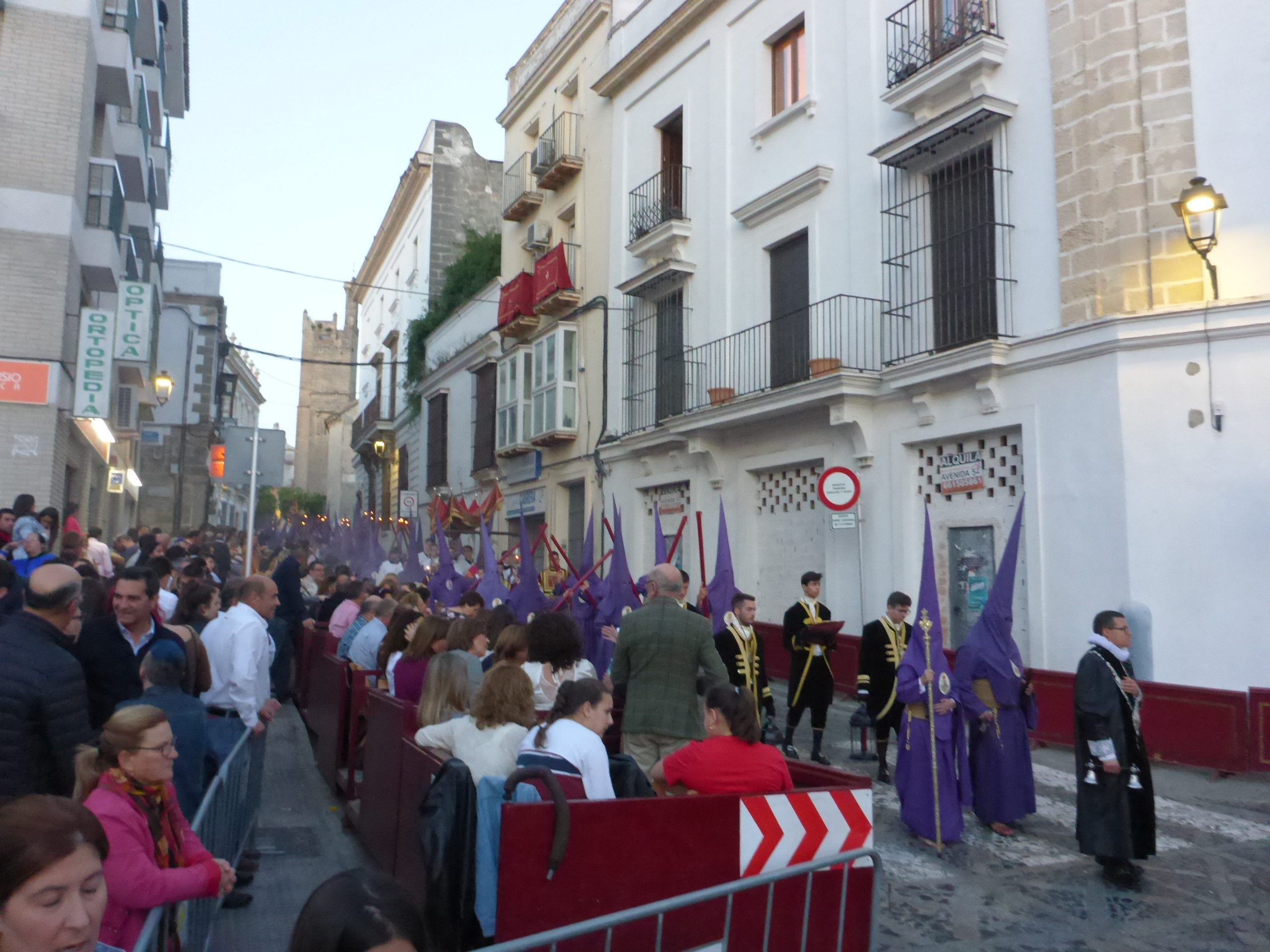
Hermandad de la Defensión

- Real, Franciscana y Castrense Hermandad del Santísimo Cristo de la Defensión, María Santísima de la O y San Bruno (La Defensión). Al Cristo lo acompañará este año la Banda de Cornetas y Tambores de la Centuria Romana de la Macarena de Sevilla. Y a la Virgen le acompañara la Banda de Música de Nuestra Señora de las Angustias de Sanlúcar la Mayor (Sevilla). Su sede canónica es el Convento de Capuchinos Representa a Jesús crucificado, muerto, pero está llorando.[51]

#### Hermandad del Amor

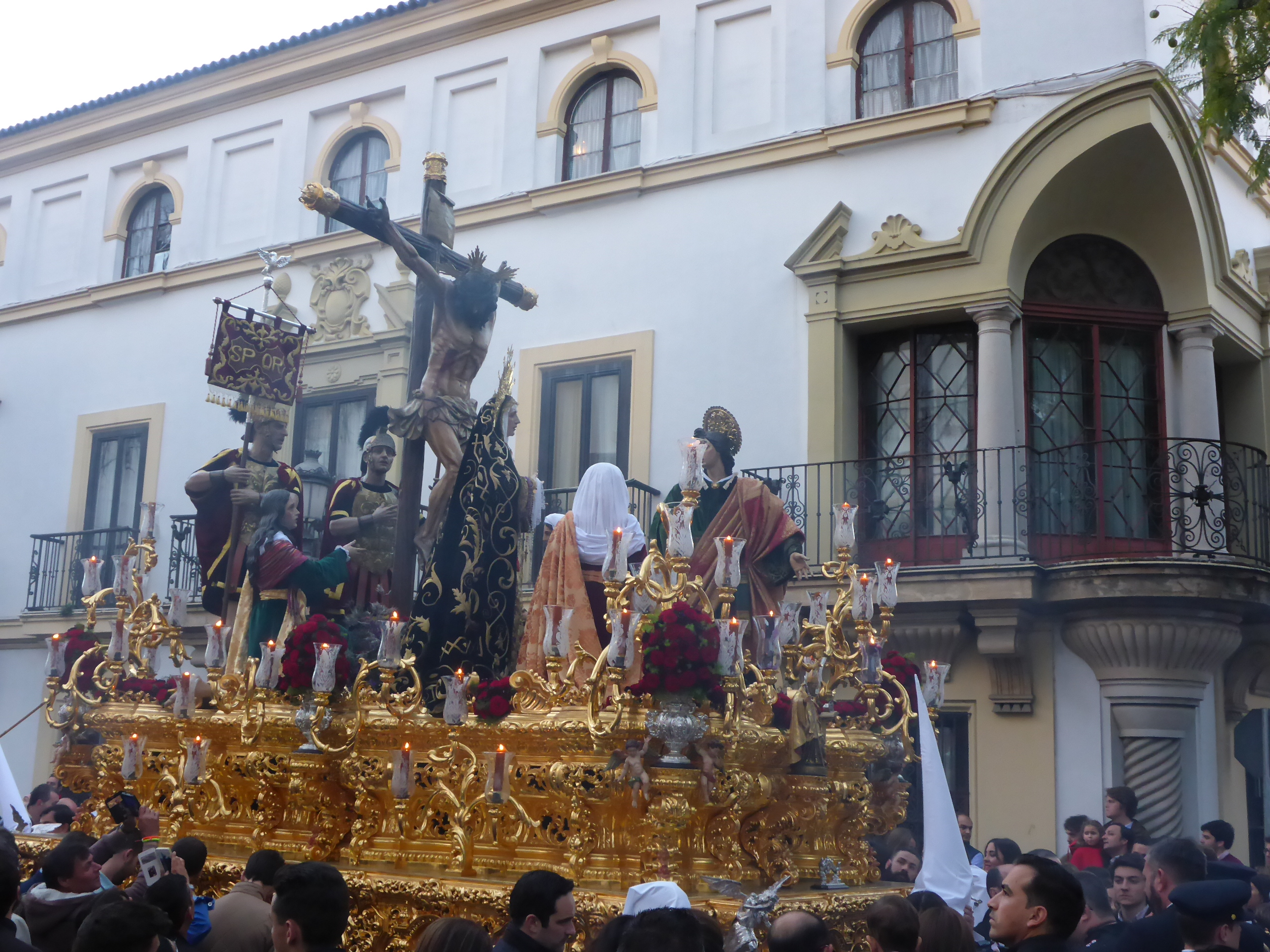
Cristo del Amor

- Antigua, Venerable y Agustina Hermandad del Santísimo Cristo del Amor, Nuestro Padre Jesús Cautivo, Santa María de Gracia, Nuestra Señora de los Remedios y San Juan Evangelista (Cristo del Amor). Tras el Cautivo toca la Agrupación Musical San Juan de Jerez de la Frontera, mientras que tras el Cristo del Amor toca la banda de Cornetas y Tambores Ntra. Sra. del Rosario de Cádiz. Su sede canónica es la Capilla del Santísimo Cristo del Amor. Representa a María, San Juan, las tres Marías, Longinos (el soldado romano que traspasó con su lanza el costado de Jesús) y Casius (el soldado romano que le rompió las piernas a los ladrones), y todos están al pie de la cruz de Jesús, que está muerto. En el otro paso se representa a Jesús Cautivo.

#### Hermandad de los Judíos de San Mateo

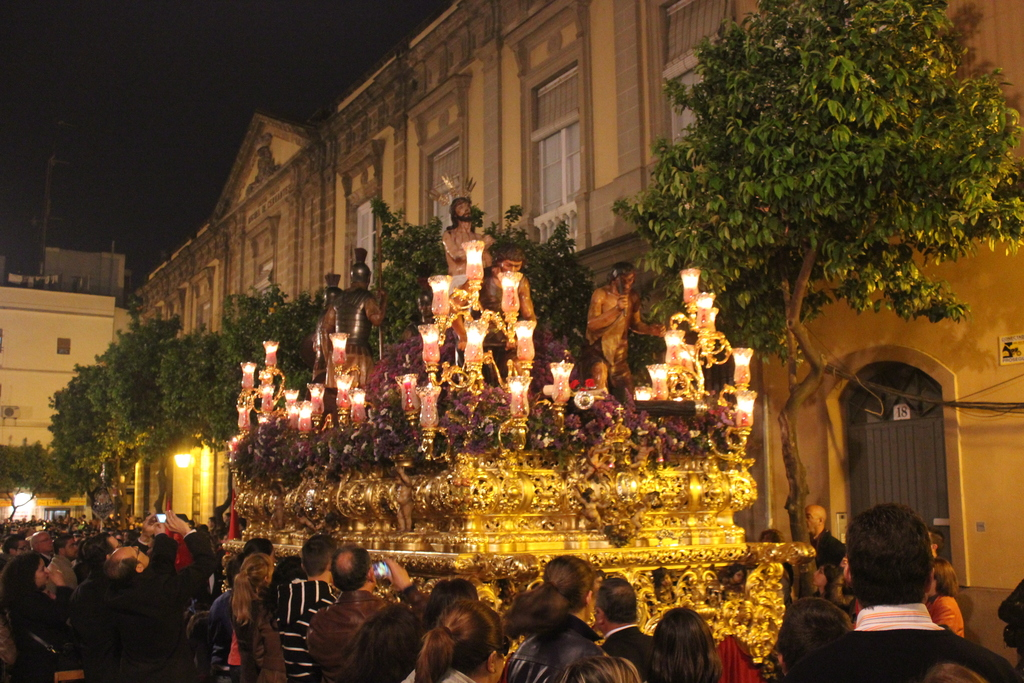
Hermandad del Desconsuelo

- Venerable y Real Hermandad Sacramental y Archicofradía del Silencio de Nuestro Padre y Señor de las Penas, María Santísima del Desconsuelo, San Juan Evangelista y San Blas (Los Judíos de San Mateo). La sede canónica es la Iglesia de San Mateo. Representa al Varón de Dolores, que está rezando sobre una roca. Dos sayones, bautizados como "El verruga" por su visible verruga bajo el ojo, y " El bizco de San Mateo" que es bizco, estos dos están preparando la cruz de Jesús. detrás, un niño con las túnica de Jesús, sorteándola entre dos soldados romanos. El niño se le ha bautizado "Golfillo" por su pícara cara. El paso de palio de Nuestra Sra del Desconsuelo es un paso único en nuestra Semana Santa, porque es el único que está compuesto en su totalidad por enseres y adornos en plata de ley. Además también destacan sus bordados, sobre todo las caídas del palio y el manto, realizados por el conocido bordador Juan Manuel Rodríguez Ojeda. En un principio, este palio no fue bordado para que lo llevara la Virgen del Desconsuelo, sino la Virgen de la Amargura de Sevilla, por lo que fue adquirido por esta Hermandad a principios del siglo XX. Una de las principales características de este paso es que aparecen la Virgen del Desconsuelo acompañada por San Juan. Son tallas que corresponden al estilo de Ignacio López.

### Miércoles Santo

#### Hermandad del Soberano Poder

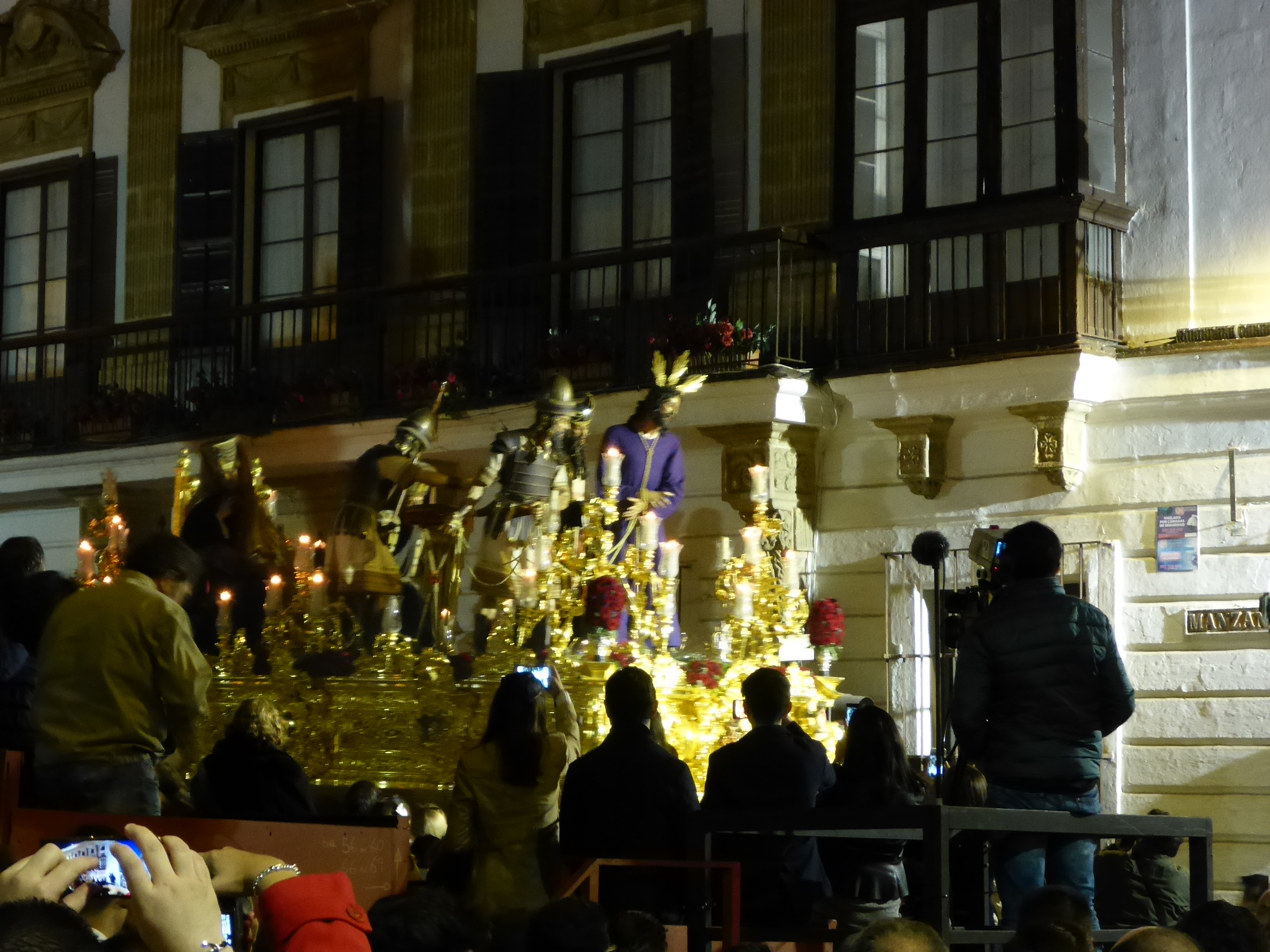
Soberano Poder

- Hermandad y Cofradía de Nazarenos de Nuestro Padre Jesús en su Soberano Poder ante Caifás, María Santísima de las Mercedes y San Juan Evangelista (Soberano Poder). Fundada en 1999, su sede canónica se encuentra en la parroquia Santa María Madre de la Iglesia en el populoso barrio de La Granja del Distrito Noreste. Tanto Nuestro Padre Jesús en su Soberano Poder (1999) como el resto del conjunto escultórico son obras del imaginero sevillano Manuel Ramos Corona. El momento pasional que representa es a Jesús ante el Sumo Sacerdote Caifás. El paso de misterio es obra del tallista sevillano, Antonio Ibáñez. El 4 de abril de 2007, Miércoles Santo, hizo su primera estación de penitencia a la Catedral.[52] María Santísima de las Mercedes, que no procesiona por el momento, es obra del imaginero cordobés Francisco Romero Zafra. La Hermandad del Soberano Poder es hasta la fecha la hermandad con el recorrido más largo (9,922km) de la Semana Santa de Jerez.

#### Hermandad del Consuelo

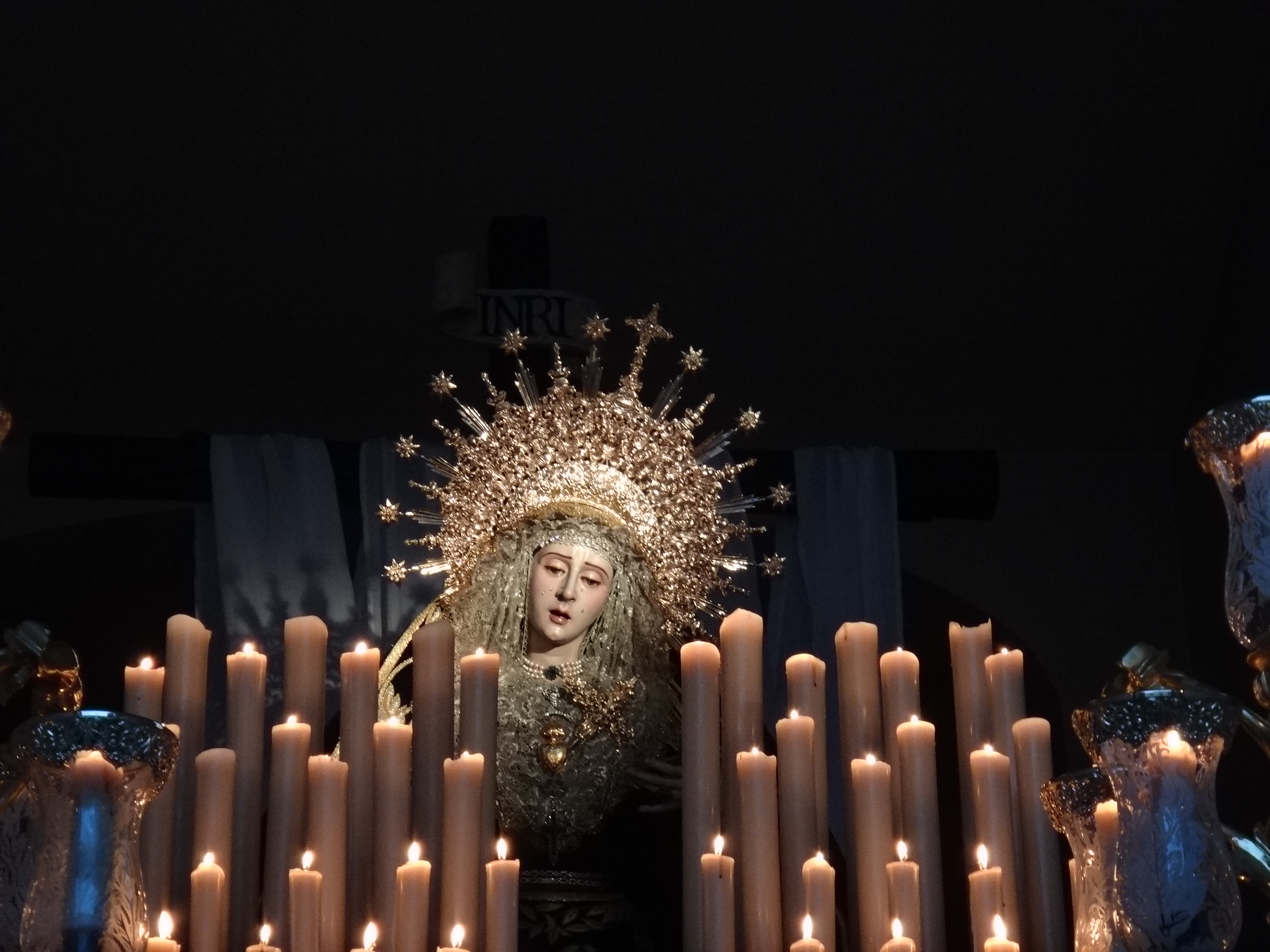
Consuelo

- Piadosa Hermandad y Cofradía de Nazarenos de Nuestro Señor del Amparo, María Santísima del Consuelo, Santa Ángela de la Cruz y Santa María de la Purísima de la Cruz (Consuelo). Representa a Jesús con la cruz a cuestas camino del Golgota. Al Señor del Amparo le acompaña la Banda de Cornetas y Tambores Santa María Magdalena, y a María Santísima del Consuelo le acompaña la Banda de Música Municipal de Coria del Río (Sevilla). Su sede canónica es la Capilla del Consuelo en el barrio de El Pelirón.

#### Hermandad de las Tres Caídas

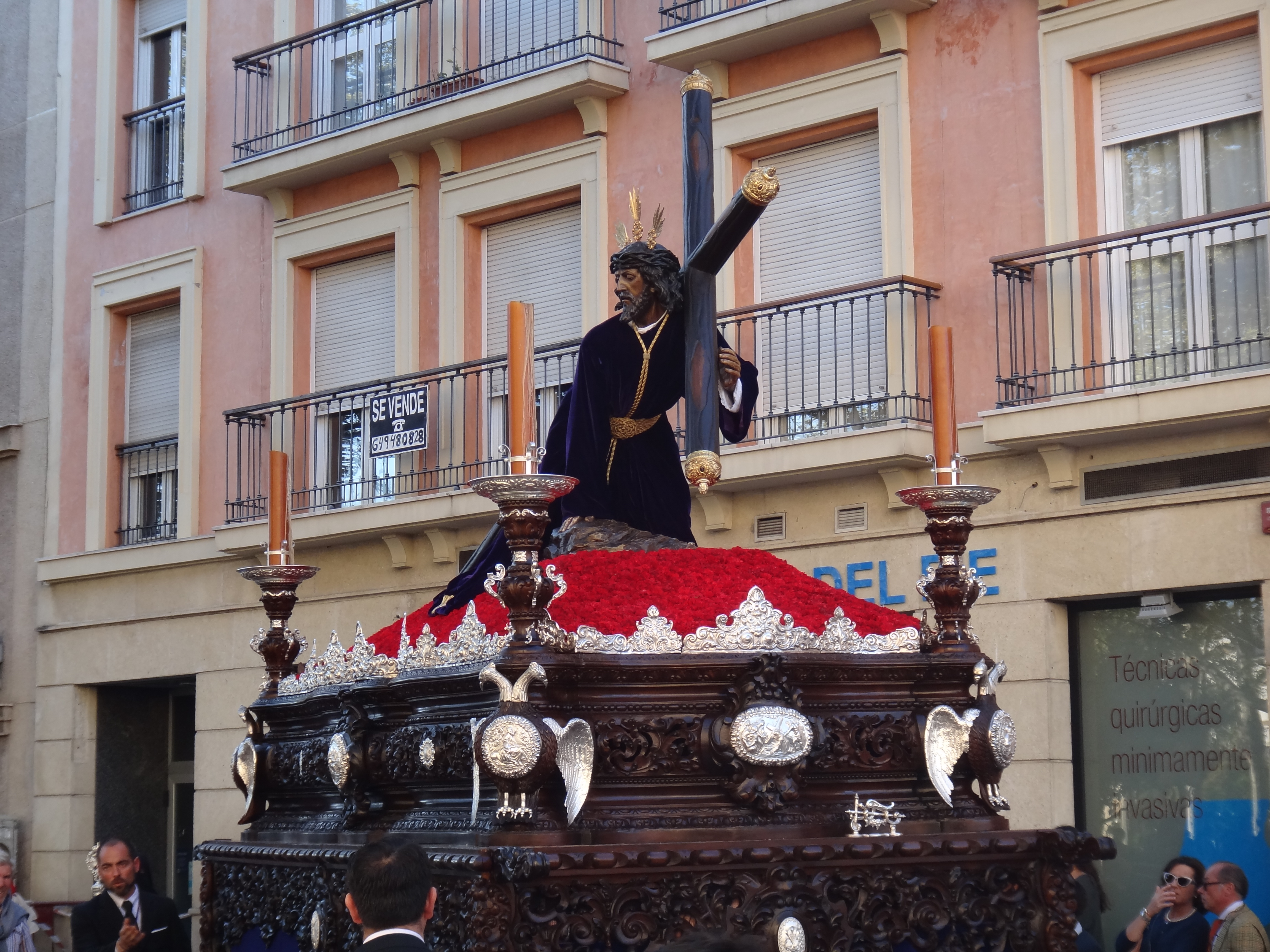
Las tres caídas

- Antigua y Fervorosa Hermandad y Cofradía de Nazarenos de Ntro. Padre Jesús de la Salud en sus Tres Caídas, Santísimo Cristo de la Salud, María Santísima de los Dolores y Ntra. Señora de Guadalupe (Tres Caídas). Su sede canónica se encuentra en el Santuario de San Lucas, en el barrio del mismo nombre del Jerez de intramuros. La actual Hermandad de las Tres Caídas hunde sus orígenes en la extinguida Cofradía de Dolores que se encontraba en el desaparecido Monasterio de Nuestra Señora de Belén, en la actual plaza Belén. Dicha cofradía pertenecía a la Orden de la Merced Descalza y es fundada el 1666. La titular y única imagen por aquel entonces de esta primitiva Hermandad de Dolores era María Santísima de los Dolores que actualmente es la virgen de Nuestra Señora de la Esperanza Coronada al ser adquirida en 1928 por la Hermandad de la Yedra.  En 1730 se añadió a esta Hermandad al carácter pasional un crucificado bajo la advocación de La Salud. El 16 de septiembre de 1771, fue suprimida como el resto de las cofradías por Real Decreto del Consejo de Castilla, aunque el culto a sus imágenes titulares continuó durante años posteriores. Desde un principio la Cofradía salió en la jornada del Miércoles Santo sobre las 3 o 4 de la tarde. Fue reorganizada 1939 y sus primeras Reglas, después de su reorganización, fueron aprobadas por el Cardenal Don Pedro Segura y Sáenz, Arzobispo de Sevilla en 1940. Nuestro Padre Jesús de la Salud en sus Tres Caídas es obra de Ramón Chaveli Carreres de 1940.  Iconográficamente representa a Jesús nazareno en el momento de su tercera caída, con su mano derecha apoyada en un pequeño promontorio, como si fuera a coger impulso para volver a levantarse. Nuestro Padre Jesús de la Salud en sus Tres Caídas presionó por primera vez en 1941. El Santísimo Cristo de la Salud es obra anónima de la primera mitad del siglo XVIII, saliendo por primera vez como titular de la actual hermandad el Miércoles Santo de 2018. La actual talla de María Santísima de los Dolores es talla anónima de finales del siglo XVII o principios del XVIII que bajo la adovocación de Traspaso, fue la imagen dolorosa titular de la Hermandad del Nazareno durante muchos años. En 1941 fue cedida por la hermandad del Nazareno saliendo por primera vez a las calles en 1942.  Es una hermandad de negro, al paso de misterio le acompaña la escolanía del Miserere de la hermandad, mientras que el de palio lleva un repertorio de marchas fúnebres.Es significativo el gran número de personas, en su mayoría mujeres, que acompañan a Ntro. Padre Jesús de la Salud en su estación de penitencia.

#### Hermandad de la Amargura

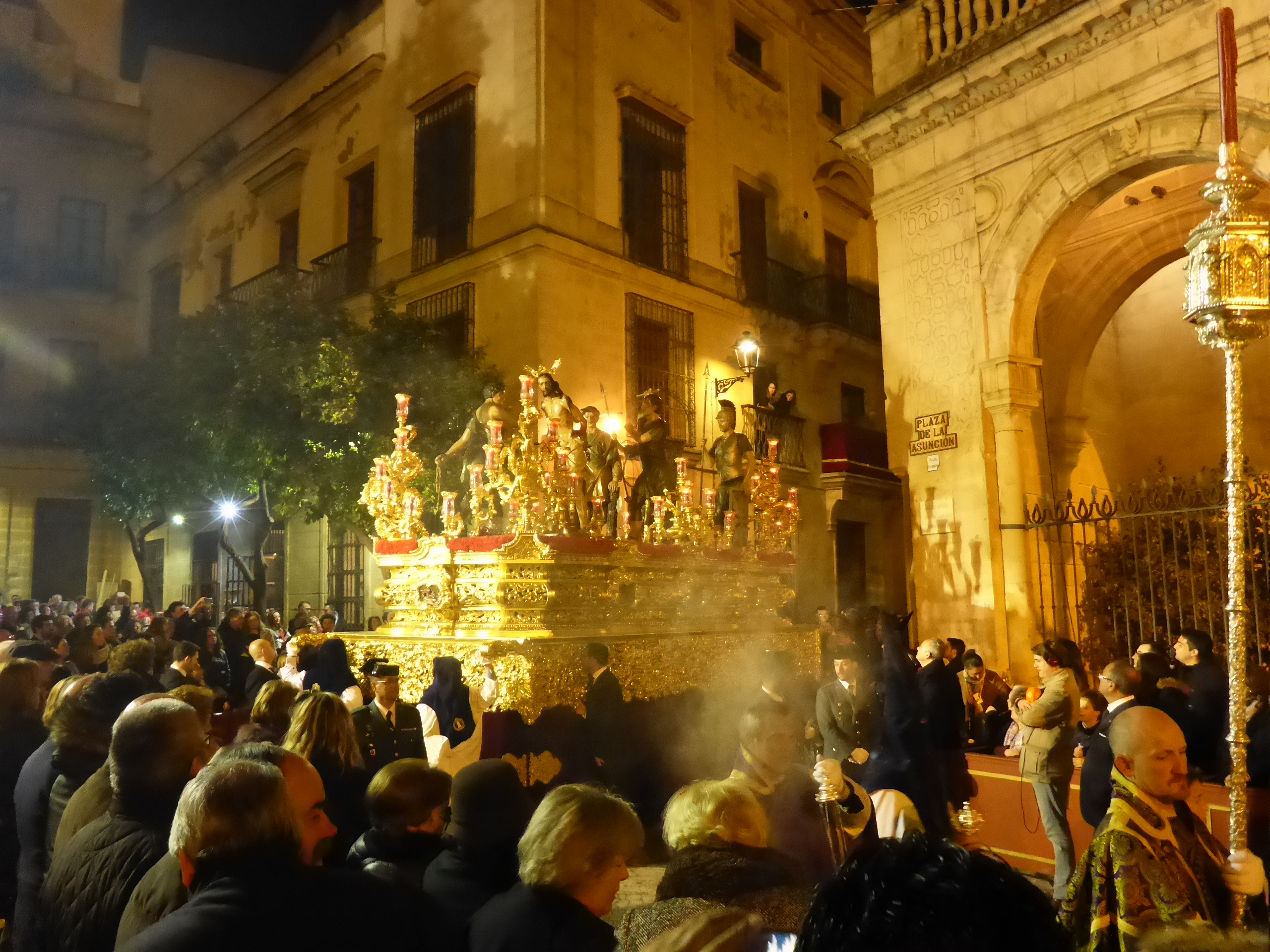
La Amargura

- Hermandad Sacramental de la Santísima Trinidad y Cofradía de Nazarenos de la Sagrada Flagelación de Nuestro Señor Jesucristo y María Santísima de la Amargura (La Amargura) Al Palio, la Banda de Música de Julián Cerdán de Sanlúcar de Barrameda y al misterio la banda de cornetas y tambores Vera Cruz de Los Palacios De Villafranca. Su sede canónica es la parroquia de San Juan Bautista. Representa la flagelación de Jesucristo.

#### Hermandad de El Prendimiento

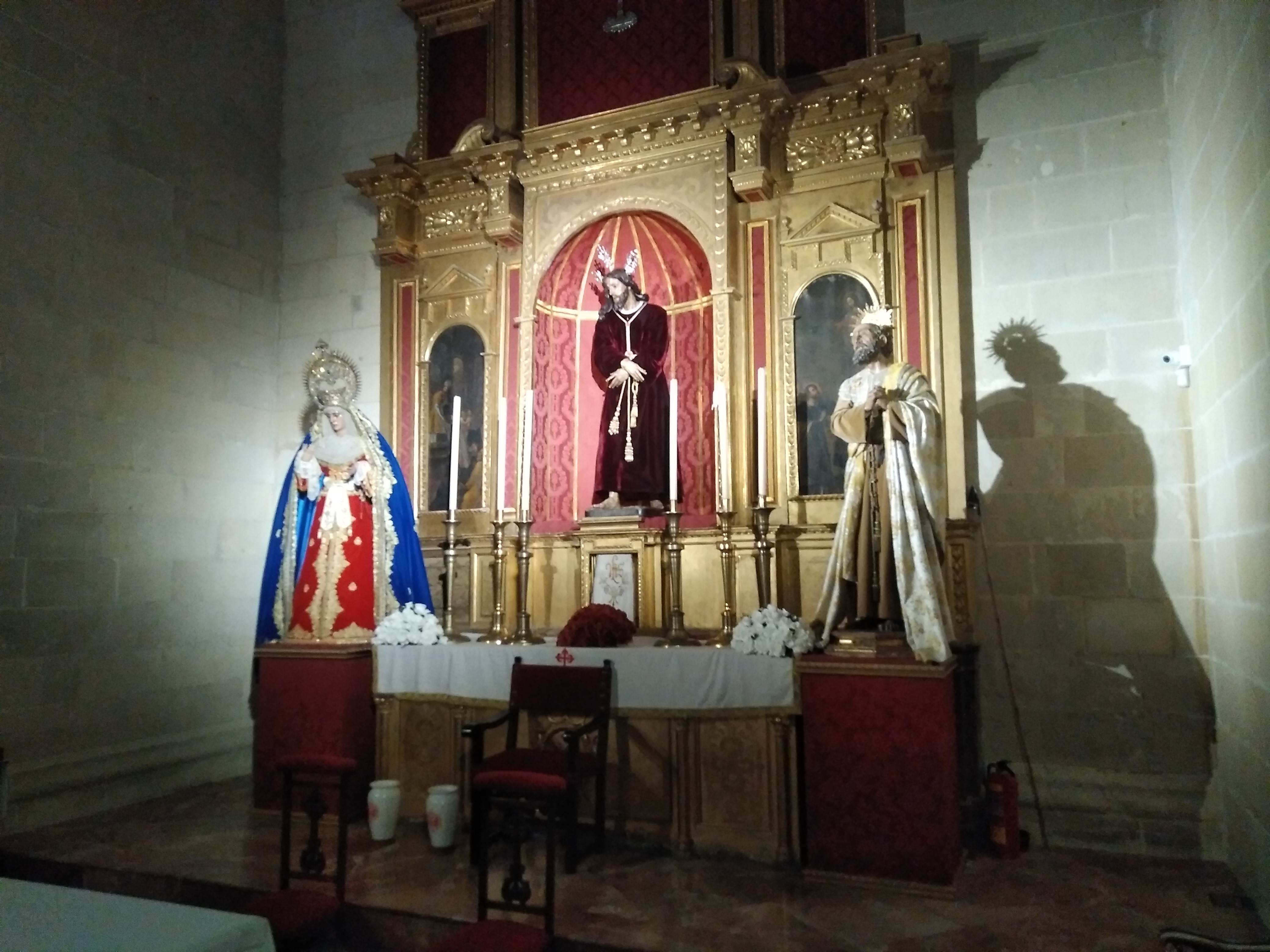
Titulares del Predimiento

- Pontificia y Real Hermandad de Nuestro Padre Jesús del Prendimiento, María Santísima del Desamparo y San Pedro Apóstol (El Prendimiento). Fundada en 1660 y restablecida en 1893, su sede canónica es la Iglesia de Santiago, enclavada en el populoso barrio flamenco del mismo nombre. La talla de Nuestro Padre Jesús del Prendimiento, "El Prendi", es obra anónima del siglo XVIII, tradicionalmente ha sido atribuido a Luisa Roldán "La Roldana", aunque hoy se considera más probable la atribución al círculo de Francisco Camacho Mendoza. Representa el momento pasional en el que Jesús es prendido, en el Huerto de Getsemaní, por dos sayones, bautizados popularmente como  "Chupaceites" y "Candilejas". "Chupaceites" amenaza Jesús con un cuchillo, mientras, "Candilejas" sujeta a Jesús con unas cuerdas. Detrás, San Pedro reza por su maestro apoyado en un gran y enorme olivo. El paso de misterio es obra de Manuel Guzmán Bejarano, es de estilo barroco y de madera tallada y dorada, y se estrenó en la Semana Santa de 1984. En el centro de cada costado dos ángeles tallados por Luis Ortega Bru. María Santísima del Desamparo es una obra anónima de la escuela valenciana y del siglo XIX. Un sector de la crítica afirma que es del siglo XX. Parece haber sido adquirida en 1920. Ha sufrido diversos retoques. En primer lugar fue Chaveli, quien la retocó a comienzos de los años 40. Después José Rivera García le pintó los ojos sobre los de cristal que ya tenía la imagen. En 1964 fue restaurada por el imaginero afincado en Sevilla, Sebastián Santos, quien respeta los ojos que le había pintado Rivera y con las gubias toca aquí y allá, remodelandola tanto que puede decirse que creó otra imagen a partir de la original. La orfebrería del palio es de Lorenzo Jiménez Rueda, y los bordados de José Manuel Elena Martín.Tiene dos formas populares de nombrar a esta hermandad: el "Prendi" de Jerez o "Los Gitanos", por el gran número de personas de esta etnia que son hermanos y devotos.

### Jueves Santo

#### Hermandad de la Vera Cruz

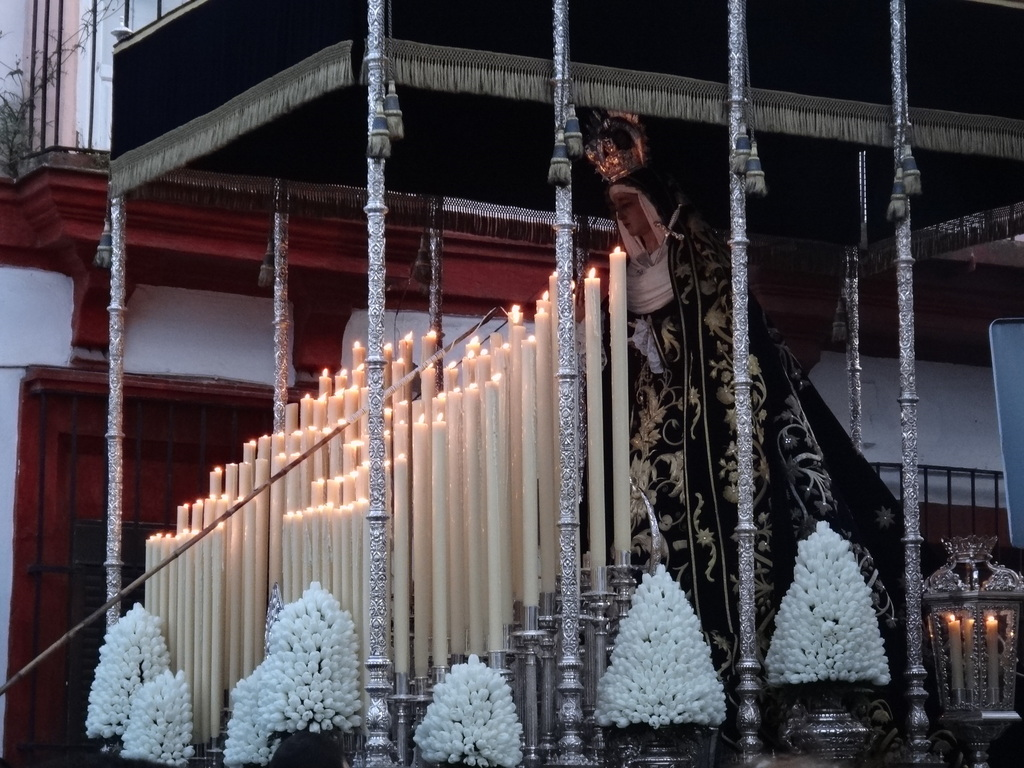
Nuestra Señora de Las Lágrimas

- Real, Ilustre, Antigua y Venerable Hermandad y Cofradía de Nazarenos de la Santa Veracruz de Nuestro Señor Jesucristo, Santísimo Cristo de la Esperanza y Nuestra Señora de las Lágrimas (Vera+Cruz). A la Santa Vera-Cruz le acompaña la Capilla Musical 'A capela' y al Palio, la Banda Astigitana de Écija (Sevilla). Su sede canónica es la Iglesia de San Juan de los Caballeros. Representa a tres crucificados. Jesús muerto, San Dimas, a la derecha de Jesús, ruega por Él, y Gestas, a la izquierda de Jesús se ríe de Jesús.

#### Hermandad de la Redención

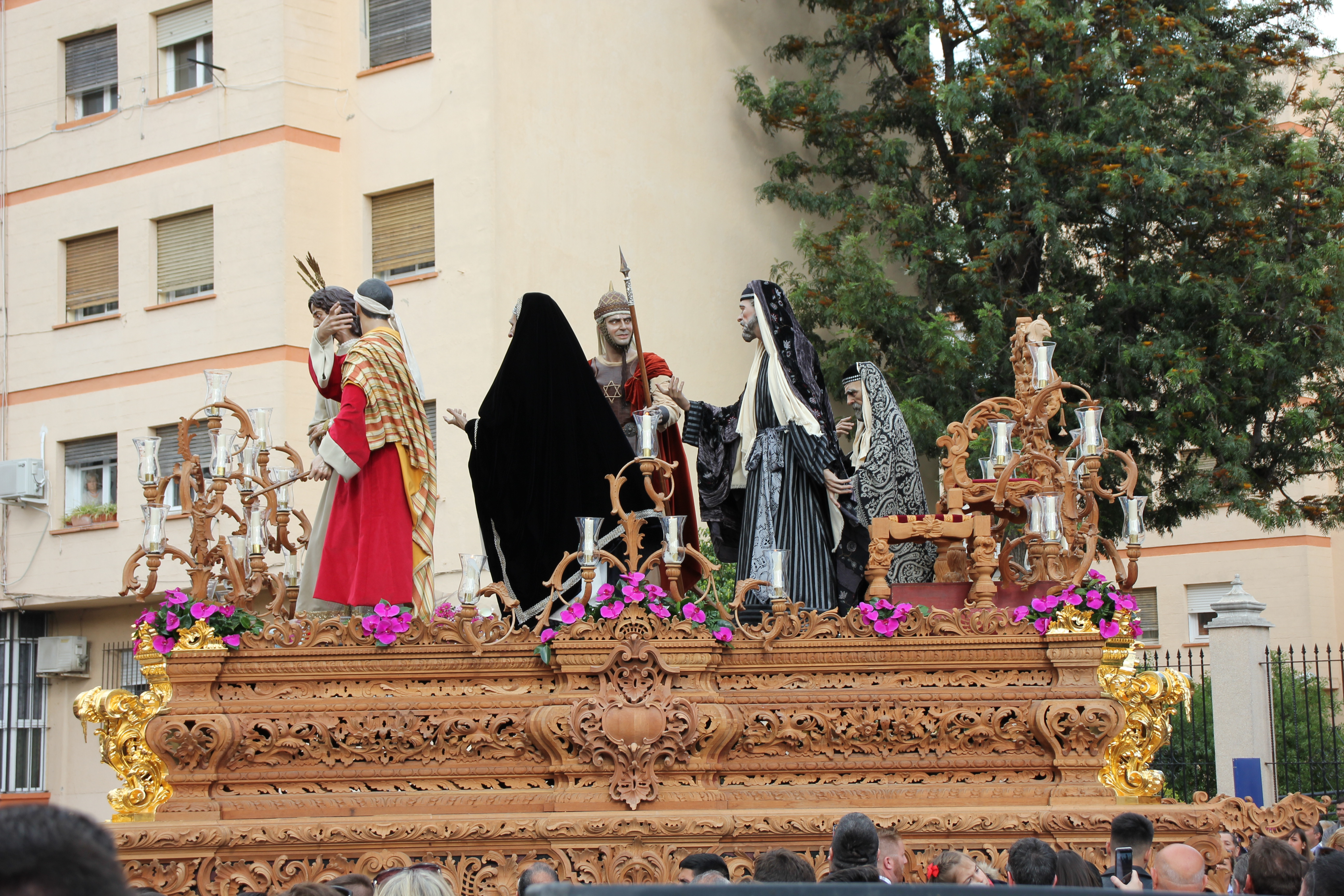
Paso de la Redención

- Ilustre y Salesiana Hermandad y Cofradía de Nuestro Padre Jesús de la Redención ante el Sumo Sacerdote Anás, María Santísima Madre de la Iglesia, Auxiliadora del Pueblo de Dios, San Juan Bosco, Santa María Mazzarello y Compañía de la Inmaculada Concepción (La Redención). A Ntro Padre Jesús de la Redención le acompaña la Banda de CC y TT Elevación del Campo de Criptana (Ciudad Real). Su sede canónica es el Santuario de María Auxiliadora, en el colegio "Los Salesianos". Representa a Jesús en casa de Sumo Sacerdote secundario Anás, y abofeteado por Malco, un siervo del Sumo Sacerdote Caifás.

#### Hermandad de la Oración en el Huerto

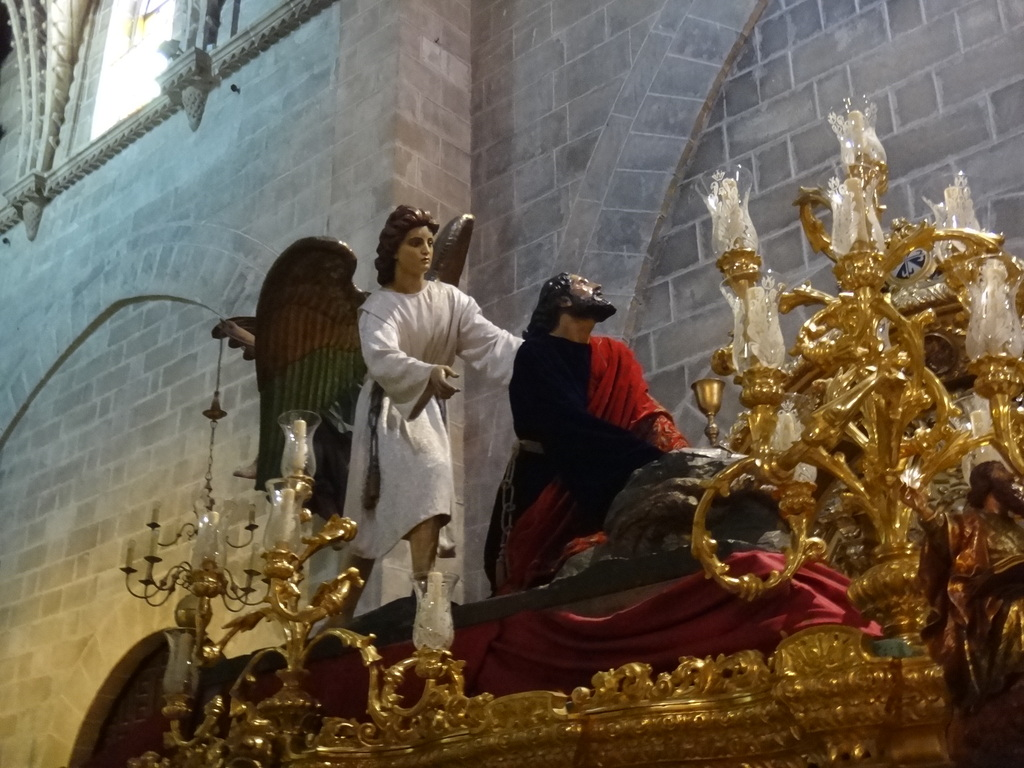
Oración en el Huerto

- Muy Ilustre Archicofradía del Dulce Nombre de Jesús y Hermandad de Nazarenos de Nuestro Padre Jesús Orando en el Huerto y María Santísima de la Confortación (El Huerto). Fundada en el primer tercio del siglo XVI y reorganizada en 1943, su sede canónica es la iglesia conventual de Santo Domingo. El conjunto escultórico de Nuestro Padre Jesús Orando en el Huerto y el Ángel Confortador que le acompaña son obras del escultor e imaginero gaditano Juan Luis Vassallo Parodi realizadas durante los años 1942-43. Representa el momento pasional en el que Jesús se encuentra orando en el Huerto de los Olivos, en el Jardín de Getsemaní, justo después de la Última Cena y momentos antes de ser prendido por la guardia del Sanedrín, guiados por Judas Iscariote. En este conjunto, basado en el Evangelio de San Lucas, Jesús sostiene con sus manos un cáliz, que es símbolo de su tormento y su pasión, situado encima de una roca. Mientras, un ángel de figura escorzada, como recién posado en tierra, le intenta confortar.[53] El paso de misterio salió a las calles en 1944. El paso de misterio actual, es obra del sevillano Manuel Guzmán Bejarano entre los años 1960-68, obteniendo en 1967 en Sevilla el Primer Premio Nacional de Talla concedido por la Escuela de Bellas Artes. El dorado fue obra de Manuel Calvo. El paso quedó totalmente finalizado en 1984.[54] María Santísima de la Confortación es atribuida con seguridad a Jacinto Pimentel y probablemente date de la primera mitad del siglo XVII.[55] En 1945 sale a las calles acompañada por el Ángel Confortador, atribuido a Luisa Roldán, "La Roldana". En el paso de palio iniciado en 1974 tiene especial relevancia en su realización los talleres sevillanos de la Viuda de Villarreal.[56]

#### Hermandad de la Lanzada

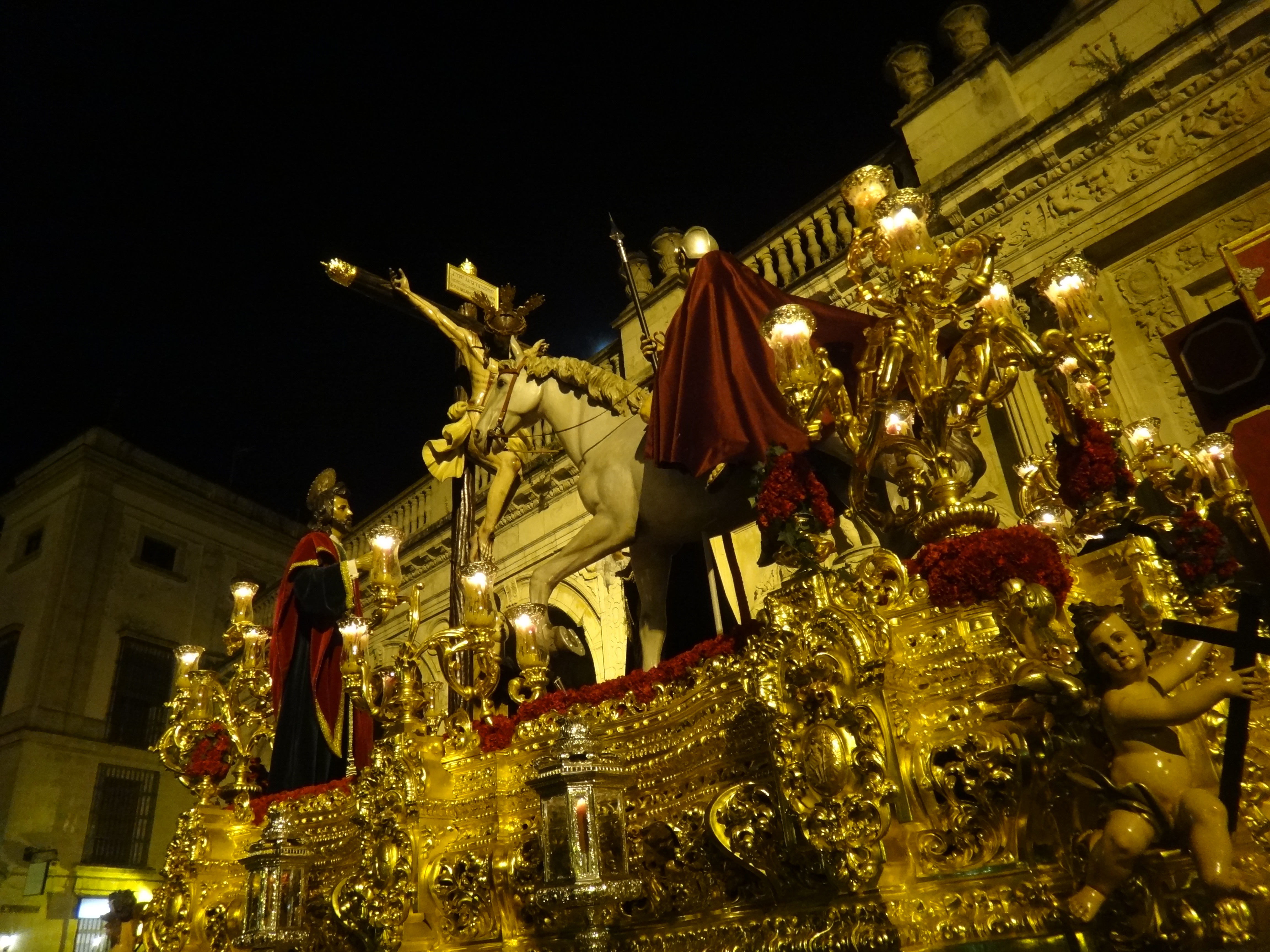
La Lanzada

- Fervorosa y Carmelitana Hermandad y Cofradía de la Sagrada Lanzada de Nuestro Señor Jesucristo, María Santísima de Gracia y Esperanza y Nuestra Señora del Buen Fin (La Lanzada). A la Sagrada Lanzada le acompaña la B.M. Ntra. Sra. del Carmen (Prado del Rey, Cádiz). Su sede canónica es la  Basílica de Ntra. Sra. del Carmen Coronada. Representa a Longinos (un soldado romano) atravesando el costado de Jesús. Longinos va montado en un caballo. María, San Juan y las tres Marías lloran sin cesar. En 2018 una permuta en el orden de paso permitirá a esta hermandad pasar por detrás de El Huerto.

#### Hermandad de Humildad y Paciencia

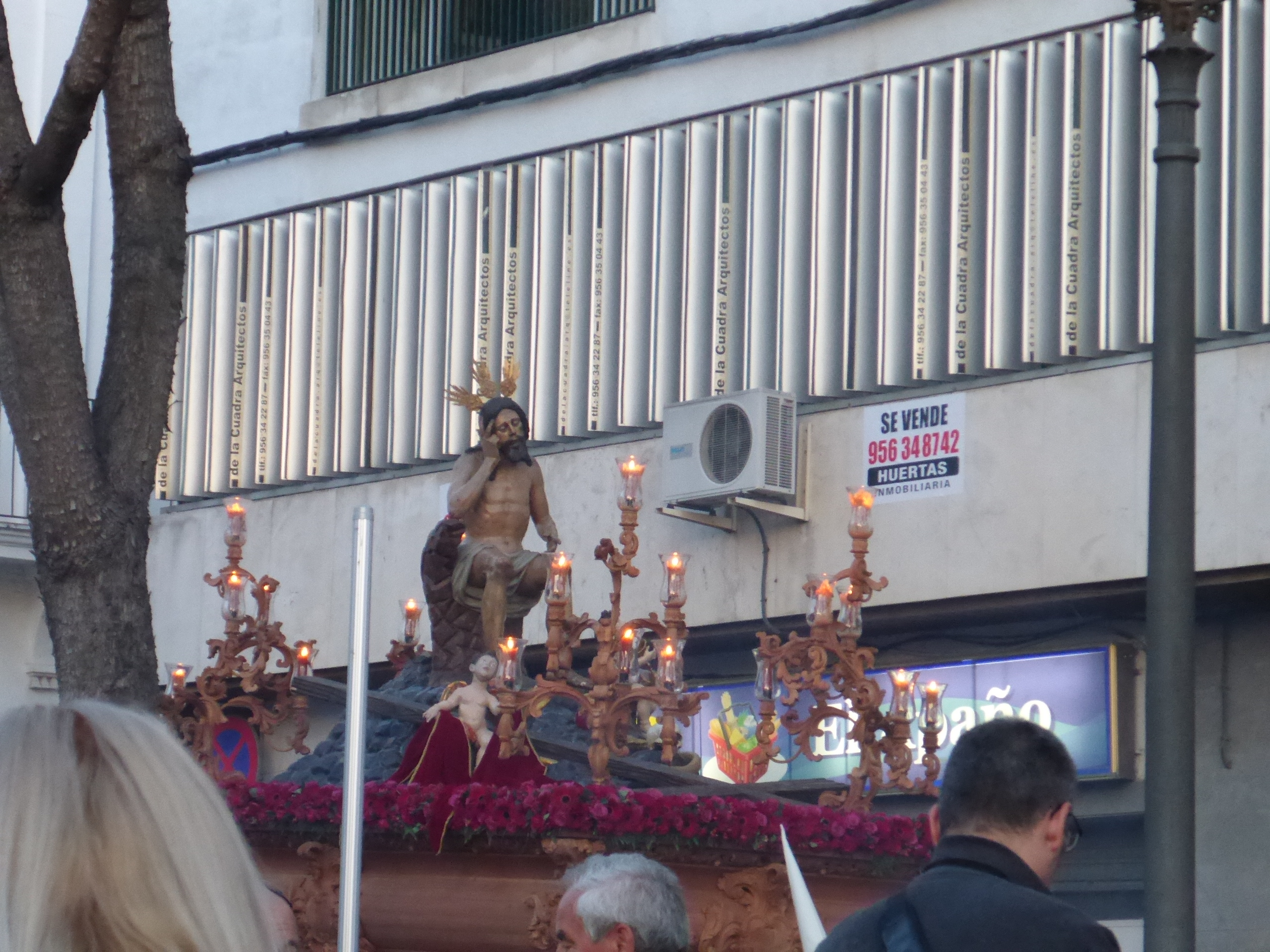
Hermandad de Humildad y Paciencia (Jerez)

- Trinitaria Hermandad y Cofradia de Nazarenos del Stmo. Cristo de la Humildad y Paciencia, Nuestra Señora de la Trinidad, San Juan Evangelista y San Antonio Abad (Humildad y Paciencia). Tiene sede en la iglesia de la Santísima Trinidad. Representa al Varón de Dolores, sentado en una roca y pensando en su futuro, momentos antes de ser crucificado. El 9 de julio de 2020 el Cabildo de la Hermandad aprobó solicitar el trasladado de su salida procesional del Martes Santo al Jueves Santo,[57] días más tarde el Consejo local de la Unión de Hermandades atendió de forma satisfactoria la solicitud de la Hermandad.[58]

#### Hermandad del Mayor Dolor

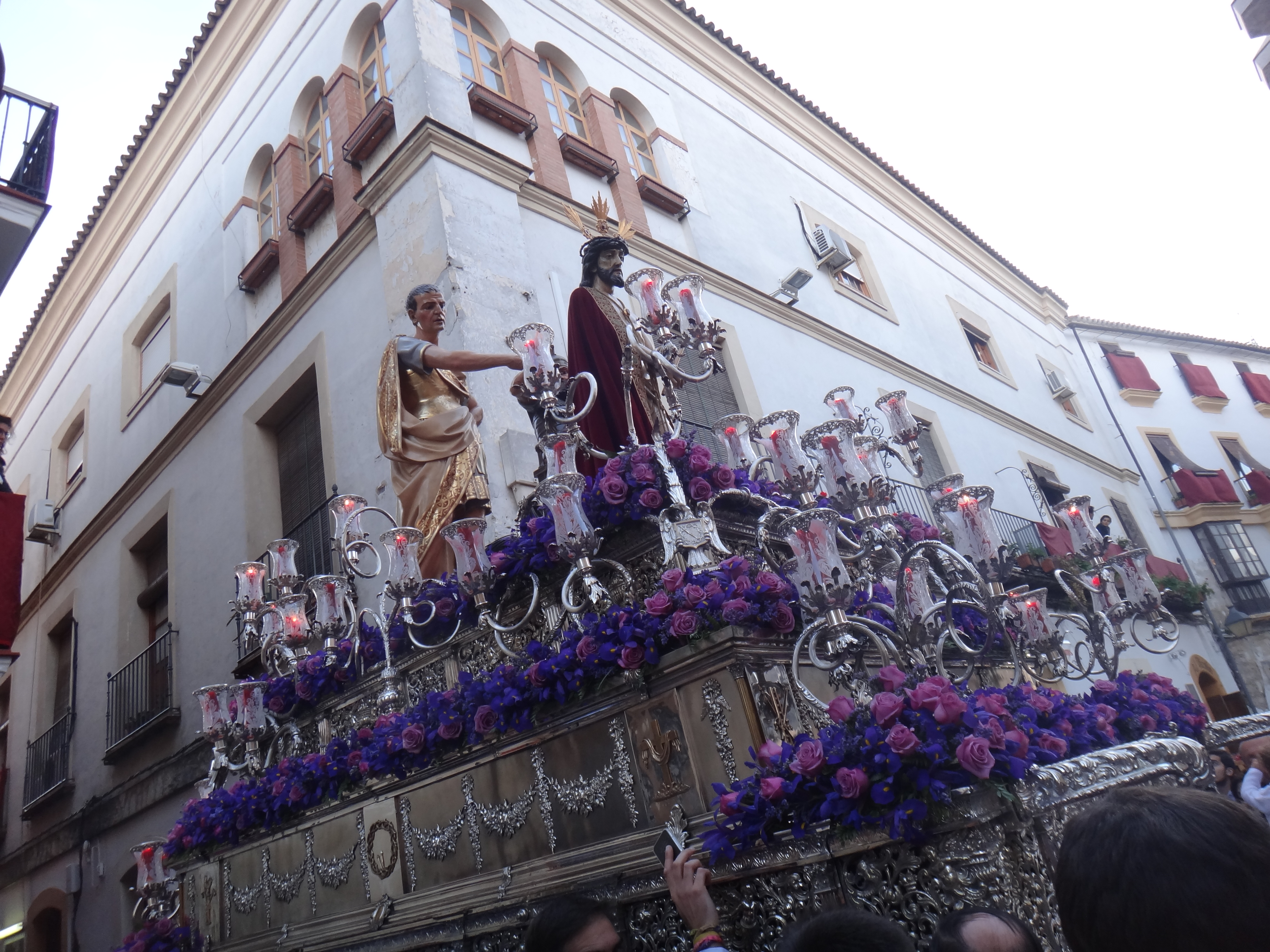
Ecce-Homo

- Primitiva y Hospitalaria Hermandad del Apóstol Señor San Bartolomé y Cofradía de Nazarenos de Nuestra Señora del Mayor Dolor y Santo Cristo del Ecce-Homo (El Mayor Dolor). Al Ecce-Homo le acompaña la Agrupación Musical Encarnación de Sevilla y al Palio la Banda de Música de Gailín de Puerto Serrano (Cádiz). Su sede canónica es la Parroquia de San Dionisio, a la cual volvió en el año 2010 después de haber residido cerca de 7 años en la Sta. Iglesia Catedral. Representa a Jesús presentado al pueblo por Pilato y un sayón.

### Madrugá ("Noche de Jesús")

#### Hermandad del Santo Crucifijo

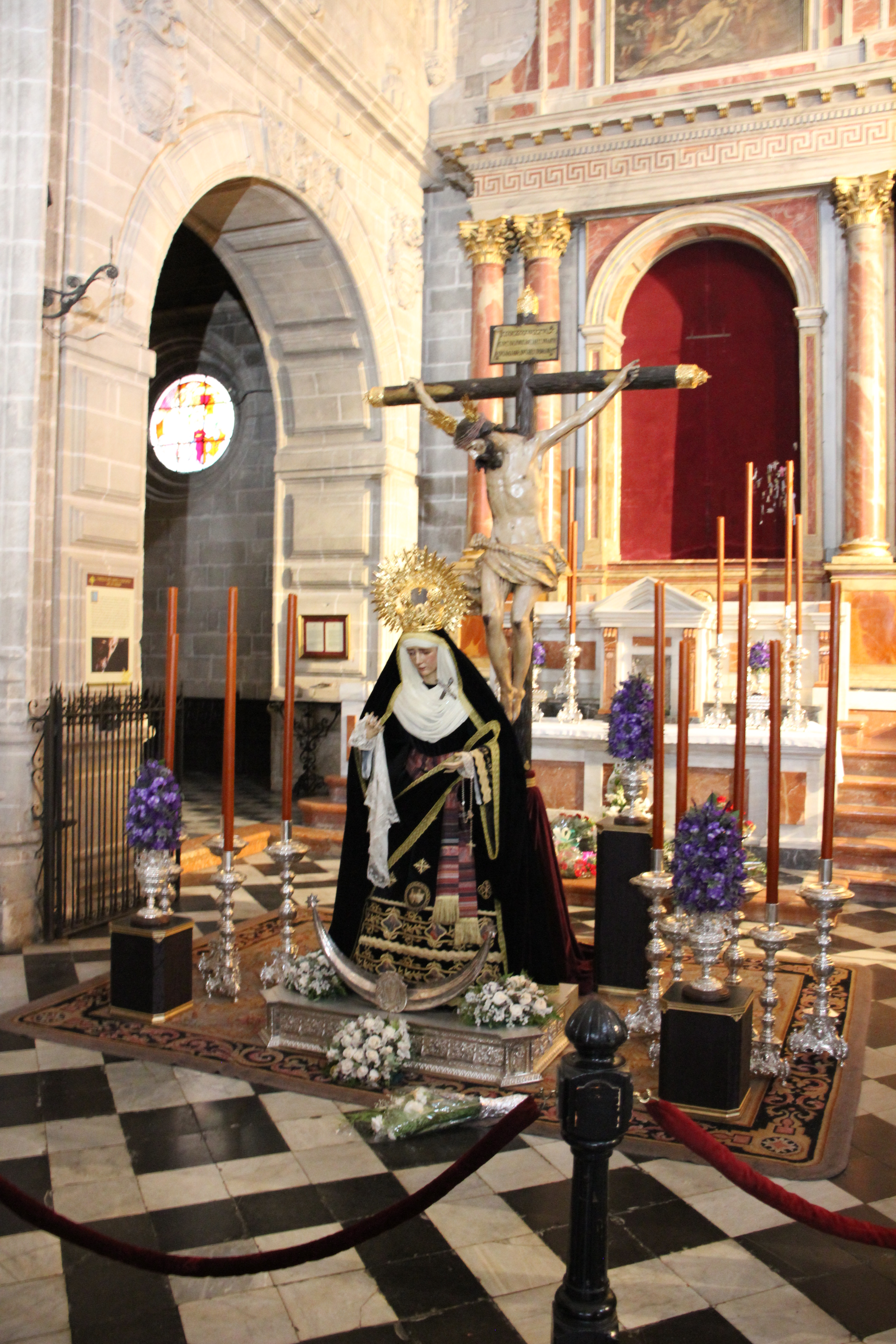
Titulares del Silencio

- Pontificia, Antigua y Venerable Hermandad del Santísimo Sacramento y Cofradía de Nazarenos del Santo Crucifijo de la Salud y María Santísima de la Encarnación (El Silencio). Fundada el 24 de marzo de 1573 en el Monasterio de Guía, de la orden de San Agustín a extramuros de la ciudad fue reorganizada en 1929.  Su sede canónica es la céntrica Iglesia de San Miguel, enclavada en el populoso barrio flamenco del mismo nombre. La talla del Santo Crucifijo de la Salud es obra del imaginero José de Arce. El paso de misterio representa a Jesús que acaba de expirar su último aliento.  María Santísima de la Encarnación fue realizada por Antonio Castillo Lastrucci en 1929. Es una hermandad de silencio, sus dos pasos carecen de acompañamiento musical alguno. Destaca su salida del templo, ya que en la plaza León XIII se apaga el alumbrado público, iluminando la oscuridad de la madrugá la luz de los cirios de los nazarenos de túnicas negras de ruán y cola, y la del propio paso. La Luna de Nissan sirve a su vez como telón de fondo que también ayuda a irradiar la noche, mientras el público congregado en la plaza aguarda en absoluto silencio la salida de los titulares. El rigor penitencial es una de sus señas de identidad de esta hermandad que le hacen merecedora del sobrenombre de "El Silencio" por la austeridad y el orden en sus filas.

#### Hermandad de las Cinco Llagas

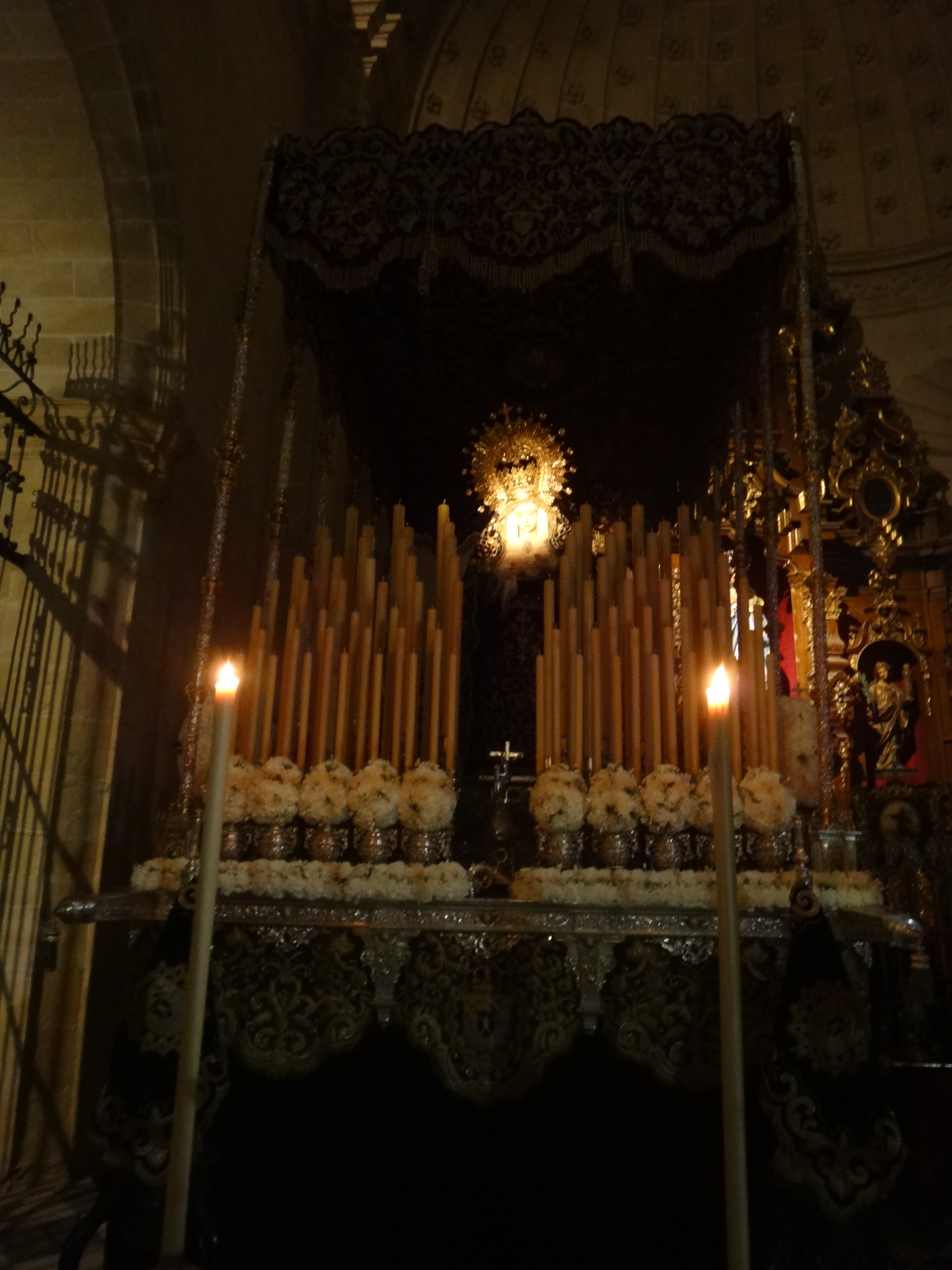
La Esperanza

- Hermandad y Cofradía de Nazarenos de las Sagradas Cinco Llagas de Cristo, Nuestro Padre de la Vía-Crucis y María Santísima de la Esperanza (Las Cinco Llagas). Fundada el 31 de marzo de 1561 como Muy Antigua Cofradía de Las Llagas fue refundada el 21 de diciembre de 1939. Su sede canónica es la céntrica Iglesia Conventual de San Francisco. Es una hermandad de silencio, sus dos pasos carecen de acompañamiento musical alguno. El Señor de la Vía crucis es obra de Ramón Chaveli Carreres en 1940. A diferencia del antiguo paso de la Lanzada, que llevaba la Cofradía antigua, eligieron como titilar a un Nazareno camino en su Vía crucis al monte Gólgota. Sin embargo,la advocación mariana sería la misma a la de la cofradía extinguida: Esperanza.[59] La imagen de Nuestra Señora de la Esperanza es anónima del siglo XX. El rigor penitencial también es característica de esta hermandad. Es peculiar el paso de misterio de Nuestro Padre de la Vía Crucis que no está exornado con flores, sino con césped, cosa inédita en la Semana Santa jerezana.

#### Hermandad de Jesús Nazareno

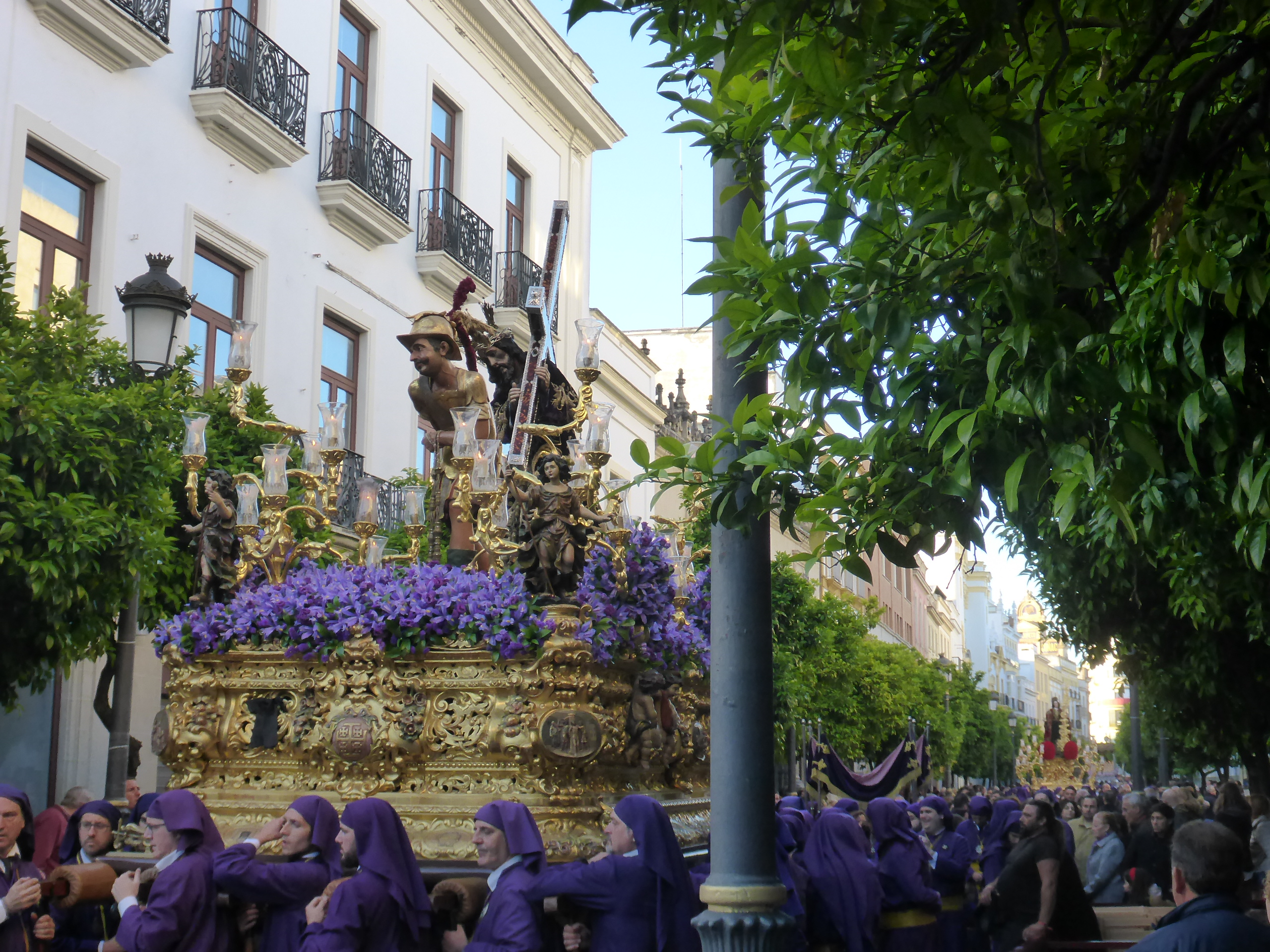
El Nazareno

- Pontificia, Real, Antigua, Venerable y Piadosa Hermandad y Archicofradía de Nuestro Padre Jesús Nazareno, Santo Crucifijo, Nuestra Madre y Señora del Traspaso, Apóstoles San Juan, San Andrés y San Juan Grande (Jesús Nazareno). Su sede canónica actual se encuentra en la Capilla de San Juan de Letrán enclavada en la céntrica Alameda Cristina.  Los orígenes fundacionales de esta Hermandad están datados en el año 1585 en el Convento de San Francisco. Sin embargo, la hermandad posee un pergamino en el que Inocencio VIII, Papa desde 1484 hasta 1492, concede indulgencias plenarias a los Hermanos de la Hermandad de Jesús Nazareno, contraviniendo así la fundación documentada de la cofradía de 1585.[60] La talla de Nuestro Padre Jesús Nazareno data de mediados del siglo XVII, aproximadamente en torno al año 1671.[61] Representa a Jesús cargando con la cruz, mientras que un sayón, conocido popularmente como "Marquillo" tira de él con una cuerda. "Marquillo" [62] es obra anónima y de escuela castellana, algo posterior al Nazareno y es uno de los pocos sayones pertenecientes a misterios procesionales del periodo barroco que se han conservado en Andalucía, la mayoría desaparecidos en el siglo XX, debido a que este sayón, aunque muy popular en épocas anteriores, no aparece en los evangelios.[63] Sus tres pasos van cargados "al estilo tradicional jerezano" (por fuera), siendo una de las pocas hermandades que todavía hoy conservan este típico estilo de carga. Nuestra Señora del Traspaso es obra anónima del siglo XIX. Recientemente, el historiador Francisco Espinosa de los Monteros ha encontrado en la prensa local de la época una referencia al estreno de la nueva imagen de la Virgen del Traspaso, en la que se cita autor al también barcelonés Pablo Rosich Serra. Es el único paso de palio de Jerez que va cargado por fuera. La orfebrería es obra de los talleres de Villareal en 1940. Los bordados del techo de palio fueron realizados por el gran Juan Manuel Rodríguez Ojeda durante los primeros años del siglo XX.[64] La histórica salida procesional de esta hermandad en la noche del Jueves al Viernes Santo hace que la madrugá jerezana también sea conocida como la “Noche de Jesús”, y más teniendo en cuenta que durante mucho tiempo fue la única hermandad en procesionar en esta jornada. Está vinculada a la Hermandad del Gran Poder de Sevilla.[65]

#### Hermandad de la Buena Muerte

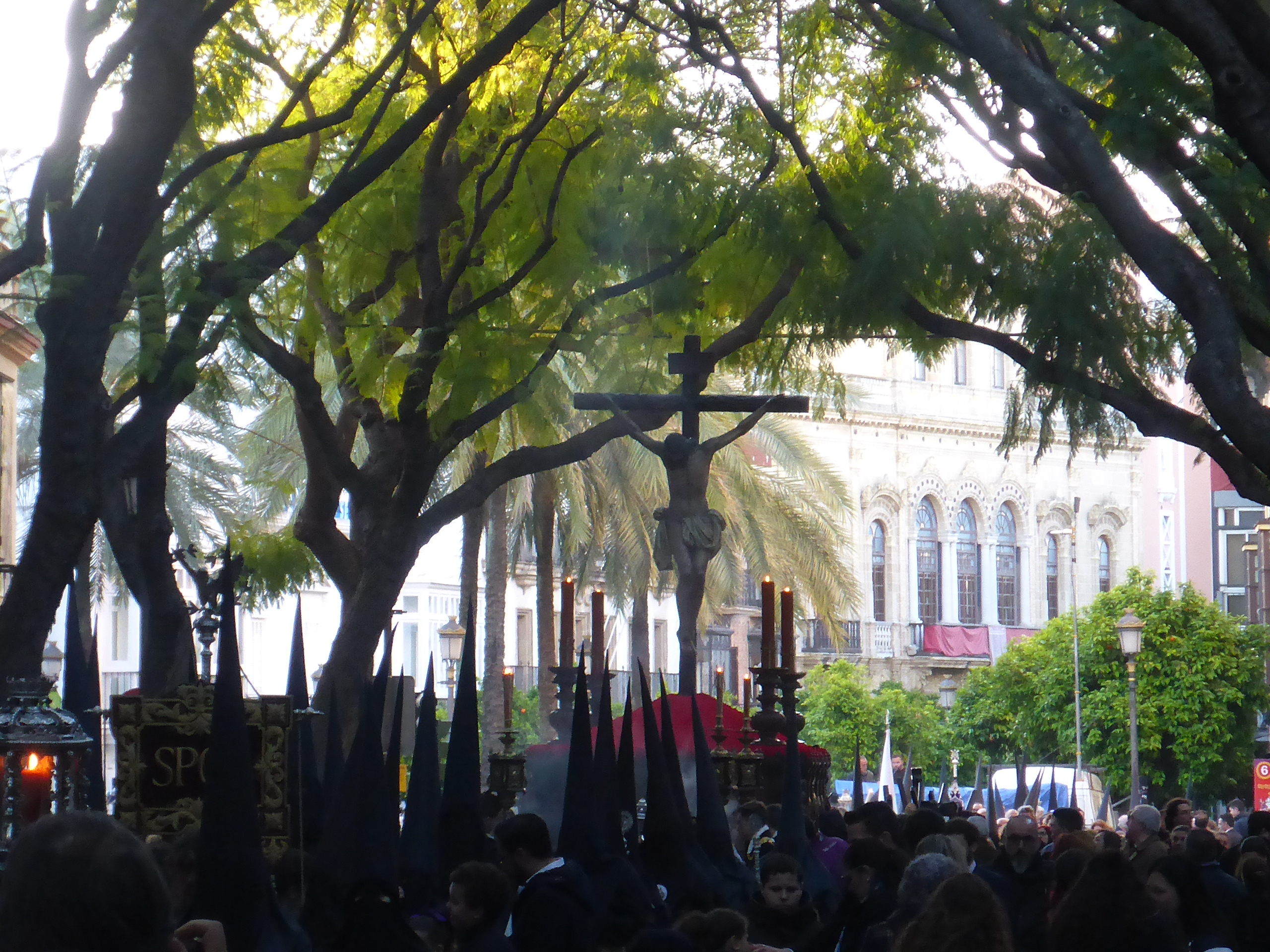
Buena Muerte

- Hermandad y Cofradía de Nazarenos del Santísimo Cristo de la Buena Muerte y María Santísima del Dulce Nombre (La Buena Muerte). Es erigida el 26 de marzo de 1957 por el vicario general del Arzobispado de Sevilla, Valentín Gómez en la Basílica de Nuestra Señora de la Merced Coronada. Su sede canónica es la Parroquia de Santiago, enclavada en el populoso barrio flamenco del mismo nombre. El Santísimo Cristo de la Buena Muerte es obra de Antonio Castillo Lastrucci en 1958. Es una imagen de Jesucristo, Quien cumpliendo la voluntad del Padre nos redime. Por eso, su Buena Muerte. María Santísima del Dulce Nombre también es obra del imaginero sevillano Antonio Castillo Lastrucci en 1964. Es de especial interés el regreso por las calles Porvera y Ancha en la mañana del Viernes Santo, donde la Saeta es protagonista fundamental.

#### Hermandad de la Yedra

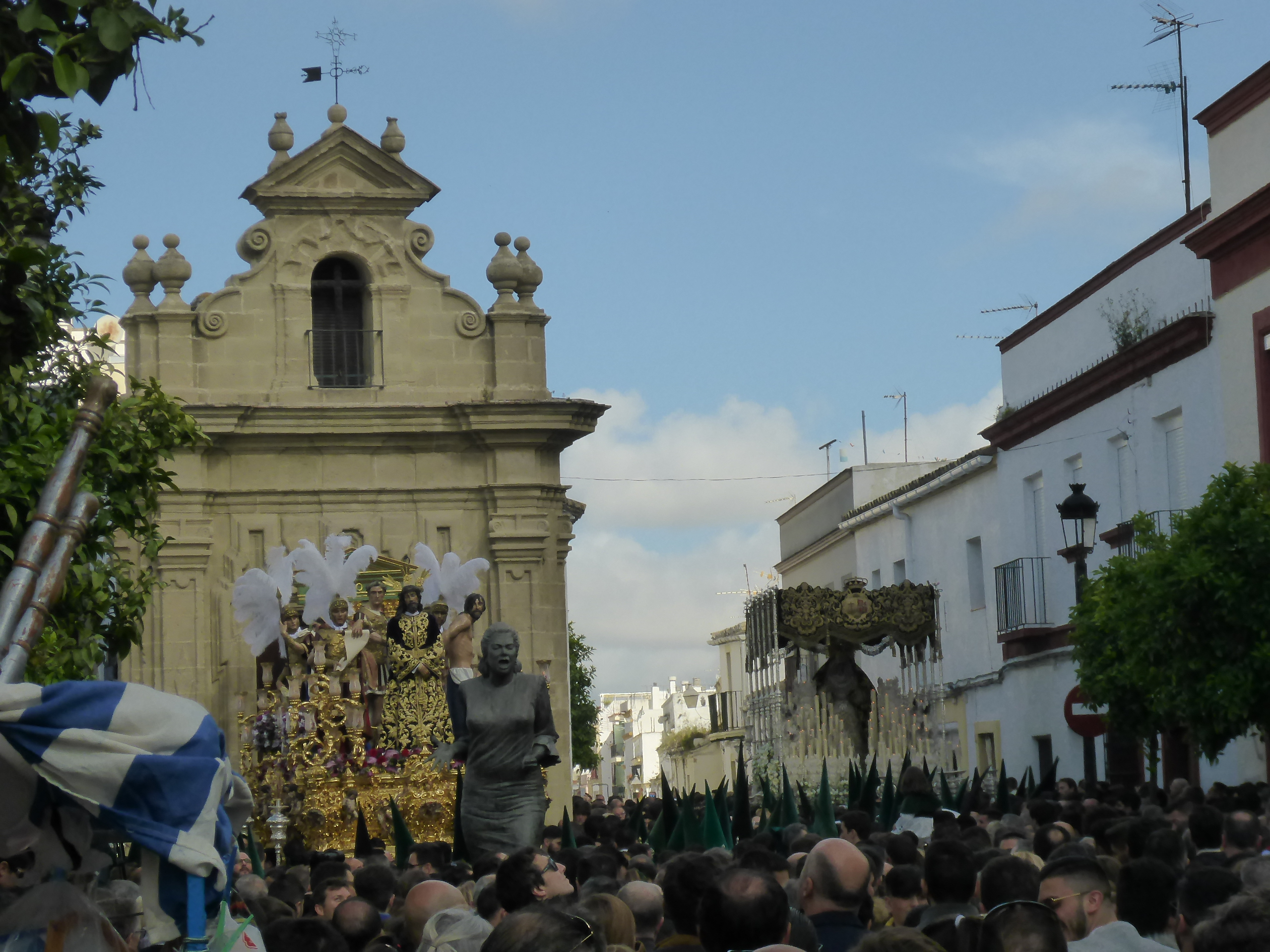
Recogida de la Yedra

- Real Hermandad y Cofradía de Nazarenos de Nuestro Padre Jesús de la Humildad en su Sentencia, Santísimo Cristo de la Yedra, Nuestra Señora de la Esperanza Coronada y Nuestra Señora del Rosario (La Yedra).  Fundada en 1928 y erigida canónicamente como hermandad por el Cardenal Don Pedro Segura y Sáenz, Arzobispo de Sevilla en octubre de 1938.[66] Su sede canónica es la Capilla de la Yedra, enclavada en el populoso barrio flamenco de San Miguel. La talla de Nuestro Padre Jesús de la Sentencia es obra del imaginero valenciano Carmelo Vicent Suria, siendo entregada a la Hermandad en 1948. El importe de la obra fueron 10 000 pesetas que fueron sufragadas íntegramente por D. Manuel  Domecq de la Riva, realizando su primera estación de procesional en 1949. Es una imagen de gran valía artística por su aproximación desde la escuela valenciana al barroco andaluz.[67] El paso de misterio de Nuestro Padre Jesús de la Sentencia representa el momento de la lectura y publicación de la Sentencia del prefecto Poncio Pilato. «Pilato volvió a dirigirles la palabra con intención de soltar a Jesús. Pero ellos seguían gritando: “¡Crucifícalo, crucifícalo!”. Por tercera vez les dijo: “Pues, ¿qué mal ha hecho este? No he encontrado en él ninguna culpa que merezca la muerte. Así es que le daré un escarmiento y lo soltaré”. Pero ellos se le echaban encima, pidiendo a gritos que lo crucificara; e iba creciendo su griterío. Pilato entonces sentenció que se realizara lo que pedían: soltó al que le reclamaban (al que había metido en la cárcel por revuelta y homicidio), y a Jesús se lo entregó a su voluntad» (Lc 23,20-25). Las primitivas imágenes secundarias del paso de misterio fueron adquiridas a finales de los años 30 a la Hermandad de la Macarena de Sevilla, de las que poco se sabe sobre su autoría o la fecha de su hechura. Estas imágenes secundarias procesionaron desde 1941 a 2004. El Grupo Escultórico actual de este paso fue realizado por el imaginero sevillano José Antonio Navarro Arteaga, siendo estrenadas en la madrugá del año 2005. Todas ellas son de grandiosa calidad tanto en su diseño como en su ejecución.[68] Nuestra Señora de la Esperanza Coronada es obra anónima del siglo XVIII y fue la titular, con la advocación de Virgen de los Dolores, de una antigua hermandad radicada en la iglesia de Nuestra Señora de Belén,derribada en 1962, en la céntrica Plaza Belén del barrio de San Mateo. Fue adquirida por la hermandad el 14 de diciembre de 1928 por un importe de 250 pesetas pasando desde entonces a su denominación actual.[69] El paso de palio de Nuestra Señora de la Esperanza es una de las joyas procedente de los talleres de Esperanza Elena Caro.[70]

#### Hermandad de la Misión

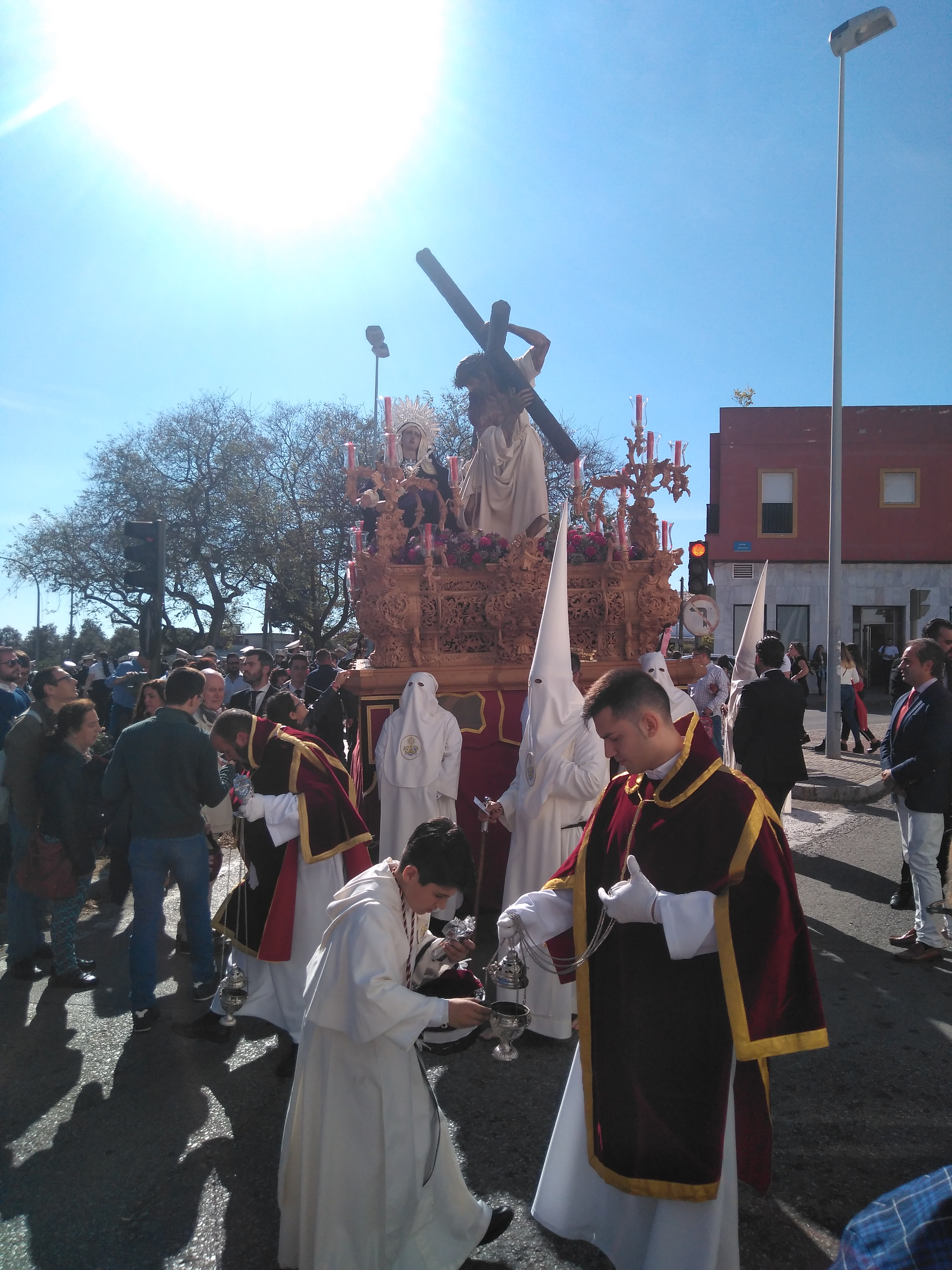
Paso de La Misión

- Hermandad Sacramental y Cofradía de Nazarenos de Nuestro Padre Jesús de la Misión Redentora, María Santísima del Silencio y Santa Gema Galgani (Misión). Tiene como sede la Parroquia del Corpus Christi, en el barrio de Picadueñas del Distrito Oeste. La Talla de Nuestro Padre Jesús de la Misión Redentora es obra de D. Fernando Murciano Abad y muestra a Jesús cargando una pesada cruz de sección arbórea, extenuado por el esfuerzo, doblegado por el peso de la misma y a punto de caer desplomado. El 19 de marzo de 2016, durante la Estación de Penitencia, en la jornada del Sábado de Pasión, en la Basílica de Nuestra Señora de la Merced Coronada, se leyó el decreto que la convertía en la cuadragesimocuarta (44ª) Hermandad de Penitencia de la ciudad. El 10 de julio de 2020 la Delegación Diocesana de Hermandades y Cofradías comunicó a la corporación su incorporación a la nómina de hermandades de Semana Santa que hacen Estación de Penitencia a la Santa Iglesia Catedral.[71] El viernes, 31 de julio de 2020, la Unión de Hermandades emitió un comunicado aceptando la propuesta de la corporación quedando el orden establecido para jornada de la siguiente manera: Santo Crucifijo de la Salud, Jesús Nazareno, Cinco Llagas, Buena Muerte, Yedra y Misión. [72]

### Viernes Santo

#### Hermandad del Loreto

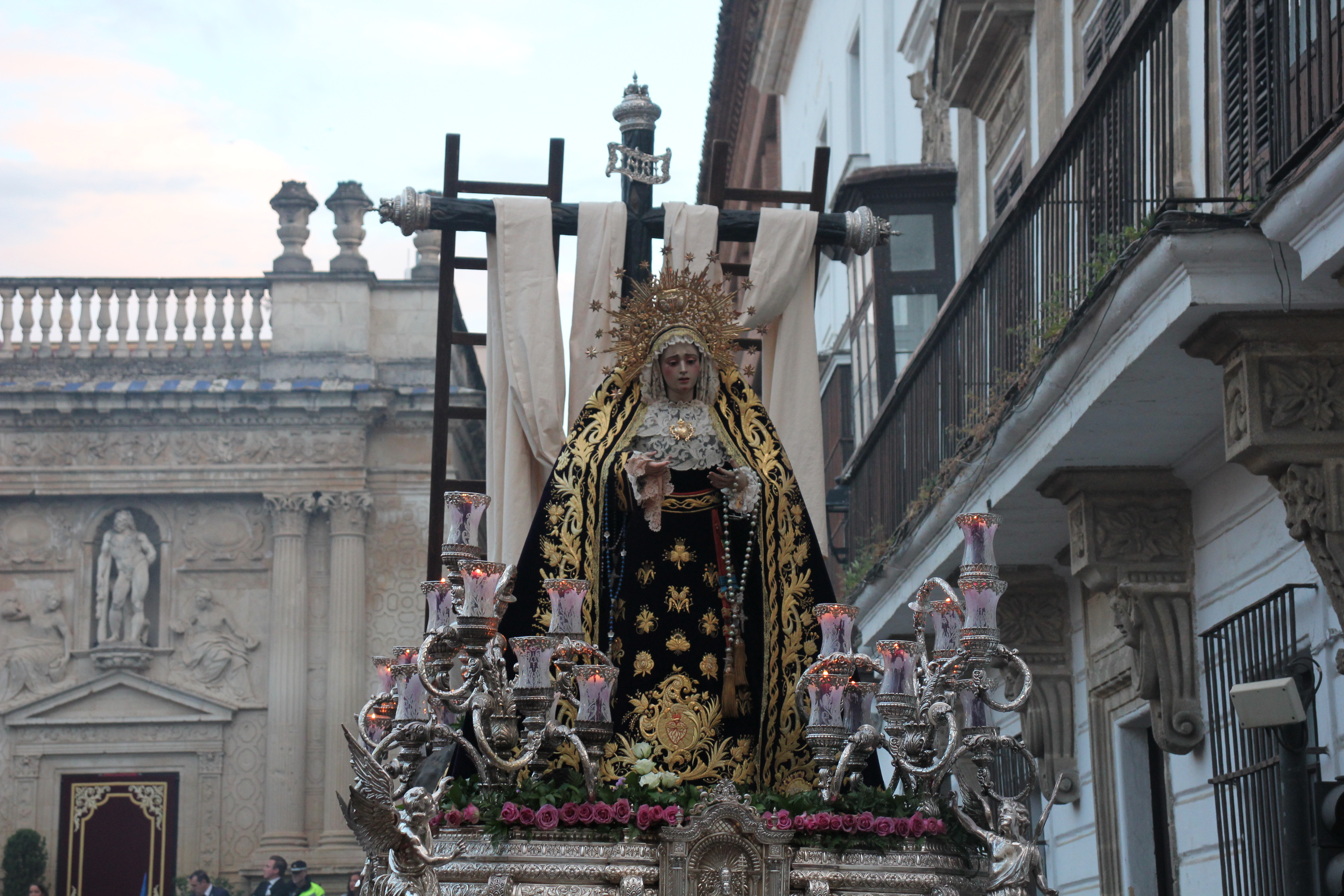
Paso de Loreto

- Venerable Hermandad y Cofradía de Nazarenos de la Santa Cruz en el Monte Calvario y Nuestra Señora de Loreto en su Soledad (Loreto). Le acompaña la Capilla Musical Ciudad de Jerez. Su sede canónica es la Parroquia de San Pedro. Representa a María llorando sola al pie de la cruz de su hijo Jesús.

#### Hermandad de las Viñas

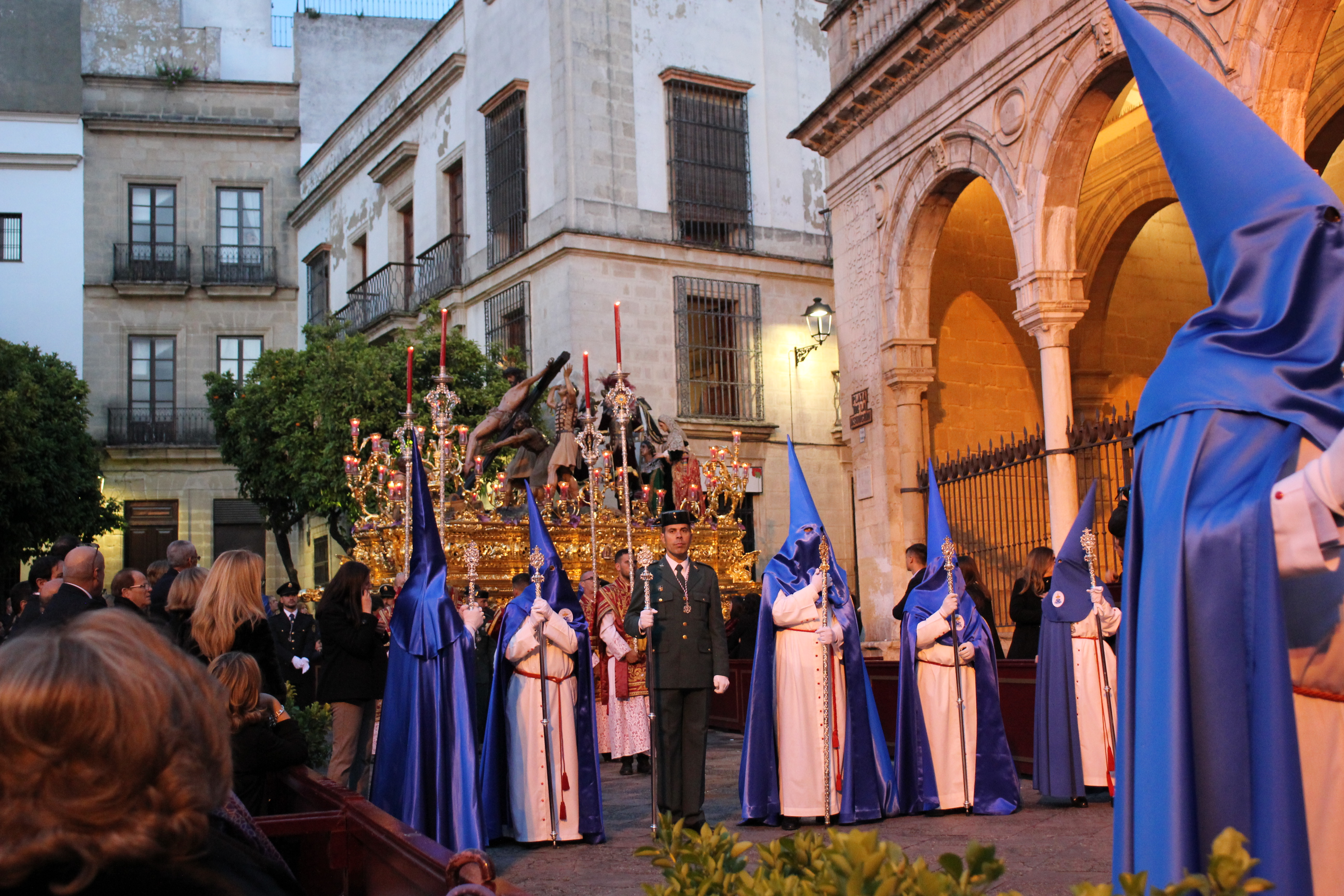
Las Viñas

- Seráfica y Franciscana Hermandad Sacramental y Cofradía de Nazarenos del Santísimo Cristo de la Exaltación y María Santísima de la Concepción Coronada (Las Viñas). Fundada en 1959,[73] su sede canónica es la Parroquia de Ntra. Sra. de las Viñas enclavada en la barriada de la Vid, en el Distrito Este de la ciudad. La primitiva talla del Santísimo Cristo de la Exaltación es obra del escultor Eustaquio Fenellosa del año 1970 y se conserva en la Sala Capitular de la casa de Hermandad. Esta primera imagen procesionó por primera vez en 1973 y lo estuvo haciendo hasta 1990. En 1991 fue sustituida por la actual obra del imaginero gaditano Luis González Rey.[74] Completa el conjunto escultórico cuatro sayones judíos; "Jairo", "El Herrero", "Cepa" y "Cananeo" obras del imaginero jerezano Francisco Pinto Berraquero del año 1984 y María de Cleofás (2008), José de Arimatea (2009), Soldado romano (2011) y último Soldado romano (2013) obras del imaginero sevillano Fernando Aguado. Representa a Jesús clavado en la cruz, mientras la misma es exaltada por los sayones romanos.El nuevo paso de misterio para el Santísimo Cristo de la Exaltación es obra de 2008 realizada por los artistas sevillanos Francisco Pineda y Alexis Sánchez.[75] María Santísima de la Concepción Coronada es obra del imaginero jerezano Manuel Prieto Fernández en 1959, siendo la primera dolorosa coronada en Jerez, el 8 de diciembre de 2004.[76]

#### Hermandad del Cristo

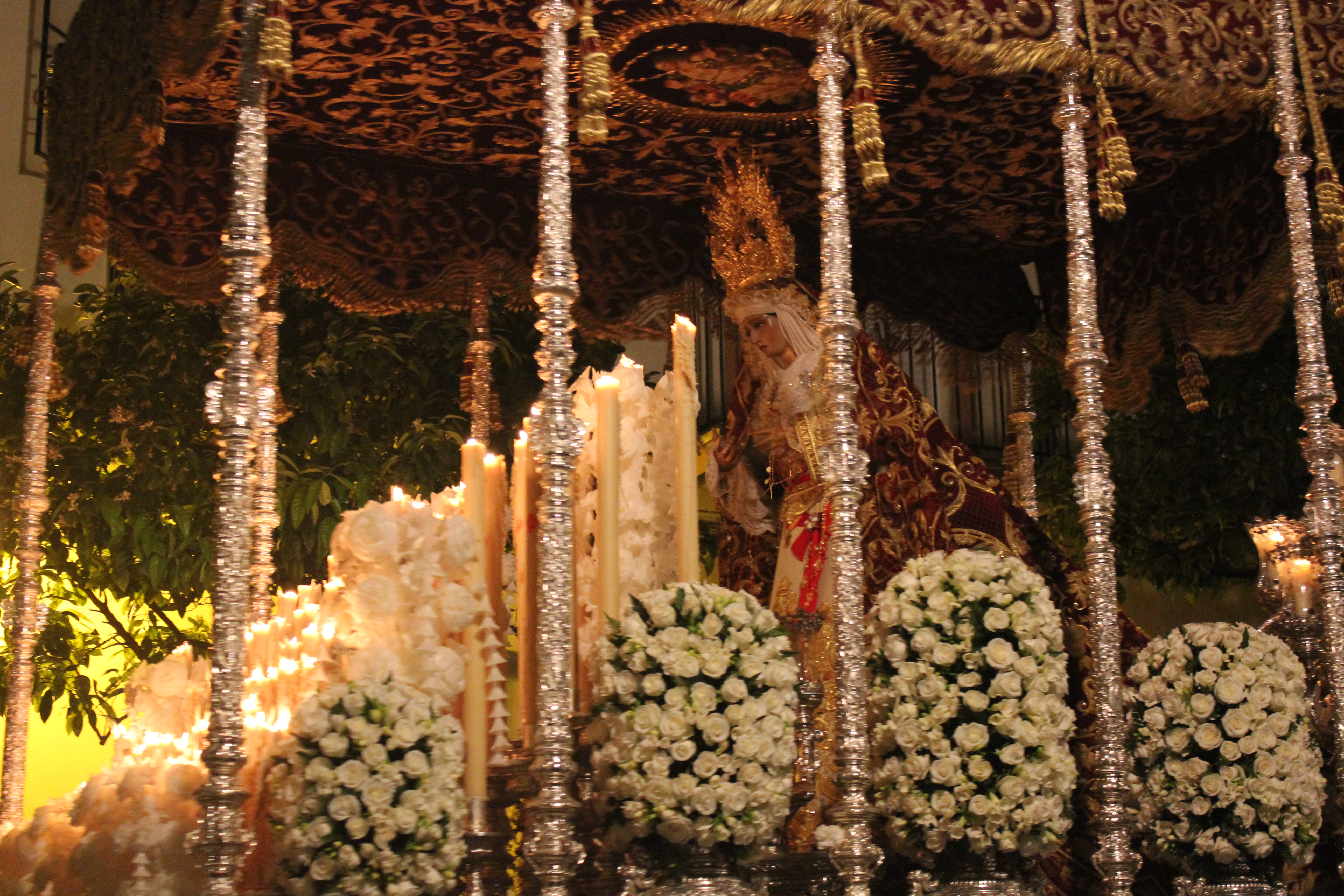
Virgen del Valle Coronada

- Pontificia y Real Archicofradía del Santísimo Cristo de la Expiración, María Santísima del Valle Coronada, San Juan Evangelista y San Pedro González Telmo (El Cristo). Fundada en 1575,[77] su sede canónica es la Ermita de San Telmo, enclavada en el barrio de San Miguel en el Distrito Centro de la ciudad. La Hermandad tiene su origen en la antigua Cofradía Gremial de barqueros de San Telmo fundada a principios del siglo XV (1406). La actual imagen del Santísimo Cristo de la Expiración es obra del reconocido imaginero y escultor gaditano Juan Luis Vasallo Parodi en el año 1950, en sustitución de la anterior muy deteriorada, de principios del siglo XVII y realizada en cartón piedra. Esta primitiva imagen fue incinerada y sus cenizas depositadas en el interior del pecho de la nueva imagen.Vasallo se inspiró en la anterior para realizar este nuevo "Cristo".[78] Representa a Jesús diciendo sus últimas palabras antes de morir: <<Padre, Padre mío, en tus manos encomiendo mi espíritu>>.María Santísima del Valle Coronada es talla anónima atribuida a diversos autores del siglo XVIII entre ellos a Diego Roldán aunque ha sido retocada en varias ocasiones.[79] Fue coronada el 1 de noviembre de 2008 convirtiéndose en la segunda dolorosa coronada canónicamente en la ciudad[80] En 2018 una permuta en el orden de paso permitió a esta hermandad pasar por detrás de La Soledad.

#### Hermandad de la Soledad

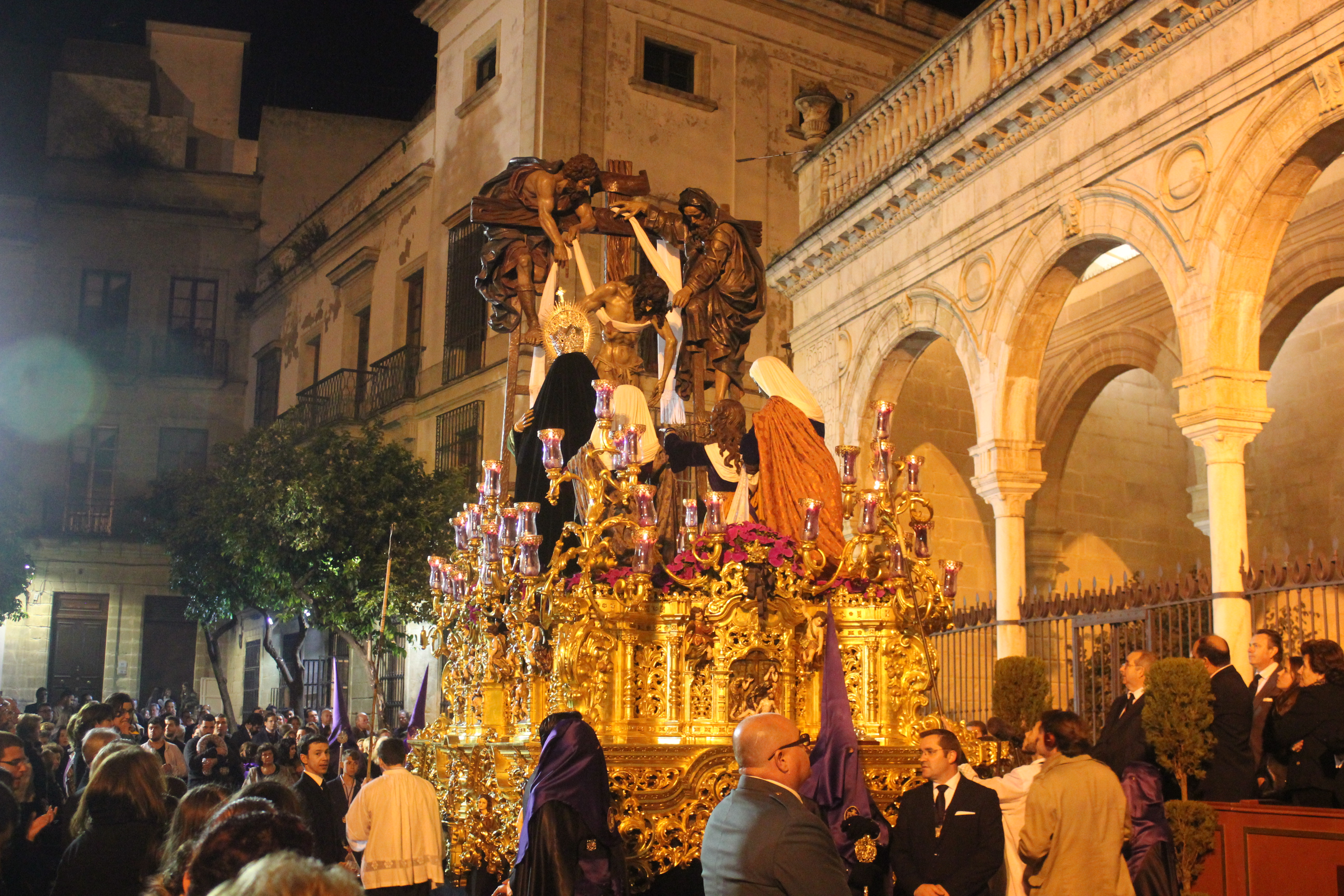
La Soledad

- Pontificia y Venerable e Ilustre Hermandad de Nuestra Madre y Señora de la Soledad y Sagrado Descendimiento de Nuestro Señor Jesucristo (La Soledad). La Hermandad de la Soledad se fundó el 6 de mayo de 1564 con el título de Virgen María de la Transfixión y Soledad y Santo Entierro de Nuestro Señor Jesucristo, por fieles devotos, según sus reglas aprobadas, salía en procesión a las seis de la tarde el Viernes Santo cerrando durante muchos años los desfiles procesionales de la Semana Santa de Jerez. La cofradía siempre salía con el palio de la Virgen, a principio del siglo XX la hermandad también sacaba una Magdalena a los pies de una cruz, dicha María actualmente es María Salomé en el paso de Misterio del Cristo del Amor. Al Sagrado Descendimiento popularmente conocido como 'El Pegaso' le acompaña la Banda de CC y TT La Caridad,es el mayor misterio que sale en la Semana Santa, en tamaño y número de figuras, creadas por el genio escultor Luis Ortega Bru entre los años 1950 y 1957 por unos 200000 pesetas de aquella época, con el Palio va la Banda de Música Nazareno de Rota (Cádiz)lleva entre sus varales, una de la más hermosas Vírgenes de nuestra Semana Santa, la Virgen de la Soledad de 1803. Su sede canónica se halla en la iglesia de la Victoria: los religiosos mínimos llegaron a Jerez hacia 1517. Del enorme convento sólo queda la iglesia (a mediados del pasado siglo fue derribada la cabecera y se acortó casi a la mitad su longitud). Se conservan intactos la torre y el claustro. Éste forma parte actualmente de la Escuela de Artes. La iglesia tiene una bella portada renacentista, atribuida a Hernán Ruiz, donde consta la fecha de su construcción: 1546. El retablo es de mediados del siglo XVIII y de estilo rocalla. La torre construida entre 1636 y 1642 por Antón Martín Calafate consta de tres cuerpos coronados por media naranja recubierta de azulejos. Este arquitecto fue probablemente el que reformó el interior de la iglesia en la primera mitad del siglo XVII. Entre las imágenes del pasado está la del Señor de los Trabajos, del primer tercio del siglo XVII, que cuenta con la devoción de muchísimos jerezanos."

### Sábado Santo

#### Hermandad Sacramental de Santiago

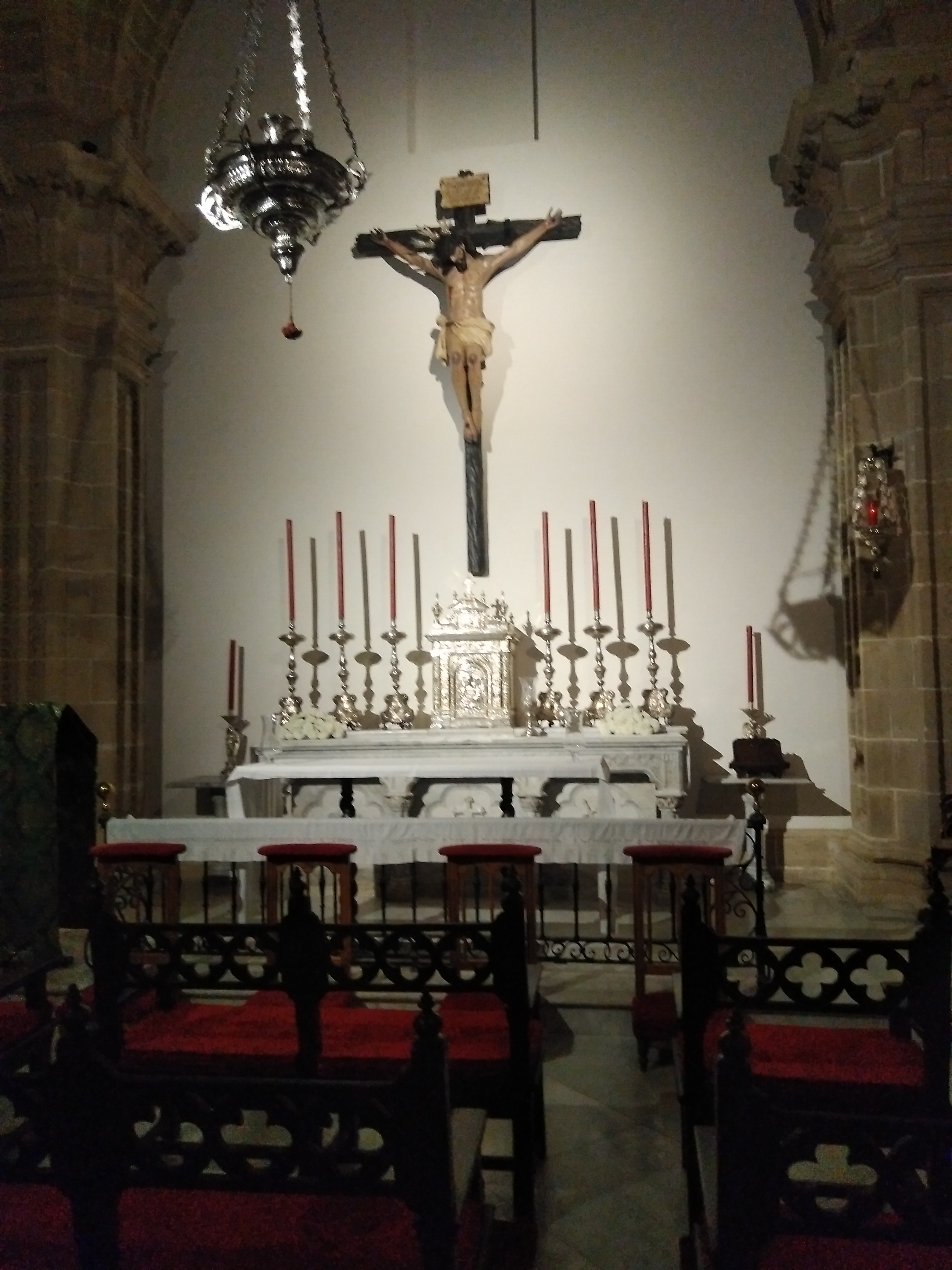
Cristo de las Almas

- Ilustrísima, Venerable y Antigua Hermandad y Cofradía del Santísimo Sacramento, Santísimo Cristo de las Almas, Nuestra Señora de la Paz y Animas Benditas  (Sacramental de Santiago). Tiene como sede la Iglesia Parroquial de Santiago el Real y de Refugio. El cristo de las Almas es obra atribuida a Diego Roldán y Serrallonga, datada entre 1720-1725.

#### Hermandad de la Sagrada Mortaja

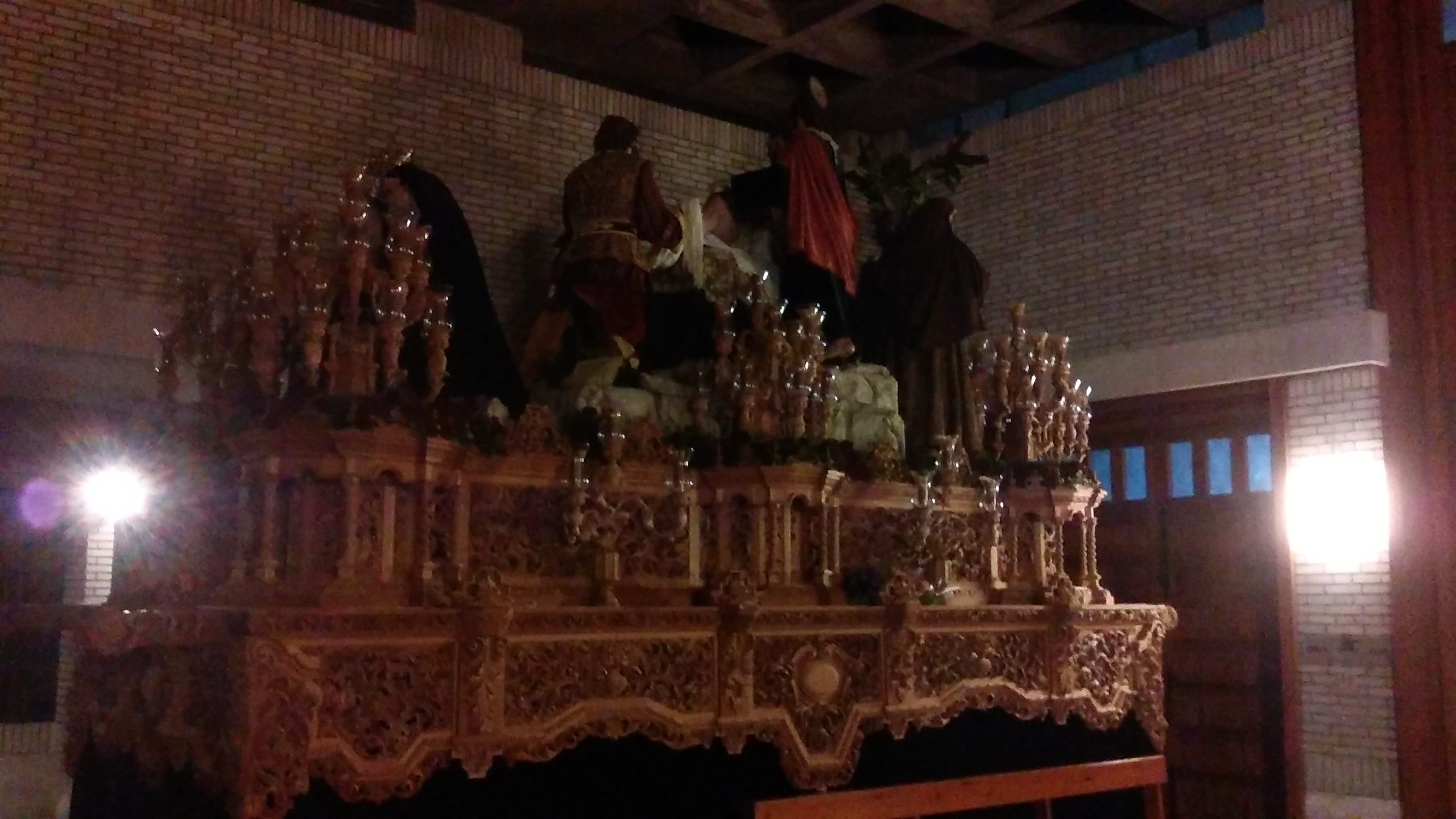
Sagrada Mortaja

- Seráfica Hermandad y Cofradía de Nazarenos de la Sagrada Mortaja de Nuestro Señor Jesucristo, María Santísima de la Caridad y Nuestra Señora Reina de los Ángeles (Sagrada Mortaja). Tiene como sede la céntrica Iglesia Conventual de los Padres Capuchinos. Imaginero de la imagen del Señor: Miguel Bejarano (2003). Imaginero de la imagen de la Virgen de la Caridad: José María Leal (2012). Imaginero de la imagen de la Virgen de los Ángeles: Juan de Astorga (s.XIX, atribución). Representa a Cristo momentos antes de ser sepultado. El 15 de marzo de 2012 es erigida Hermandad y Cofradía de Nazarenos.[81] Realizó su primera salida procesional el Sábado de Pasión de 2014 haciendo estación de penitencia a la Parroquia de San Dionisio. Tras la Semana Santa de 2018, la hermandad solicitó a la Delegación de Hermandades y Cofradías del Obispado de Asidonia-Jerez su incorporación de cara a la Semana Santa de 2019 a la nómina de las Hermandades de Semana Santa, siendo denegada poco después por parte de dicha delegación, dejando la puerta abierta, eso sí, para la Semana Santa de 2020 si así lo solicitara la hermandad. El día escogido hubiera sido el Jueves Santo.[82] Tras la Semana Santa de 2019, en un Cabildo General Extraordinario celebrado el 24 de mayo de 2019 la Hermandad decidió no solicitar su incorporación a Carrera Oficial de cara a la Semana Santa de 2020.[83]

#### Hermandad de Santa Marta

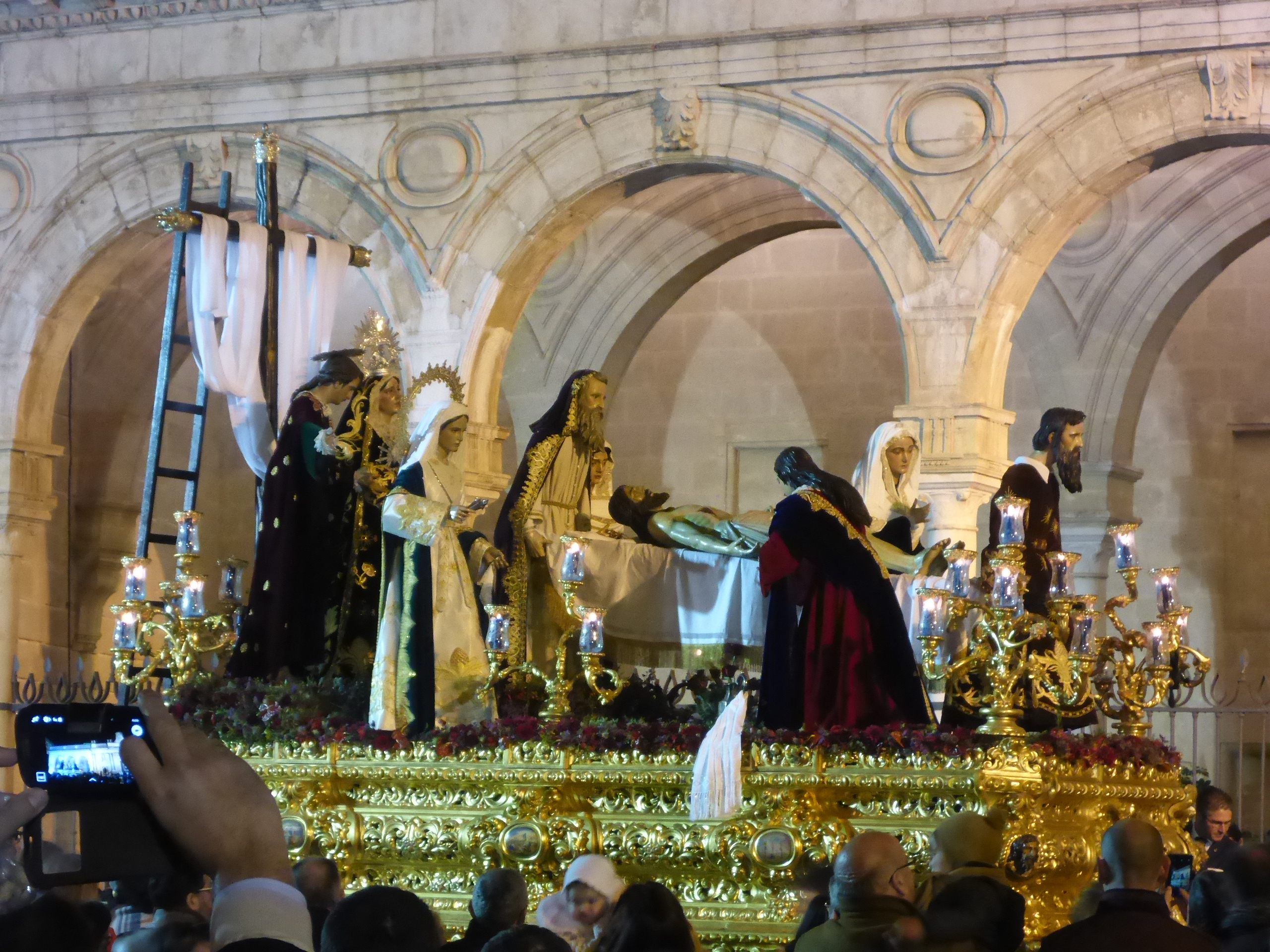
Santa Marta

- Hermandad del Santísimo Cristo de la Caridad en su Traslado al Sepulcro, Penas y Lágrimas de María Santísima, Madre de Dios del Patrocinio y Santa Marta (Santa Marta). El Cristo lleva acompañamiento musical, la Banda de CC. y TT. de Nuestra Señora del Rosario (Cádiz) y al Palio, le acompaña la Banda de Música Municipal Nuestra Señora del Rosario del Cuervo El Cuervo de Sevilla(Sevilla). Su sede canónica es la Capilla Santa Marta, situada en pleno barrio de San Mateo. Representa el traslado al sepulcro de Jesús. Nicodemo y José de Arimatea cogen al cadáver de Jesús, mientras que las tres Marías lloran sin cesar, la Virgen lamentándose y San Juan consolándolas. Santa Marta lleva los clavos de Jesús.

#### Hermandad de la Piedad

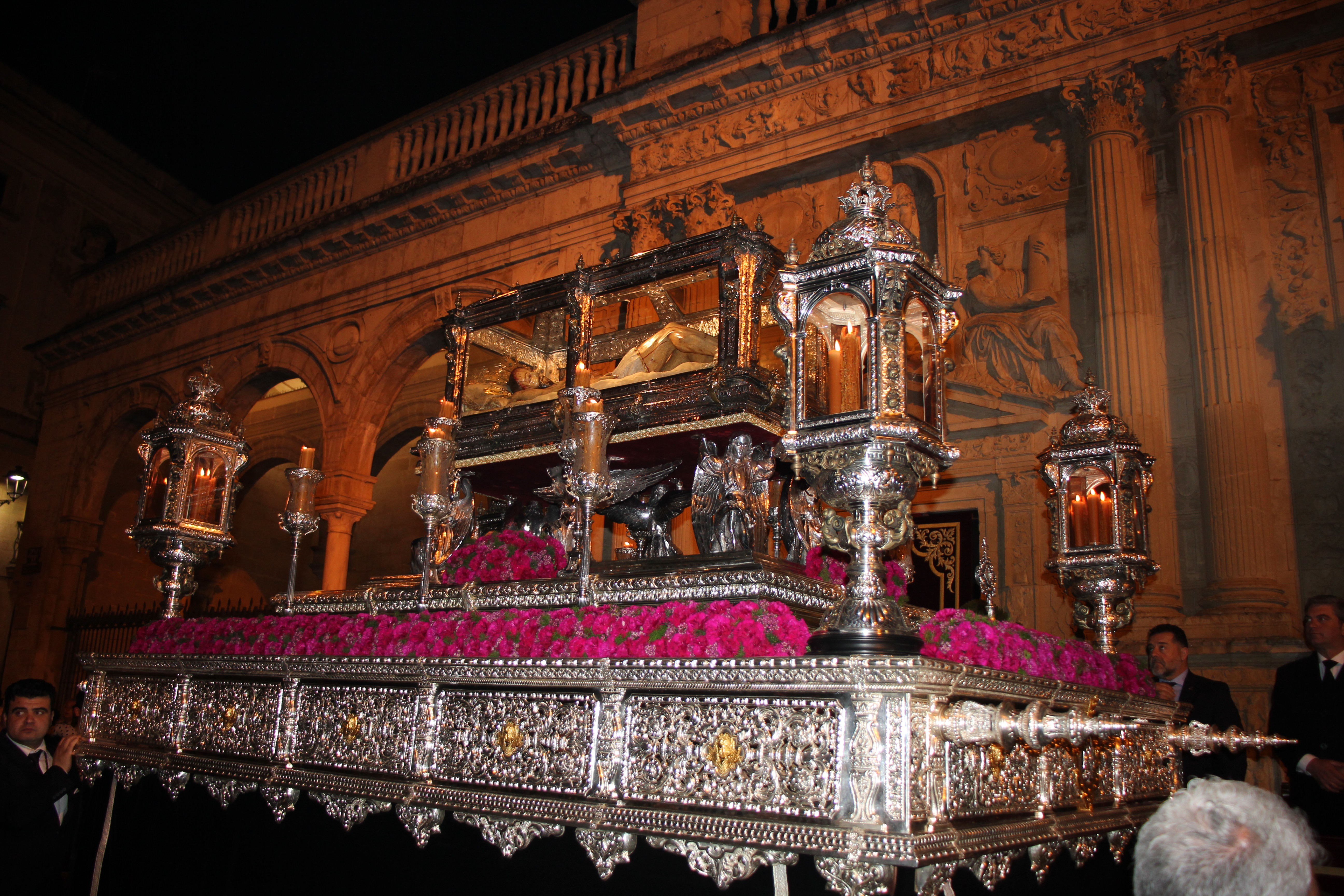
Santo Entierro

- Pontificia, Real, Venerable y Antigua Hermandad de Nuestra Señora de la Piedad, Santísimo Cristo del Calvario, Santo Entierro de Nuestro Señor Jesucristo y Archicofradía de Nuestra Señora de Lourdes (La Piedad). Es la hermandad más antigua de Jerez y una de las más antiguas de España. Sale desde la Capilla del Calvario. El primer paso de la Hermandad es el triunfo de la Cruz sobre la muerte que en Jerez recibe el nombre popular de la "Chacha del Calvario". El paso de palio va acompañado por la banda de música Acordes de Jerez, mientras que el Cristo va acompañado por cornetas de la banda de María Magdalena. El paso de palio consta de cuatro imágenes secundarias que son, María Magdalena, María Salomé, María de Cleofás y San Juan. El manto de la Virgen de la Piedad es una antigua reliquia, está bordado en oro y es de terciopelo negro; tiene más de 100 años.

La aparición de esta jornada tiene su origen en el decreto del papa Pio XII Maxima Redemptionis del 16 de noviembre de 1955, en la el Sábado de Gloria pasa a llamarse Sábado Santo y establecía que fuera obligatorio a partir de 1956 celebrar la Vigilia Pascual en la noche del Sábado Santo, ya que por diversas causas la Vigilia se había ido adelantando hasta quedar fijada en la mañana del sábado. En 1956 el Cardenal José María Bueno Monreal, en aplicación de la nueva disposición litúrgica venida de Roma, aprueba una nueva jornada de la Semana Santa y el hasta entonces Sábado de Gloria se convierte en Sábado Santo. En Sevilla, cabecera de la archidiócesis en la que estaba integrada Jerez, la Hermandad de la Trinidad es obligada a dejar el Jueves Santo para situarse la primera de la nueva jornada procesional, a la que igualmente se trasladan la Soledad de San Lorenzo desde el Viernes Santo y el Santo Entierro, que hasta ese momento no salía todos los años y que, cuando salía, también lo hacía el Viernes Santo. Mientras, en Jerez se siguen los mismos pasos celebrándose en 1956 un Santo Entierro Magno y en 1957 se integra La Piedad oficialmente a la nueva jornada del Sábado Santo. 
El Sábado Santo en Jerez quedó circunscrito durante años a la Hermandad de Santa Marta y a la Hermandad del Santo Entierro, también conocida como La Piedad, si bien también llegó a procesionar en dícha jornada la hermandad de la Vera Cruz y la hermandad del Perdón. La Hermandad de Santa Marta procesionó en Sábado Santo desde sus inicios, en los años 60 del pasado siglo, hasta 1981, año en el que empezó a procesionar el Miércoles Santo. La Hermandad del Santo Entierro, por su parte, procesionó por primera vez en el Sábado Santo de 1956 (en el anteriormente mencionado Santo Entierro Magno), hasta que en 1984 vuelve a hacerlo en la jornada del Viernes Santo.
Con la erección de la nueva diócesis Asidonia-Jerez, con sede en Jerez, el 3 de marzo de 1980, escindida de la archidiócesis de Sevilla mediante bula papal, es nombrado obispo diocesano Rafael Bellido Caro, el cual inició un plan para suprimir las procesiones del Sábado Santo que fue ejecutado en dos fases, la primera, de 1981 a 1983, dejando al Santo Entierro como única procesión del día, y en la segunda, mediante un decreto diocesano en 1983 que tuvo como consecuencia que a partir de 1984 obligaba a esta hermandad a volver al Viernes Santo, quedando, de esta manera, el Sábado Santo sin procesión alguna en Jerez. Sin embargo, en otros lugares tan cercanos como en la ciudad de Cádiz perteneciente ésta a la diócesis Cádiz y Ceuta, si se siguió permitiendo las procesiones en la jornada del Sábado Santo. Incluso dentro de la propia diócesis de Asidonia-Jerez, como es el caso de Setenil de las Bodegas  se conservaron las procesiones en esta jornada. 
Desde aquel entonces, la cuestión del Sábado Santo en Jerez no estuvo zanjada, habiendo varios intentos para recuperar dicha jornada, cosa que fue rechazada en varias ocasiones por diferente obispos de Jerez, Juan del Río Martín y José Mazuelos Pérez.  Finalmente el 20 de enero de 2023 el obispo D. José Rico Pavés publicó un nuevo decreto en el que se autorizaba a la salida procesional de las hermandades en esta jornada, siendo la Hermandad Sacramental de Santiago, la Sagrada Mortaja y la Hermandad de la Piedad, las 3 que realizaron su carrera oficial a la catedral en Sábado Santo, tomando meses después la misma decisión la hermandad de Santa Marta.

### Domingo de Resurrección

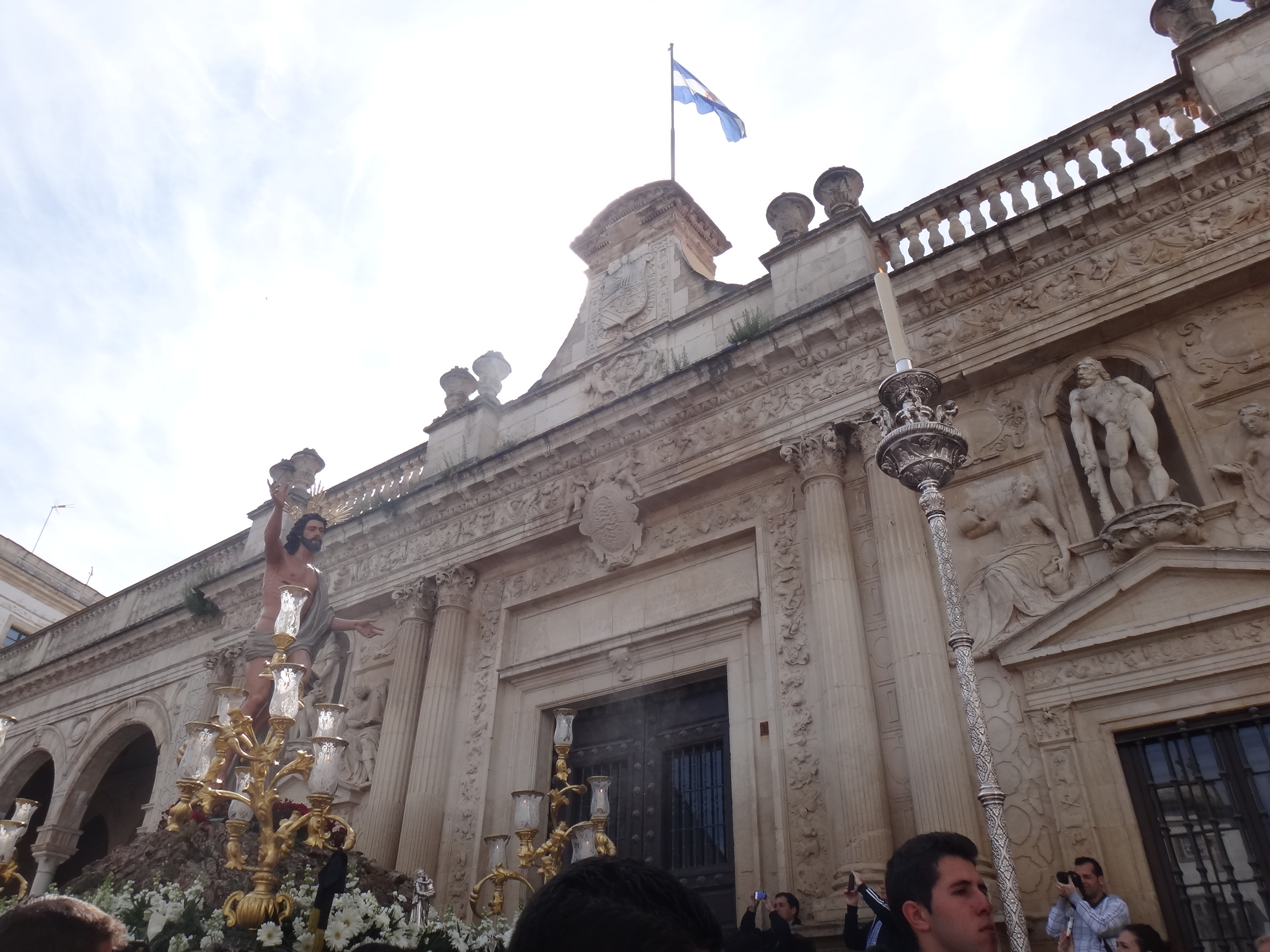
Resucitado

#### Hermandad del Resucitado
- Hermandad de la Sagrada Resurrección y Nuestra Señora de la Luz (Resucitado). Su sede canónica se encuentra localizada en la catedral de esta diócesis. Representa a Cristo resucitado.

## Procesiones Magnas y otras salidas extraordinarias
Se tiene constancia que entre los días del 10 al 12 de octubre de 1954, Jerez presenció unos solemnes cultos concepcionistas con motivo del Centenario de la Definición del Dogma de la Inmaculada Concepción de María, los cuales concluyeron con una procesión magna realizada el 12 de octubre que llevó a las calles de Jerez a 10 pasos con las imágenes de María tanto en sus misterios dolorosos como gloriosos.
Tras el Decreto del Papa Pío XII "Maxima Redemptionis" del 16 de noviembre de 1955, por el que el Sábado de Gloria pasa a llamarse Sábado Santo, Jerez decide realizar un Santo Entierro Magno, el cual se celebró el 31 de marzo de 1956, convirtiéndose ese día en el primer Sábado Santo que salieron procesiones en Jerez de la Frontera. Este Santo Entierro Magno estuvo integrado por los pasos de la Oración en el Huerto, Prendimiento, Flagelación, Coronación de Espinas, Santísimo Cristo de la Viga, además de los pasos que integraban el cortejo de la Hermandad de la Piedad que fue la organizadora de este acto.
En el Sábado Santo del año 2000 se realizó una Procesión Magna con motivo del Año Jubilar, en la que participaron 31 pasos de misterio de todas las hermandades jerezanas, la más extensa en número de pasos de cuantas procesiones del Santo Entierros Magno o procesiones magnas se han celebrado hasta ahora en Andalucía, sólo igualada por la magna de Nazarenos "por tu Cruz redimiste al mundo" celebrada en 2019 en Córdoba, si bien esta última se llevó a cabo con la participación de pasos venidos de otras localidades pertenecientes a su diócesis.
En el año 2005, la ciudad de Jerez acogió el XVIII encuentro nacional de cofradías (Encuentros cofrades que se realizan en España desde 1988 en las ciudades elegidas por la comisión permanente de la ENC). Un evento que contó entre otros actos con una procesión extraordinaria en la que participaron los pasos de  las imágenes de más devoción popular de la Semana Santa jerezana.
En el año 2011 la Semana Santa de Jerez estuvo representada en la procesión magna de Madrid que se celebró como colofón a la "Jornada Mundial de la Juventud" (JMJ) convocada por el Papa Benedicto XVI, con el paso de Ntro Padre Jesús de las Misericordias de la Hermandad de la Candelaria, representando la octava estación del Magno Vía Crucis que allí se celebró ante el santo pontífice, en el que también participaron pasos de otras localidades donde la Semana Santa alcanza su máximo esplendor, Cuenca, León, Málaga, Murcia, Orihuela o Sevilla entre otros.
En 2013 se celebró una nueva procesión Magna. Con motivo del año de la Fe procesionó por las calles de Jerez un Vía-Lucis mariano que contó con la salida procesional de 14 pasos representando las estaciones de la vida de la Virgen María, en el que tuvo como protagonistas a seis imágenes dolorosas, siete de gloria y el grupo escultórico de la Adoración de los Reyes Magos de la basílica del Carmen.
En 2024 se celebró una Procesión Magna, que en principio estaba prevista para el 12 de octubre con el lema de ‘Spes Nostra, Salve; ¡Todo con María! ¡Nada sin Ella!’. Finalmente se celebró una semana más tarde, debido a la previsión de un fuerte temporal de lluvias, llevándose a cabo el sábado 19 de octubre, contando con un total de 37 imágenes marianas de la ciudad, convirtiéndose en la procesión Magna con mayor número de pasos celebrada hasta el momento.

## Bandas

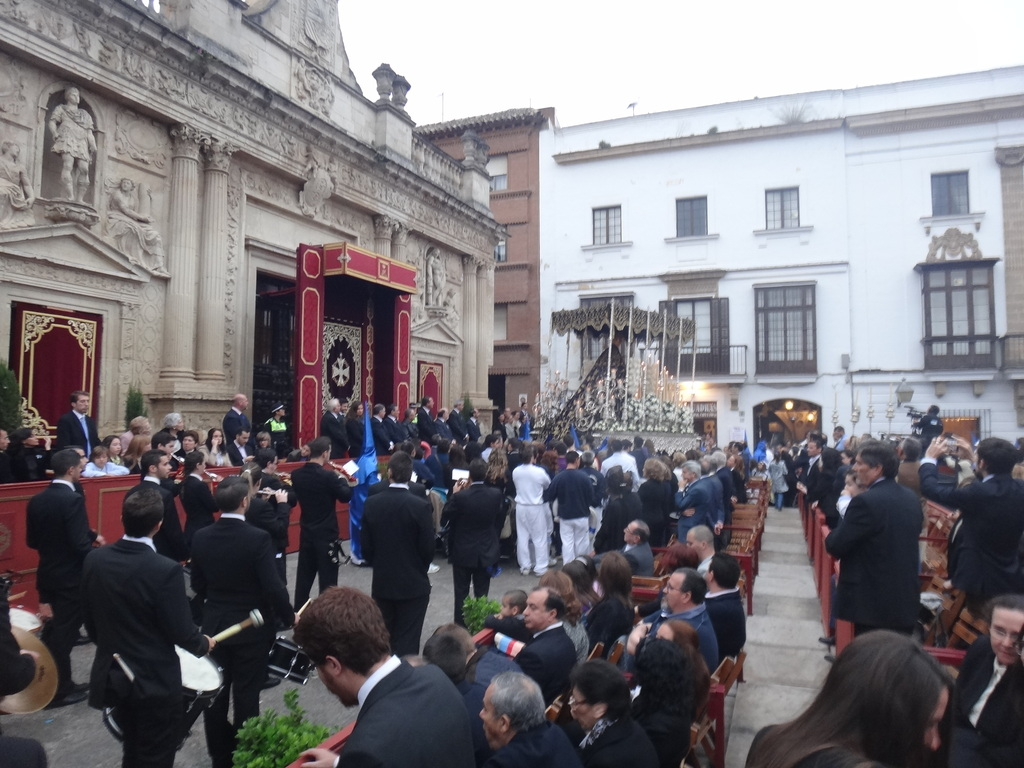
Banda en la Semana Santa de Jerez

La ciudad de Jerez cuenta con varias bandas de música, las cuales cubren los distintos estilos musicales del mundo cofrade.
- Agrupación Musical La Sentencia. Fundada en 1981 como BCT de San Telmo y posteriormente cambiando a Agrupación Musical Christus Vincit
- Agrupación Musical San Juan. La Agrupación Musical San Juan de Jerez surge en 1978 como banda de cornetas San Juan de los Caballeros bajo la iniciativa de la Hermandad del Stmo. Cristo del Amor.[93]
- Agrupación Musical la Clemencia. Fundada en 2007 como AM La Pasión, en 2012 se afilió a la Hermandad de la Paz de Fátima y finalmente en 2016 a la hermandad de la Clemencia.
- Asociación Musical Acordes de Jerez. Se funda el 9 de octubre de 2007. Esta nace con el objetivo principal de la creación de una banda de música, para fomentar la instrucción y sensibilización musical entre los jóvenes y constituir una alternativa cultural y de ocio.
- Banda de Música Municipal de Jerez. Fue constituida en 1930, a instancias del Ayuntamiento de Jerez, siendo alcalde D. Santiago Lozano Carralón.
- BCT Cristo de la Caridad. Fundada el 1 de septiembre de 1977 cómo AM Santísimo Cristo de la Caridad. Posteriormente pasó a constituirse como banda de cornetas y tambores bajo la advocación de la Caridad. De 2012 a 2015 se fusionó con la BCT Cristo del Amor de la vecina localidad de El Puerto de Santa María. Hoy en día, vuelve a ser como era antes, una única banda.
- BCT Santa María Magdalena. Fundada en 2007 bajo el amparo de la parroquia de Nuestra Señora de Las Viñas.

## Marchas procesionales jerezanas
Jerez cuenta con un importante patrimonio musical, con un amplio número de marchas dedicadas a sus titulares, algunas de las cuales suman más de 100 años desde su creación.

#### Marchas para pasos de palio
- Al pie de la Cruz (1900 - Germán A. Beigbeder)
- Nuestra Señora de la Soledad (1905 - Germán A. Beigbeder)
- Mater Desolata (1907 - Germán A. Beigbeder)
- Memoria Eterna (1907 - Germán A. Beigbeder)
- Nuestra Señora del Mayor Dolor (1907 - Germán A. Beigbeder)
- Desamparo (1907 - Germán A. Beigbeder)
- El Santo Patrón (1910 - Germán A. Beigbeder)
- Cristo de la Expiración (1921 - Germán A. Beigbeder)
- Reina del Carmelo (1923 - Germán A. Beigbeder)
- Virgen del Valle (1947 - Germán A. Beigbeder)
- Cristo de la Lanzada (1947 - Rafael Márquez Galindo)
- Amargura (1949 - Germán A. Beigbeder)
- Marcha Fúnebre n.º 2 "Al Santísimo Cristo de las Almas (1952 - Andrés Muñoz Rivera)
- Nuestra Señora del Desconsuelo (1955 - Andrés Muñoz Rivera)
- Virgen de la Misericordia (1956 - Germán Álvarez Beigbeder)
- Triste Cortejo (1957 - Andrés Muñoz Rivera)
- Coronación de Espinas (1958 - Moisés Davia Soriano)
- Soledad de la Victoria (1971 - Joaquín Villatoro Medina)
- Virgen de la Piedad (1974 - Joaquín Villatoro Medina)
- Semana Santa en Jerez (197? - Joaquín Villatoro Medina)
- Jesús de la Santa Cena (1979 - Joaquín Villatoro Medina)
- Saeta a Madre de Dios de la Misericordia (1982 - Francisco Orellana Gómez)
- Nuestra Señora de la Estrella de Jerez (1982 - Juan Carlos Gamino Rodríguez)
- Cristo de la Viga (1984 - Francisco Orellana Gómez)
- Virgen de la Piedad (1984 - Manuel Fernández Molina "Parrilla de Jerez")
- Esperanza Jerezana (198? - Manuel Fernández Molina "Parrilla de Jerez")
- Valle de San Telmo (198? - Manuel Fernández Molina "Parrilla de Jerez")
- Nuestra Señora de la Soledad (19?? - Andrés Muñoz Rivera)
- Carrera Oficial (1984 - Andrés Muñoz Rivera)
- Estrella Lasaliana (1985 - Andrés Muñoz Rivera)
- Cristo de la Defensión (1986 - Abel Moreno Gómez)
- Santa María de la Paz y Concordia (1986 - Andrés Muñoz Rivera)
- Candelaria (1987 - Andrés Muñoz Rivera)
- Ntra Sra del Loreto (1987 - Francisco Orellana Gómez)
- Amargura Jerezana (1988 - Francisco Cano Ruiz)
- Reina del Mayor Dolor (1988 - José Pérez Raposo)
- Esperanza de la Yedra (1989 - Andrés Muñoz Rivera)
- Esperanza nuestra (198? - Francisco Galán Montoya)
- Amanecer del Viernes Santo (1989 - José Luis Balao Pintaño)
- Paz y Aflicción (1989 - Moisés Davia Soriano)
- Jesús Flagelado (1989 - Francisco Orellana Gómez)
- La Oración en el Huerto (1989 - José Miralles Alemañ)
- Nuestra Señora de la Confortación (1989 - José Miralles Alemañ)
- Virgen del Socorro (1991 - Francisco Orellana Gómez)
- A nuestra Señora del Desconsuelo (1991 - Francisco Orellana Gómez)
- Nuestra Señora de los Dolores (1991 - Francisco Orellana Gómez)
- Defensión de Capuchinos (1991 - David Beigbeder)
- Nuestro Padre Jesús Nazareno (1992 - Francisco Orellana Gómez)
- Nuestra Señora del Buen Fin (1992 - Francisco Orellana Gómez)
- Palmas y Estrella (1993 - David Beigbeder)
- Sagrada Lanzada (1993 - Francisco Orellana Gómez)
- Santa María de la Paz (199? - Francisco Orellana Gómez)
- Ece- Homo (1993 - Domingo Díaz Rodríguez)
- Madre del Mayor Dolor (1993 - Domingo Díaz Rodríguez)
- Cristo de la Esperanza (199? - José Cauqui Montero)
- Nuestra Señora de las Lágrimas (199? - José Cauqui Montero)
- Gracia y Esperanza Jerezana (1994 - José Cauqui Montero)
- Bendito Pañuelo (1995 - Domingo Díaz Rodríguez)
- Cofrades de Cristo Rey (1995 - Francisco Orellana Gómez)
- Madre de Dios del Patrocinio (1995 - Ángel Alcaide Barroso Vázquez)
- Reina del Transporte (1996 - Domingo Díaz Rodríguez)
- Madre de los Costaleros (1996 - Domingo Díaz Rodríguez)
- Pasión de Cristo (1997 - Domingo Díaz Rodríguez)
- Candelaria Jerezana Reina de la Plata (1997 - Domingo Díaz Rodríguez)
- Nuestra Señora del Traspaso (1997 - Domingo Díaz Rodríguez)
- Reina de la Plazuela (1997 - José Albero Francés)
- Reina y Señora de la O (1998 - Andrés Martos Calles)
- Señor de las Penas (1998 - Domingo Díaz Rodríguez)
- La Yedra (1998 - Martín Salas Martínez)
- María Santísima del Desconsuelo (2000 - Domingo Díaz Rodríguez)
- Soledad de Madre (2000 - Jerónimo Sánchez Llamas)
- Entre Varales (2002 - Jerónimo Sánchez Llamas)
- Reina y Señora de la Plata (2002 - José Ángel Domínguez Valderas)
- Vera Cruz (2002 - Jacinto Manuel Rojas Guisado)
- Virgen de la Plazuela (2002 - Fernando Aguilá Macías)
- Ángeles del Valle (2002 - Francisco Orellana Gómez)
- Santísimo Cristo de la Redención (2003 - Domingo Díaz Rodríguez)
- Al Cristo de la Expiración (2003 - Fernando Aguilá Macías)
- Virgen del Perpetuo Socorro (2004 - Juan Manuel Marrero Domínguez)
- Paz de San Marcos (2004 - Ismael Ancela Pérez y José Antonio López Camacho)
- Concepción de las Viñas Coronada (2004 - Javier Alonso Barba)
- Reina del Valle (2004 - Justo Manuel Jiménez Fábregas)
- Paz y Concordia (2005 - José Manuel García Pulido)
- Nazarenos de la Defensión (2007 - David Beigbeder)
- Socorro, Madre del Arroyo (2008 - Ignacio Borrego González)
- Coronada en las Viñas (2008 - Ignacio Borrego González)
- Reina de las Viñas (2008 - Ignacio Borrego González)
- Flamenca y Reina (2008 - Pedro Miguel Bustillos Cordero)
- Valle, Reina de Jerez (2008, José David Guillén Monge)
- Madre del Valle Coronada (2008 - Abel Moreno Gómez)
- Coronación del Valle (2008 - Francisco Orellana Gómez)
- Gitana del Valle Coronada (2008 - Justo Manuel Jiménez Fábregas)
- Reina de San Telmo Coronada (2008 - Moisés Gandolfo Sánchez y Francisco Manuel López López)
- La Estrella de San José (2009 - José Manuel García Pulido)
- Madre del Consuelo (2009 - Jacinto Manuel Rojas Guisado)
- Señora de Santiago (2009 - Ignacio Borrego González)
- Santa María del Corazón de Jesús (2010 - Francisco Orellana Gómez)
- Paz en la Albarizuela (2010 - Fernando Jesús Romero Triguero)
- Socorro (2010 - Carlos Llano Picón)
- La Virgen de la Ermita (2011 - Juan Miguel Villalba García)
- Stella, Signum Fidei (2012 - Ismael Ancela Pérez)
- Auxilio de los Cristianos (2012 - José Manuel García Pulido)
- Reina Dolorosa (2012 - Raúl Batista Maceas)
- Esperanza de a Yedra Coronada (2012 - José Albero Francés)
- Traspasada por el dolor (2012 - Juan Carlos Gamino Rodríguez)
- En tus manos, Soledad (2013 - Carlos Puelles Cervantes)
- Reina de la Porvera (2013 - Javier Alonso Barba)
- Aniversario en San Mateo (2013 - Ismael Ancela Pérez)
- Esperanza de Amor Coronada (2013 - Francisco López-Cepero García "Paco Cepero")
- Bendita Amargura (2014 - Víctor Manuel Ferrer Castillo)
- Las Lágrimas de María (2014 - Jacinto Manuel Rojas Guisado)
- Soledad de Viernes Santo (2014 - Luis Manuel Mejías Navarro)
- Santísimo Cristo del Santo Entierro (2014 - Domingo Díaz Rodríguez)
- Abrazado a tu Salud (2014 - Juan Carlos Gamino Rodríguez)
- Mater Dei Ego Sum (2014 - José Manuel Reina Romero y Rafael Vázquez Mateo)
- Mater Dei (2015 - José Colomé)
- Miserere Mei Deus (2015 - José Manuel Velázquez Ruiz)
- ¿Quién te vio y no te recuerda? (2015 - David Hurtado Torres)
- Aniversario en la Albarizuela (2015 - Cristóbal López Gándara)
- Concepción Coronada (2015 - Francisco José Sánchez Sutil)
- Ante el Sagrario (2016 - Santiago Bellido Rondán)
- La Piedad (2016 - Jacinto Manuel Rojas Guisado)
- Madre de los Jerezanos (2017 - José Carlos Gutiérrez Romero y Javier Alonso Barba)
- Esperanza, Reina de la Mañana (2017 - Santiago Bellido Rondán)
- Camarera de tu Soledad (2017 - Juan Carlos Gamino Rodríguez)
- Paz en su Mayor Aflicción (2018 - Antonio Moreno Pozo)
- Bajo tu Manto de Paz y Concordia (2018 - Carlos Puelles Cervantes)
- San Telmo te Aclama (2018 - José Manuel Valderas García)
- Pastora de San Dionisio (2019 - José Manuel Valderas García)
- Reina de San Benito (2019 - Carlos Llano Picón)
- Madrugá jerezana (2020 - José Colomé)
- Esperanza en tus manos (2020 - Francisco Jesús Lozano Berto)
- Virgen de la O, Esperanza de los Niños (2021 - Carlos Puelles Cervantes)
- Salvator Mundi (2021 - Pedro Gálvez Jiménez)
- Anhelos de Soledad (2021 - Aurelio Gurrea Chalé)
- Salve a la Virgen del Valle - 2022 Paco Cepero y Francisco Orellana)
- Jerez Cofrade (2022 - Manuel Marvizón Carvallo)
- Bendita Locura (2023 - Jesús Manuel Zaldívar Pérez)
- La Virgen de San Mateo (2023 - Pedro Gálvez Jiménez)
- Estrella Lasaliana Coronada (2023 - Manuel Marvizón Carvallo)
- La Estrella Coronada (2023 - Pablo Sánchez)
- Pasa, Coronada, la Estrella (2023 - Pedro Gálvez Jiménez)
- Siete Lágrimas (2023 - Pedro Gálvez Jiménez)
- Mira a la Estrella (2023 - José Manuel García Pulido)
- Stela Regina (2023 - Miguel Marín Pazos)
- Estrella, Luz Coronada (2023 - Juan Antonio Verdia)
- Mirarán al que traspasaron (2023 - Pedro Gálvez Jiménez)
- De tu Divino Costado (2023 - Carlos Guillén González)
- Hasta la Eternidad (2024 - José Manuel Valderas García, estrenada a título póstumo)
- Señora del Perpetuo Socorro (2024 - Miguel Marín Pazos)
- Santísimo Cristo de la Esperanza (2024 - Pedro Gálvez Jiménez)
- La Estrella de la mañana coronada (2024 - Juan José Saborido González)
- Misericordia (2024 - Manuel Marvizón Carvallo)
- Salve, Pastora Querida (2024 - Juan José Saborido González)
- Candelaria, Luz de la Plata (2024 - Juan Bustillos Cordero)

#### Marchas para pasos de Cristo
- Amanecer de Sentencia (1994 - JD Guillen, AM Bonilla, S Mortu, JM Ortega)
- Azahares de Misericordia (1994 - José David Guillén Monge)
- Cristo de la Exaltación (1995 - J.D. Guillén, Sebastián Martín y Antonio Rincón)
- Desprecio de Herodes (1995 - J.D. Guillén, Sebastián Martín y Antonio Rincón)
- Jesús de la Clemencia (1995 - J.D. Guillén, Sebastián Martín y Antonio Rincón)
- Penas de San Mateo (1996 - Manuel Herrera Raya)
- De vuelta a San Marcos (1996 - Manuel Herrera Raya)
- Señor de San Marcos (2004 - Antonio José Mejías López)
- Prendío en Santiago (2006 - Rafael Villén Rincón)
- Con tu andar Soberano (2007 -A.Miguel García Bernardez, J.Salvador Jiménez Piñero)
- Bajo tu Cáliz (2007 - Ángel Manuel Ramírez Chaves)
- Consuelo (2008 - Jorge Águila Ordóñez, Isaac Manuel Gómez Jiménez)
- San Mateo llora tus penas (2008 - José María Sánchez Martín)
- Bulerías en la plazuela (2009 - Rafael Villén Rincón)
- La Misión de Cristo (2012 - Alejandro Moreno Rodríguez)
- Una cruz de Misericordia (2012 - Gabriel Vicenti Hidalgo)
- Ese Gitano prendío (2013 - Manuel Sánchez Molero)
- Una mirada al cielo (2013 - J.Carlos Fernández Gutiérrez, Adrián Ortega Vega)
- Sobre tu altar de plata (2014 - Rafael Hedrera Barranco)
- Recuerdos (2014 - Jesús Salvador Jiménez Piñero)
- Amor de mis Remedios (2015 - Pedro Manuel Pacheco Palomo)
- Lágrimas de Bienaventuranzas (2015 - Rafael Villén Rincón)
- Exaltado en las Viñas (2015 - R.Villén, JJ Piñero)
- Consuela a tu barrio (2017 - Manuel Jesús Guerrero Marín)

## Filmografía de la Semana Santa de Jerez
Dada la repercusión que tiene la Semana Santa de Jerez, han sido numerosas las ocasiones en las que se ha llevado a escena películas y documentales sobre dicha celebración y momentos destacados de la misma, siendo algunas de ellas las siguientes:
- Jerez en Semana Santa (1985 Producción y dirección Equipo 3. Edita Caja de Ahorros de Jerez)
- El Manuscrito del Nazareno (1991 – Guion de Pedro Tena – Producción Onda Jerez TV)
- Sentir de un pueblo (1998 Mediarte – Producido por Onda Jerez TV)
- Pasión en Jerez (1999 – Waflar Producciones Audiovisuales – Dirección y realización José Melero y Roberto Aguilar)
- Procesión Magna de Jerez (2000 – Realización Onda Jerez TV – Edita Diario de Jerez)
- Esencias de Pasión (2005 – Exaltación Cofrade dentro del Encuentro Nacional de Cofradías – Onda Jerez TV)
- JMJ 2011, Jerez Madrid Jerez (2011 Una película de Adrián Selma- Xerezmania Producciones SL)
- Historia de una Pasión (2013 Documental de Onda Jerez TV)
- Coroná de flores (2014 HanDa Film – Xerezmanía Producciones SL)
- Catorce chicotás, Crónica de un milagro (2016 JAMS)
- Pasión y Palabra (2017 – Dirigida por Jesús Salido) Estrenada el 31 de marzo de 2017[94]
- La Madrugá (2019 - Film de Alejandro Cano - Sala46 Film) Estrenada en pantalla grande en 2019[95]
- Entregados a ti (2023 –HanDa Movies-Dirigida por Alvaro Ojeda y locución de Carlos Herrera)[96] Estrenada en pantalla grande en 2023[97]
- Sangre y Agua, una Historia de Gracia y Esperanza (2025 - Guion Javier Amador Azcutia y Realización y Producción de José Melero Daza)
- "Quedan..." La Pasión de Jerez (2025 - HanDa Movies, Dirigida por José Manuel Melero Daza) Estrenada en pantalla grande en 2025[98]

## Programación televisiva sobre la Semana Santa de Jerez
Jerez de la Frontera cuenta también con una amplia programación semanal audiovisual en diferentes medios de comunicación que dan cobertura durante todo el año a su Semana Santa y a la provincia, como pueden ser los programas Cofrademanía desde el año 2007 (en MasJerez TV y 7TV), Sol y Pasión (8 TV), Entrevarales (Onda Jerez TV desde el año 1991), Entre Azahares (Jerez Directo TV), Palabras Mayores (Jerez Televisión), así como otras programaciones especiales como Carrera Oficial (COPE), Cruz y Pasión (Cofrade TV) o Luz de Pasión (7 TV) entre otros.

## Números de la Semana Santa jerezana

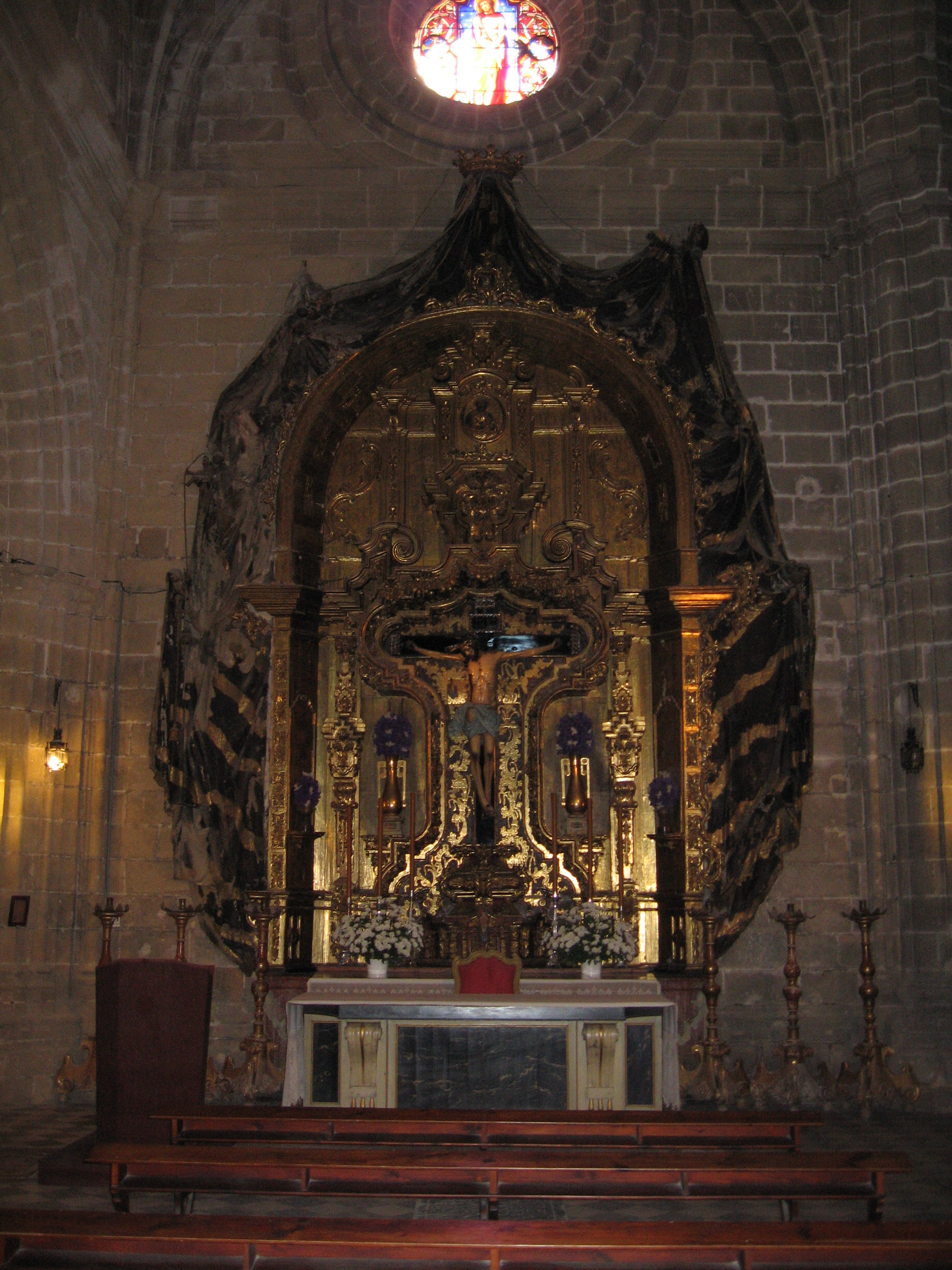
Cristo de la Viga, el más antiguo

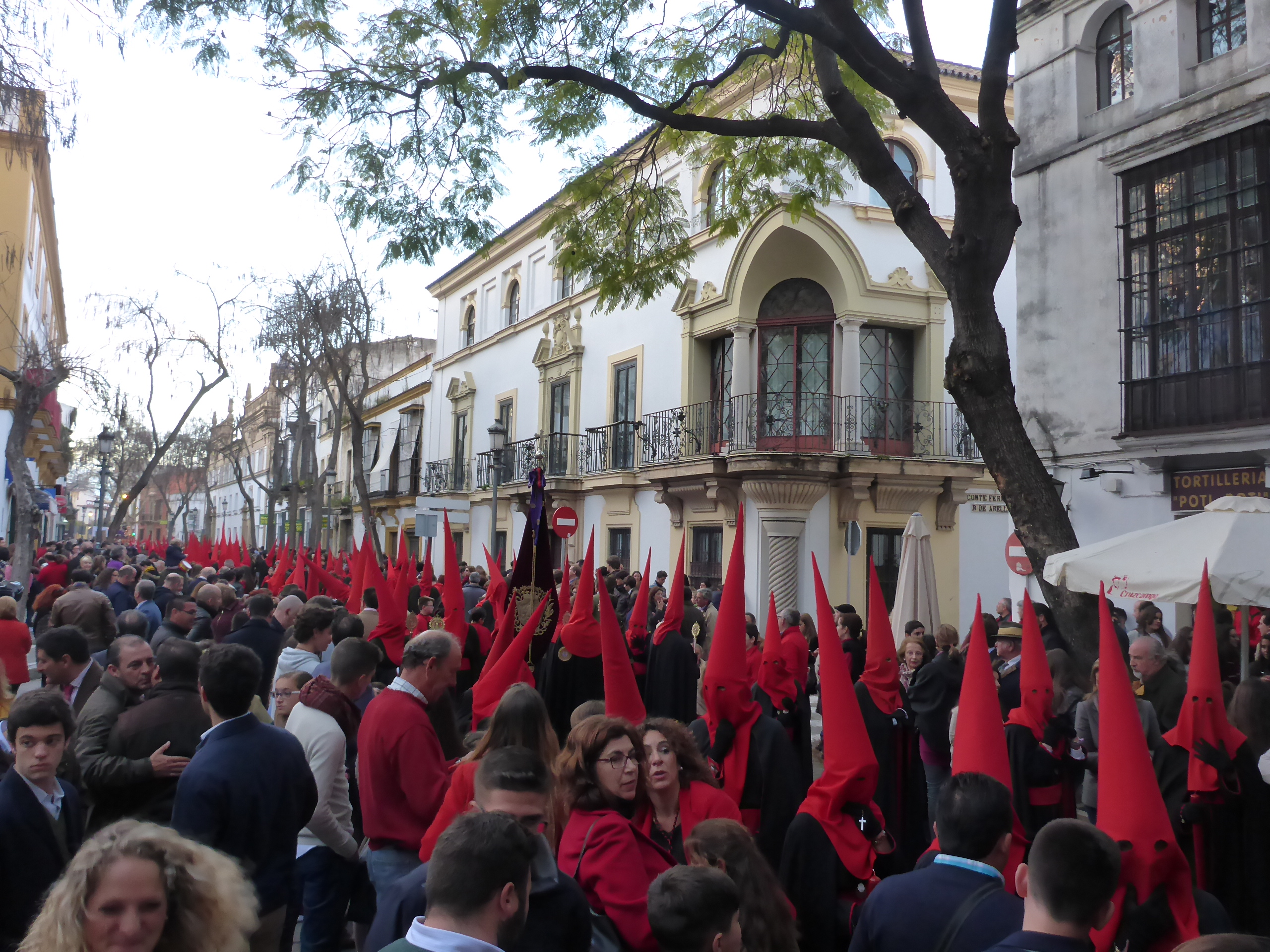
Judíos de San Mateo, cofradía con más nazarenos

- Hermandad con mayor número de nazarenos: Judíos de San Mateo (592 en 2023) (No se cuentan costaleros, capataces, pavitos (nazarenos niños), acólitos, hermanos de brazalete, servidores y encendedores)
- Hermandad con menor número de nazarenos: Sagrada Resurrección (53 en 2018)
- Hermandad con mayor número de hermanos: Judíos de San Mateo.
- Hermandad con menor número de hermanos: Sagrada Resurrección.
- Hermandad con recorrido más largo: La Entrega de Guadalcacín (13,6km)
- Hermandad con recorrido más corto: Sagrada Resurrección (1,670km)
- Hermandades con más pasos (3): Tres Caídas, El Nazareno, La Expiración, Vera Cruz, La Piedad.
- Hermandades con menos pasos (1): Entrega de Guadalcacín, Mortaja, Pasión, Angustias, Sed, Bondad y Misericordia, Salvación, Salud de San Rafael, Soberano Poder, Redención, Lanzada, Humildad y Paciencia, Misión, Loreto, Sacramental de Santiago.
- Hermandad más antigua: El Mayor Dolor (1488).
- Hermandad más moderna: Misión (2016)
- Cristo más antiguo: Santísimo Cristo de la Viga (finales del siglo XV o principios del XVI). Hermandad de la Viga.
- Cristo más moderno: Nuestro Padre Jesús de la Paz (2016). Agrupación Parroquial Paz de Cuartillos.
- Virgen más antigua: Nuestra Señora del Socorro (siglo XVI). Hermandad de la Viga.
- Virgen más moderna: Nuestra Señora de la Esperanza (2024). Agrupación Parroquial Paz de Cuartillos* Pasos con mayor número de costaleros:  Sagrada Mortaja (60 costaleros)
- Paso con menos costaleros: Juanillo (18 cargadores). El Nazareno.
- Paso de Cristo de mayor tamaño: Sagrada Mortaja (60 costaleros).
- Paso de Virgen de mayor tamaño: Amargura (48 costaleros cuadrilla baja, 40 costaleros cuadrilla alta).

## Impacto socioeconómico
La ocupación hotelera durante la Semana Santa de Jerez entre Jueves Santo y Domingo de Resurrección roza prácticamente el lleno con ocupaciones de hasta el 88%  en los hoteles de Jerez, aumentando la demanda experimentada en los itinerarios turísticos y haciendo que el gremio de la hostelería, especialmente los enclavados en el centro de la ciudad, hagan su peculiar agosto. Todo ello, supone un impacto que también se traduce en el aumento en el número de contrataciones que suele tender al alza durante ese mes y especialmente durante esa semana. 
La demanda por parte de las hermandades de cirios, flores de cera, bordados, orfebrería, tallados, bordados e imaginería significa en muchos casos la supervivencia de determinados oficios estrechamente vinculados a la Semana Santa que de otra manera verían peligrar su supervivencia.